# Biserica Adormirea Maicii Domnului din Vad

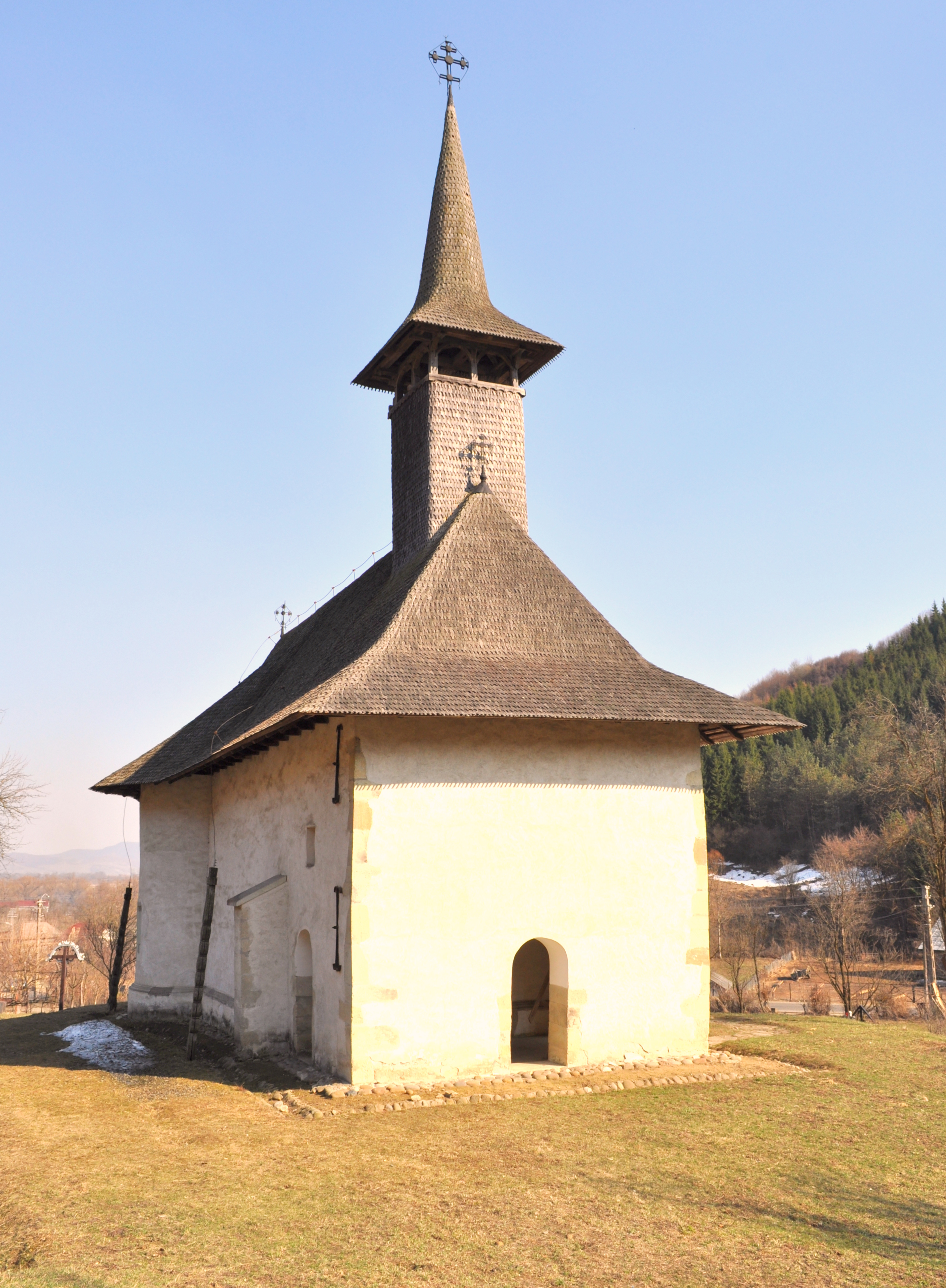
Biserica episcopală „Adormirea Maicii Domnului” din Vad, comuna Vad, județul Cluj, foto: martie 2012.

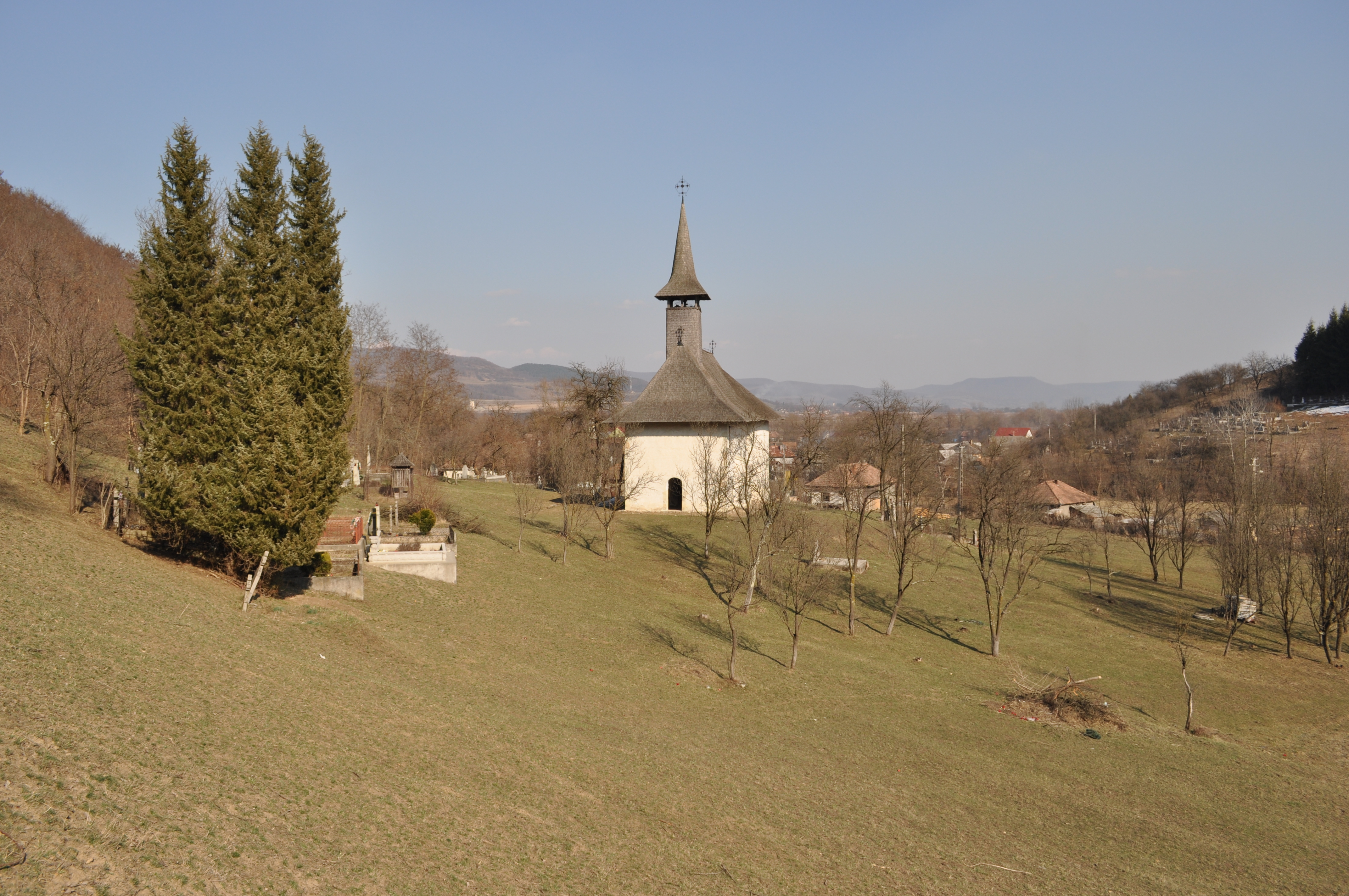
Biserica din depărtare

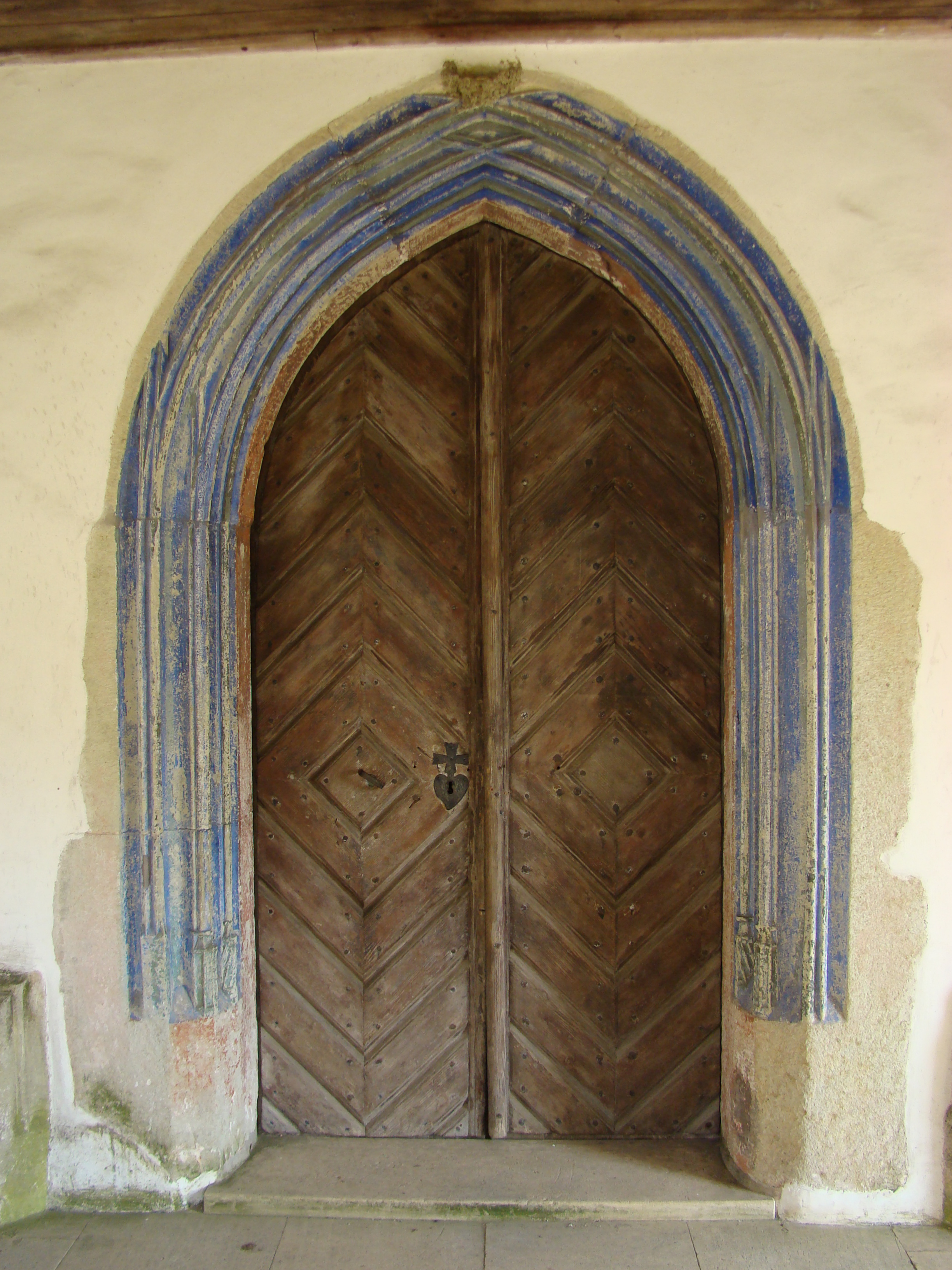
Portalul gotic, în arc frânt, de pe latura vestică

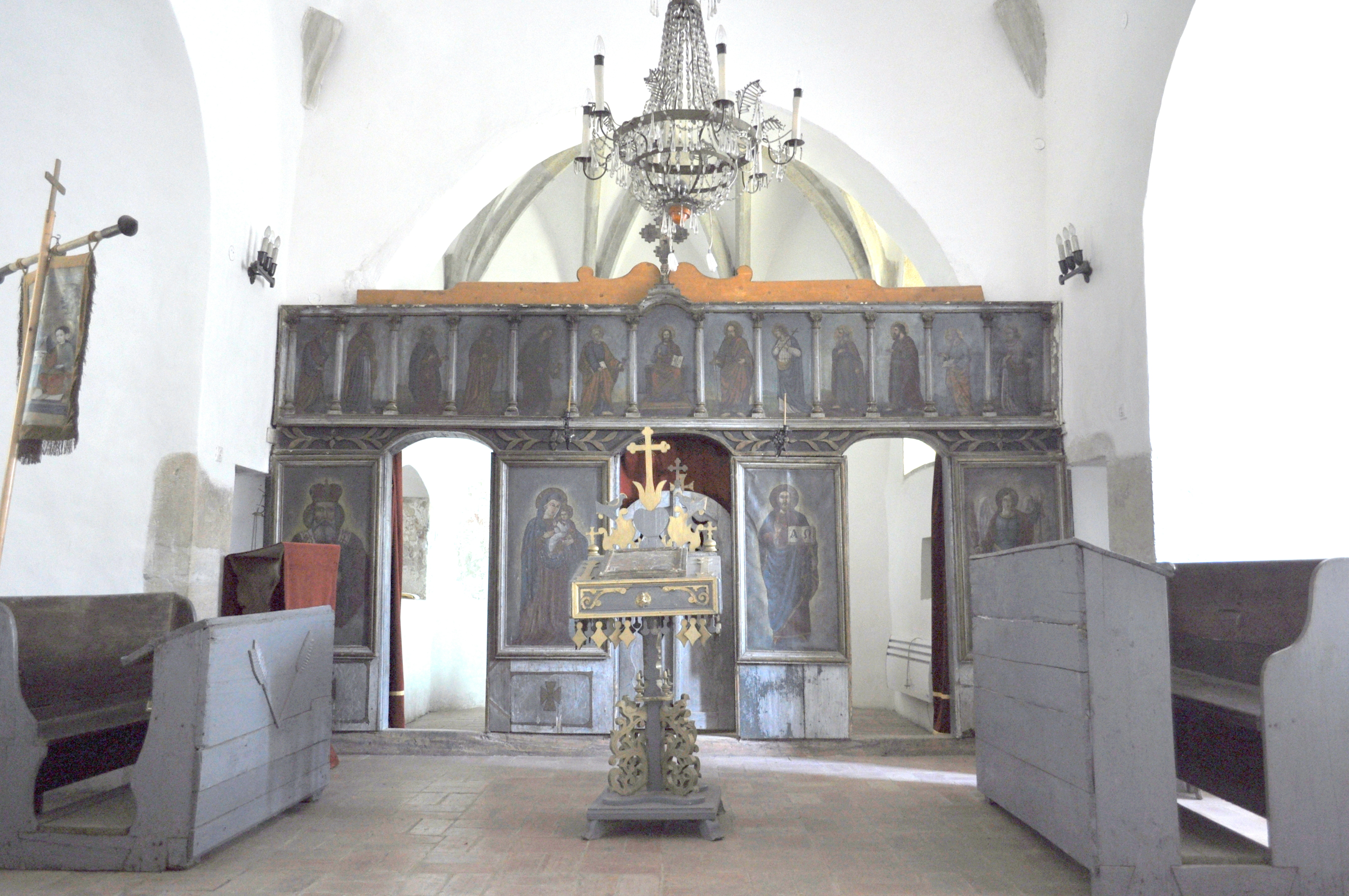
Nava spre iconostas

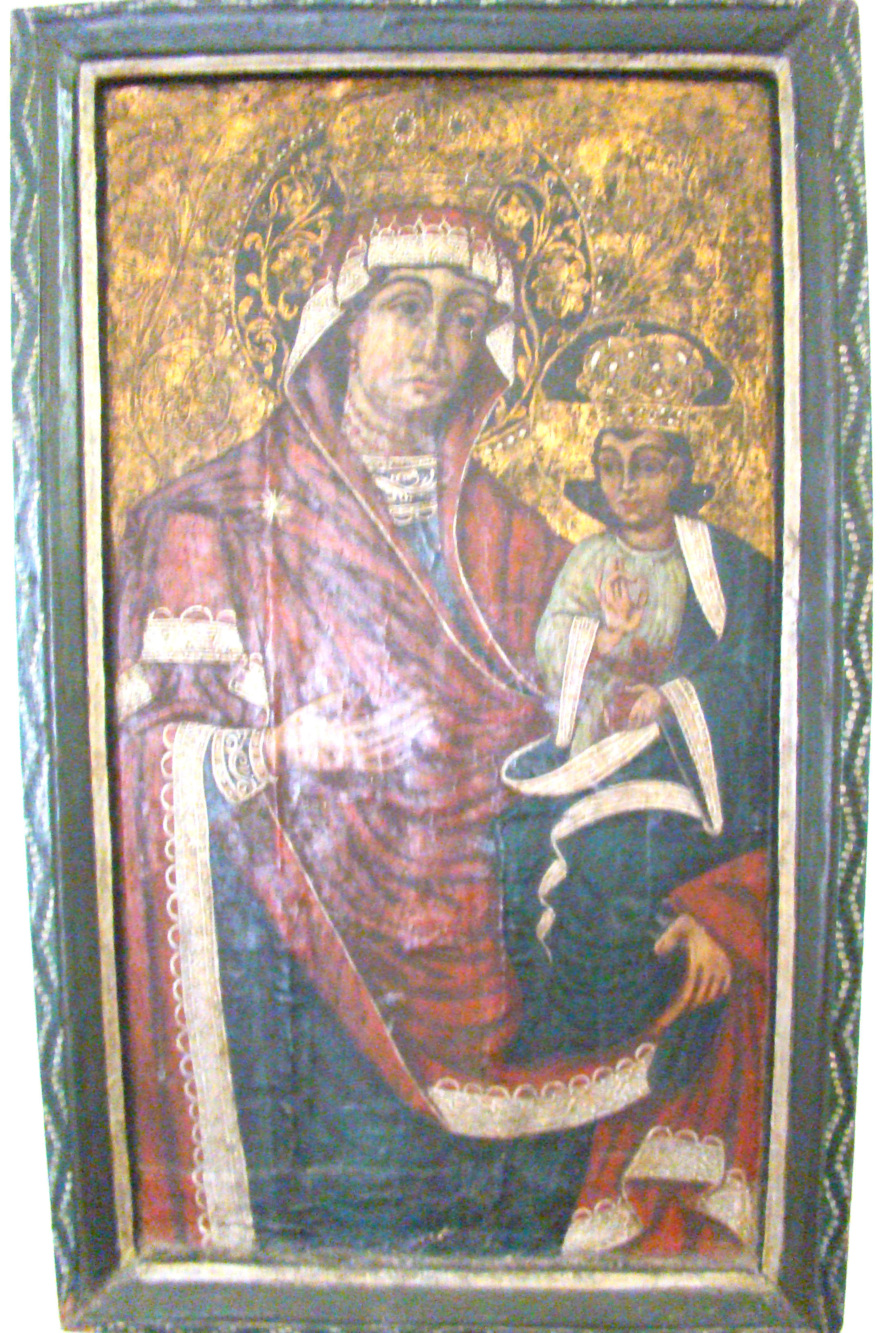
Maica Domnului cu Pruncul

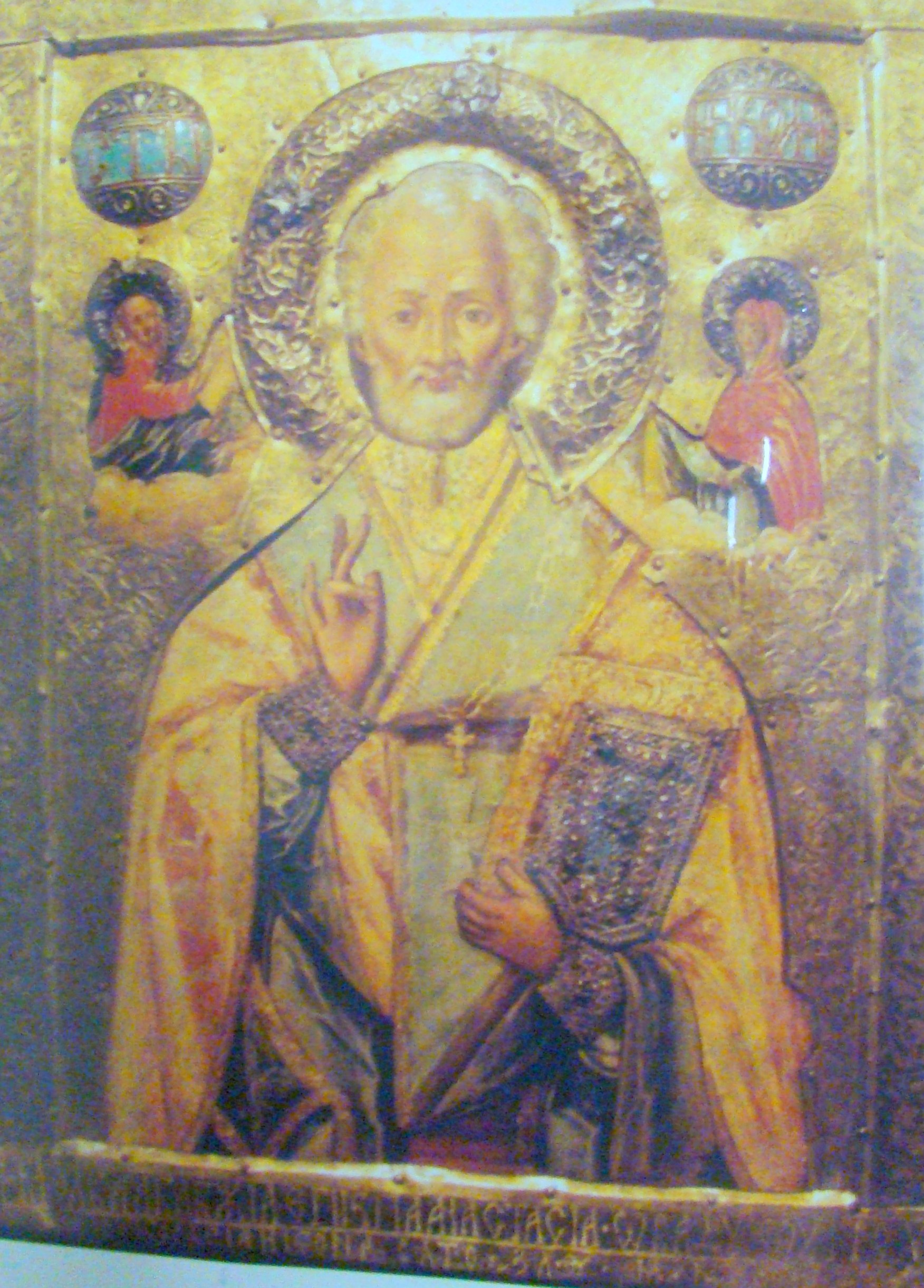
Icoana Sfântul Nicolae, dăruită bisericii din Vad în 1531 de Episcopul Anastasie

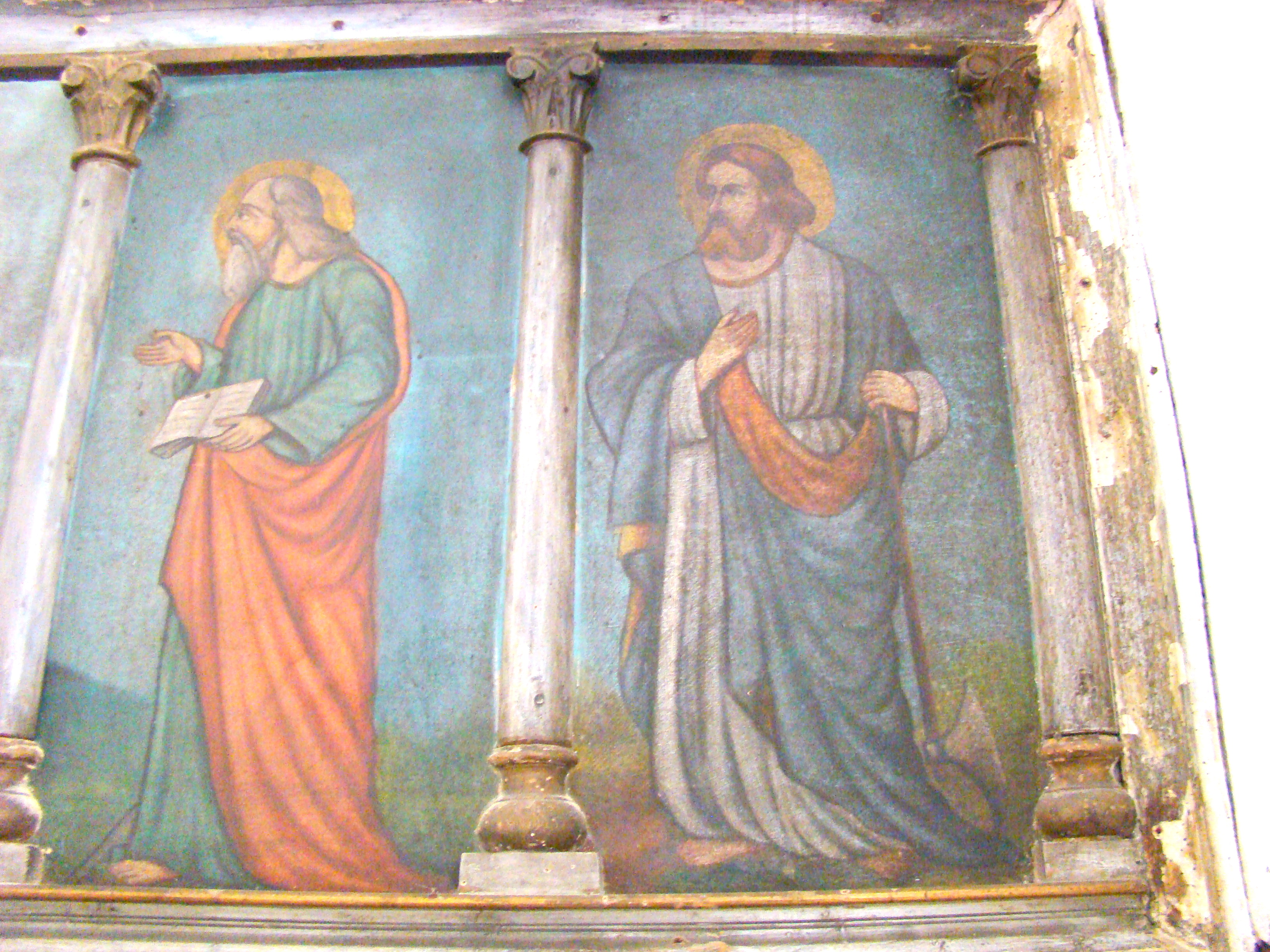
Iconostas: detaliu din friza Apostolilor

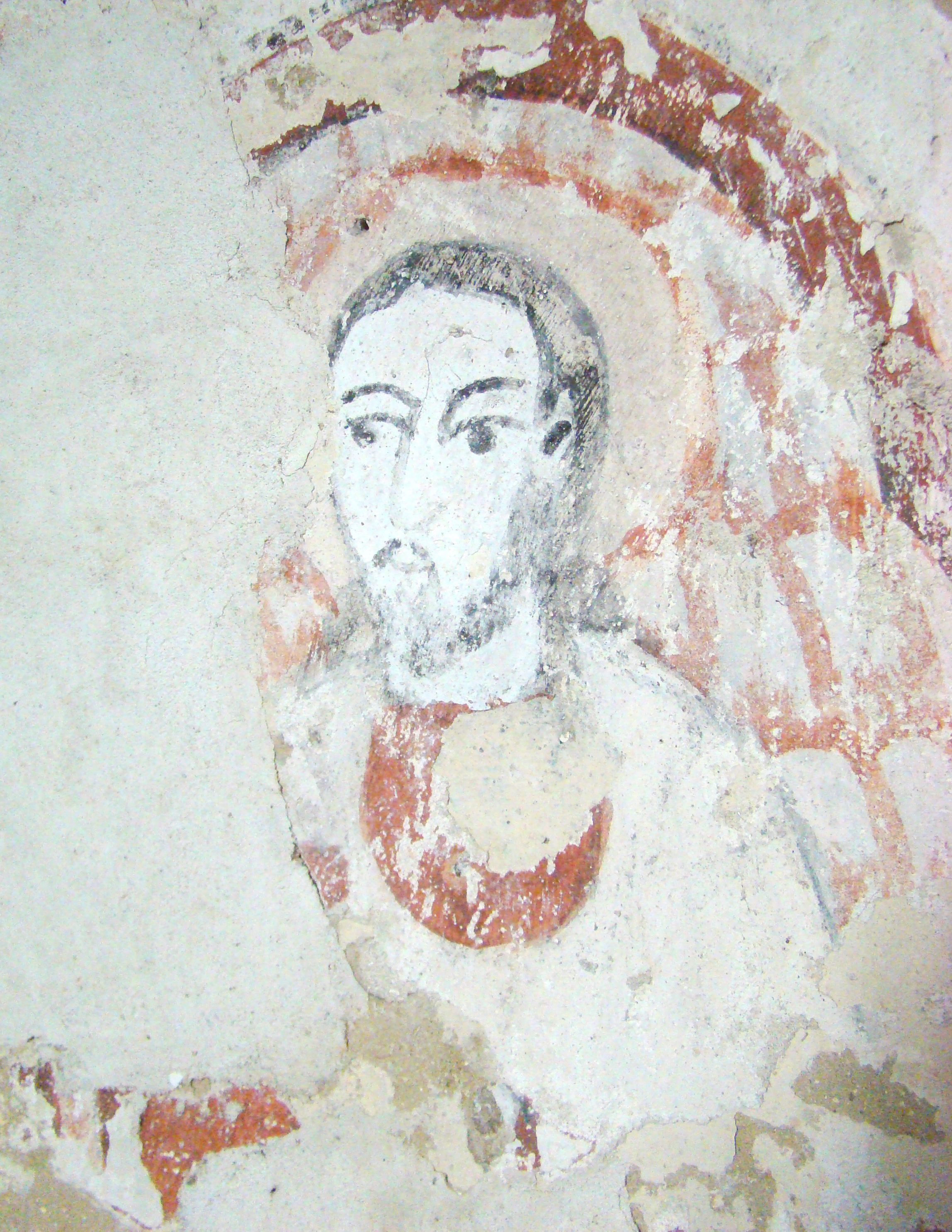
Fragment din vechea pictură parietală

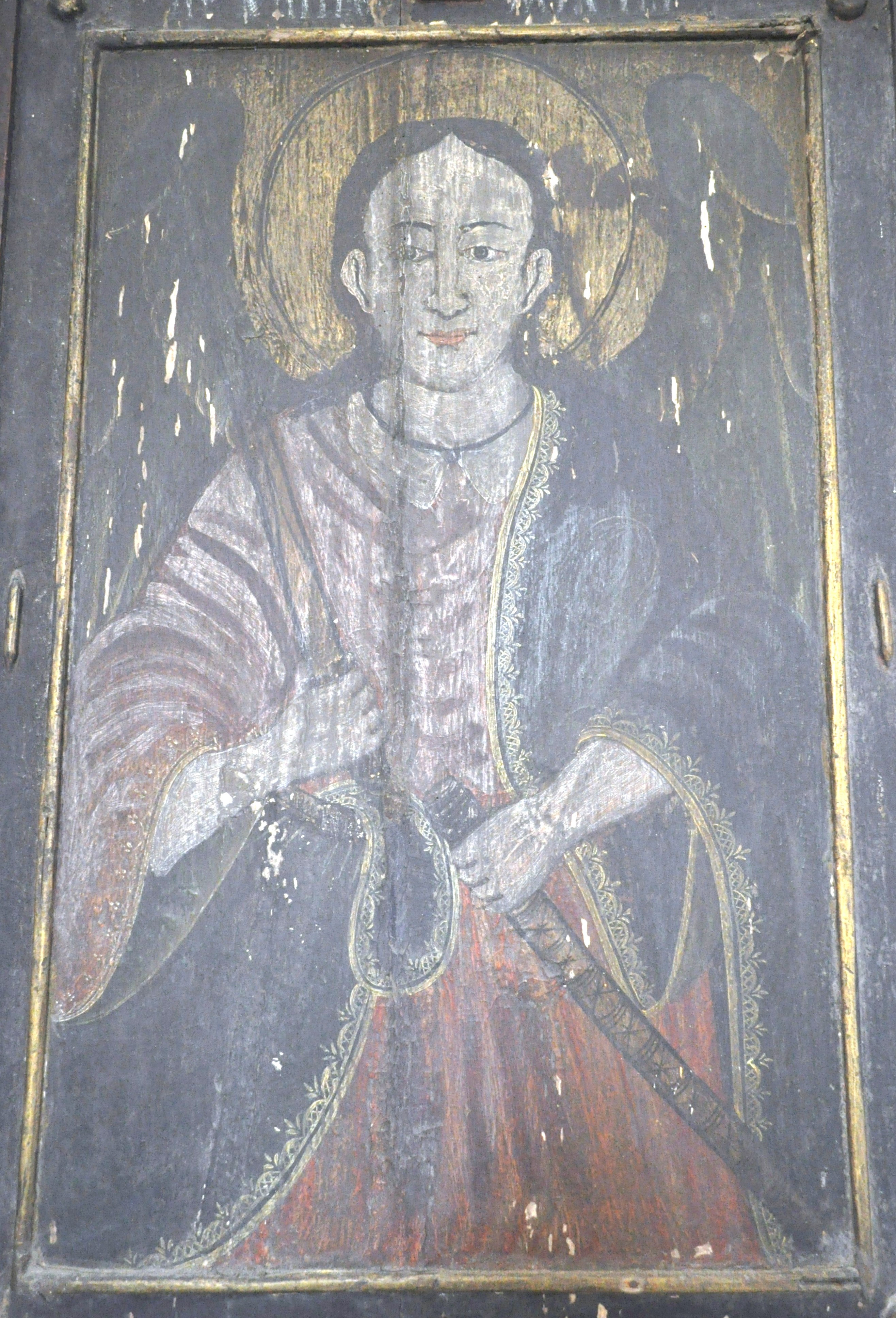
Arhanghelul Mihail

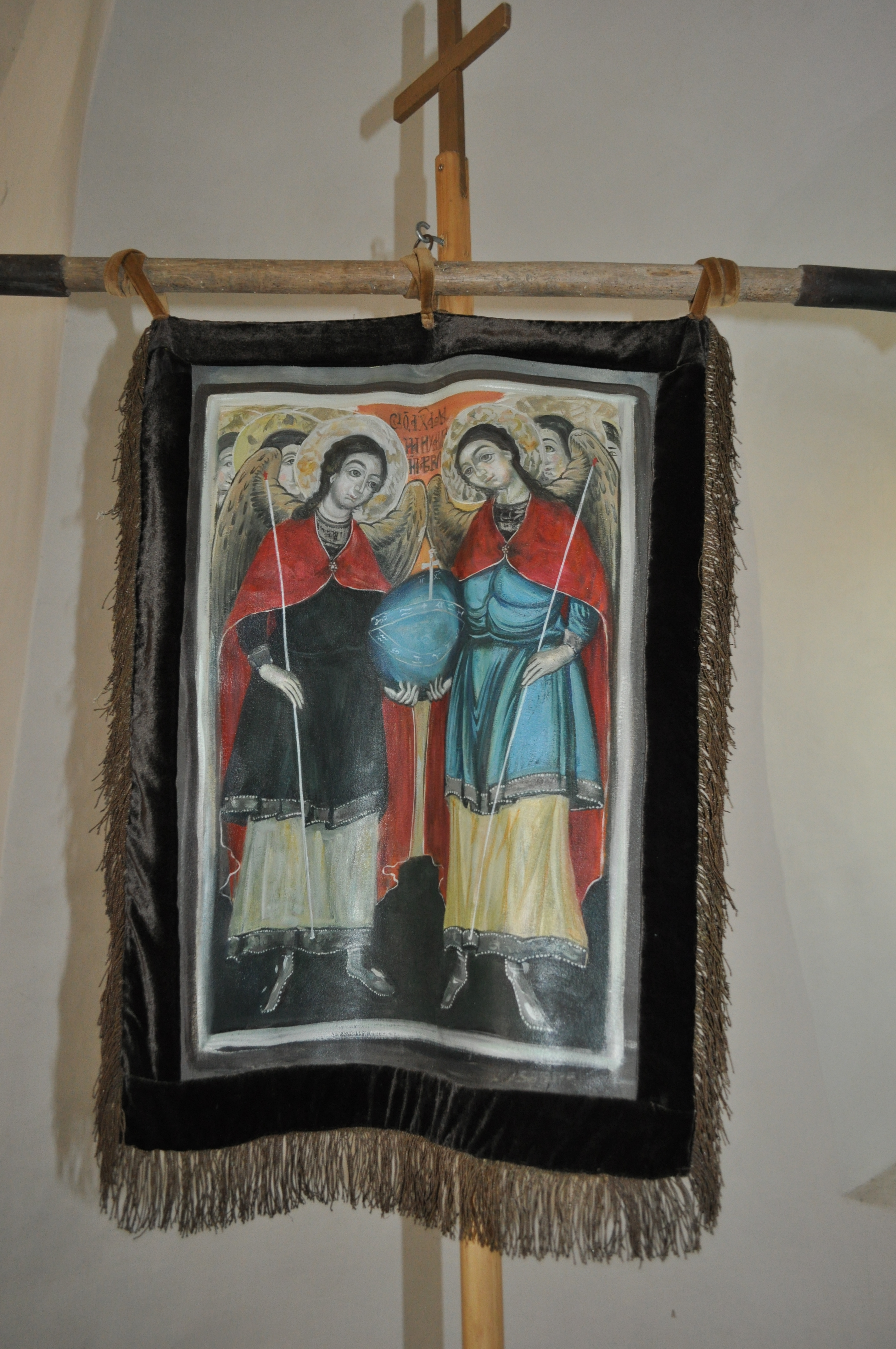
Soborul Sfinților Arhangheli

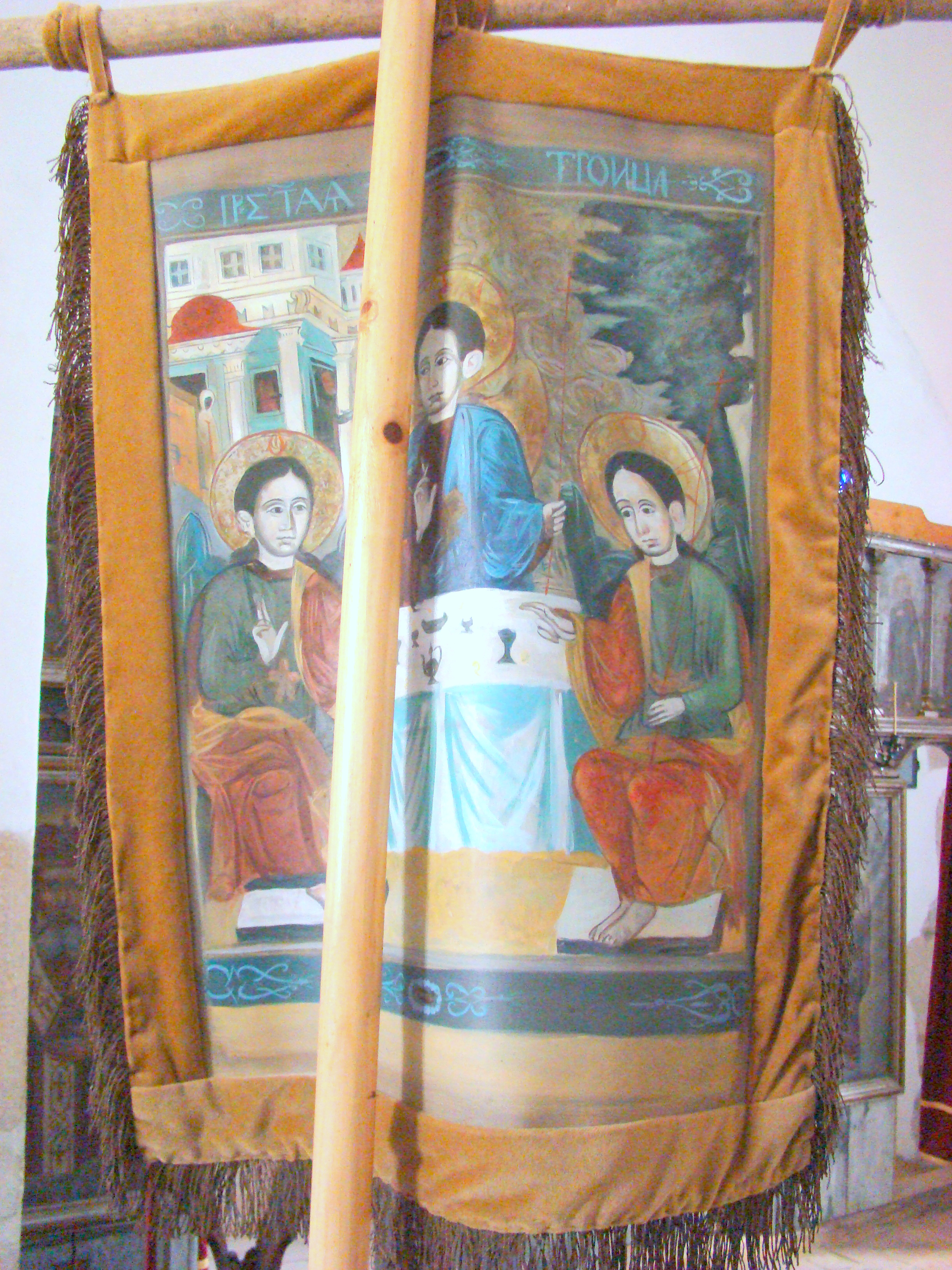
Prapur vechi

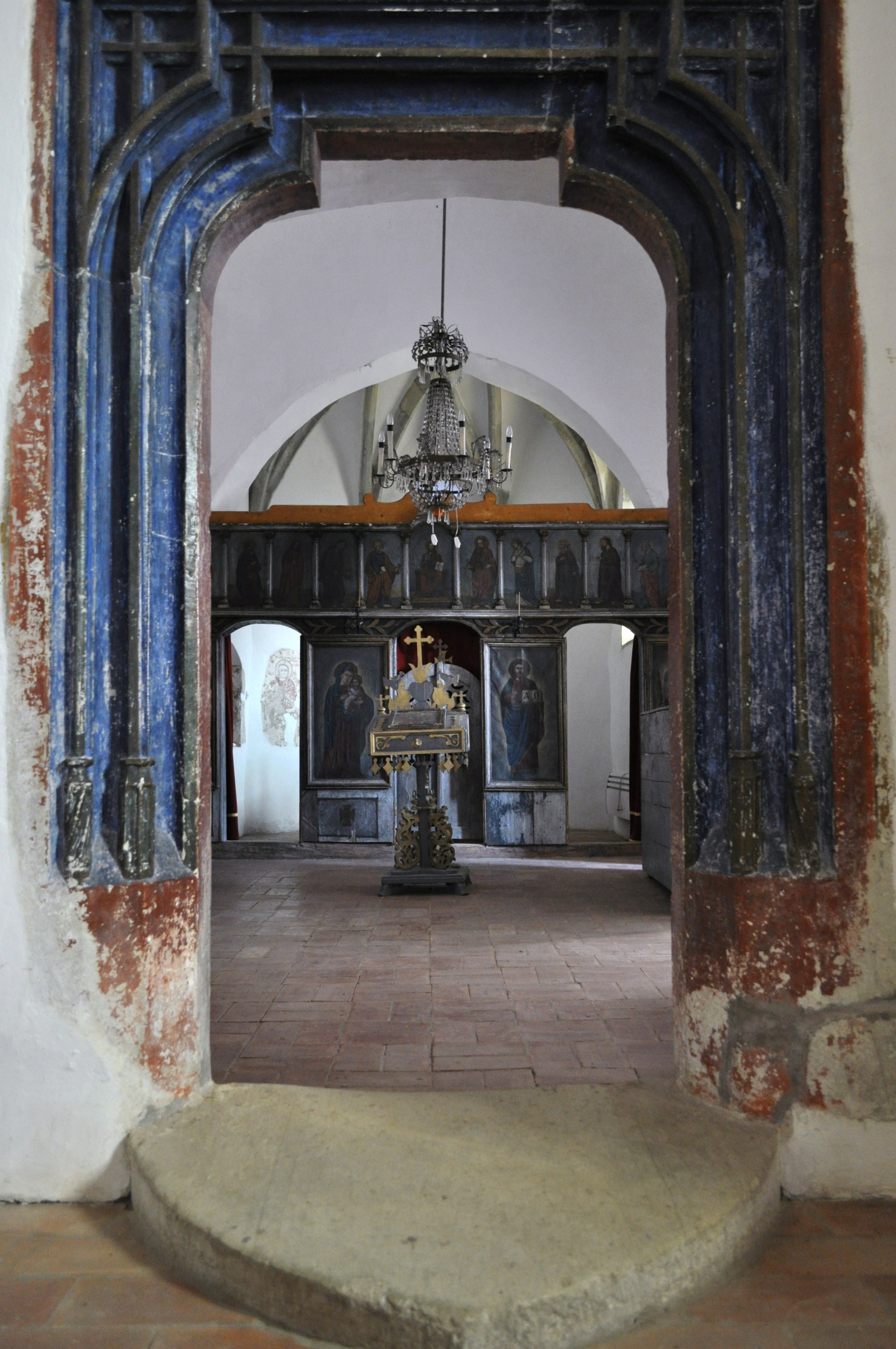
Portalul interior

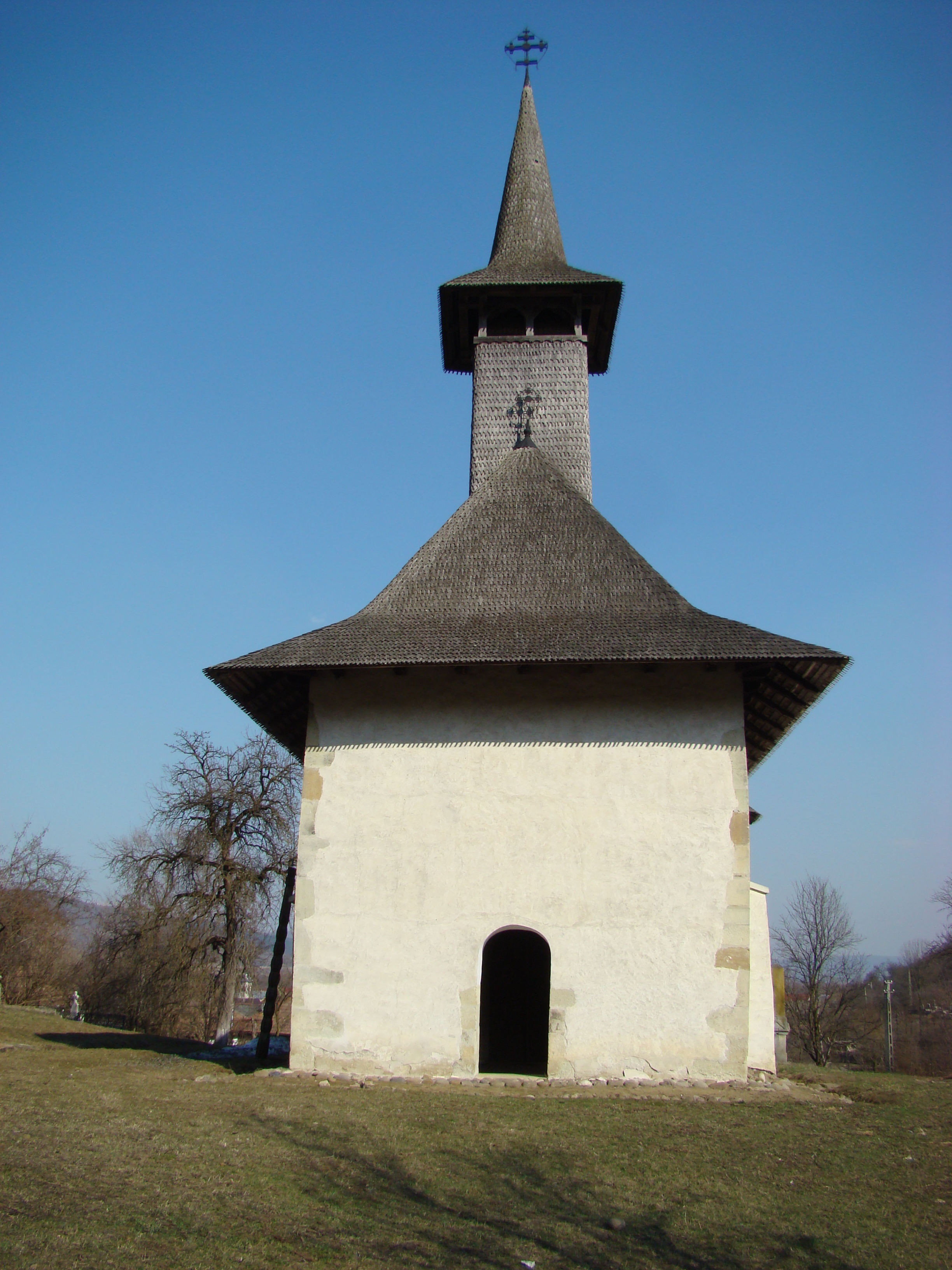
Biserica (vest)

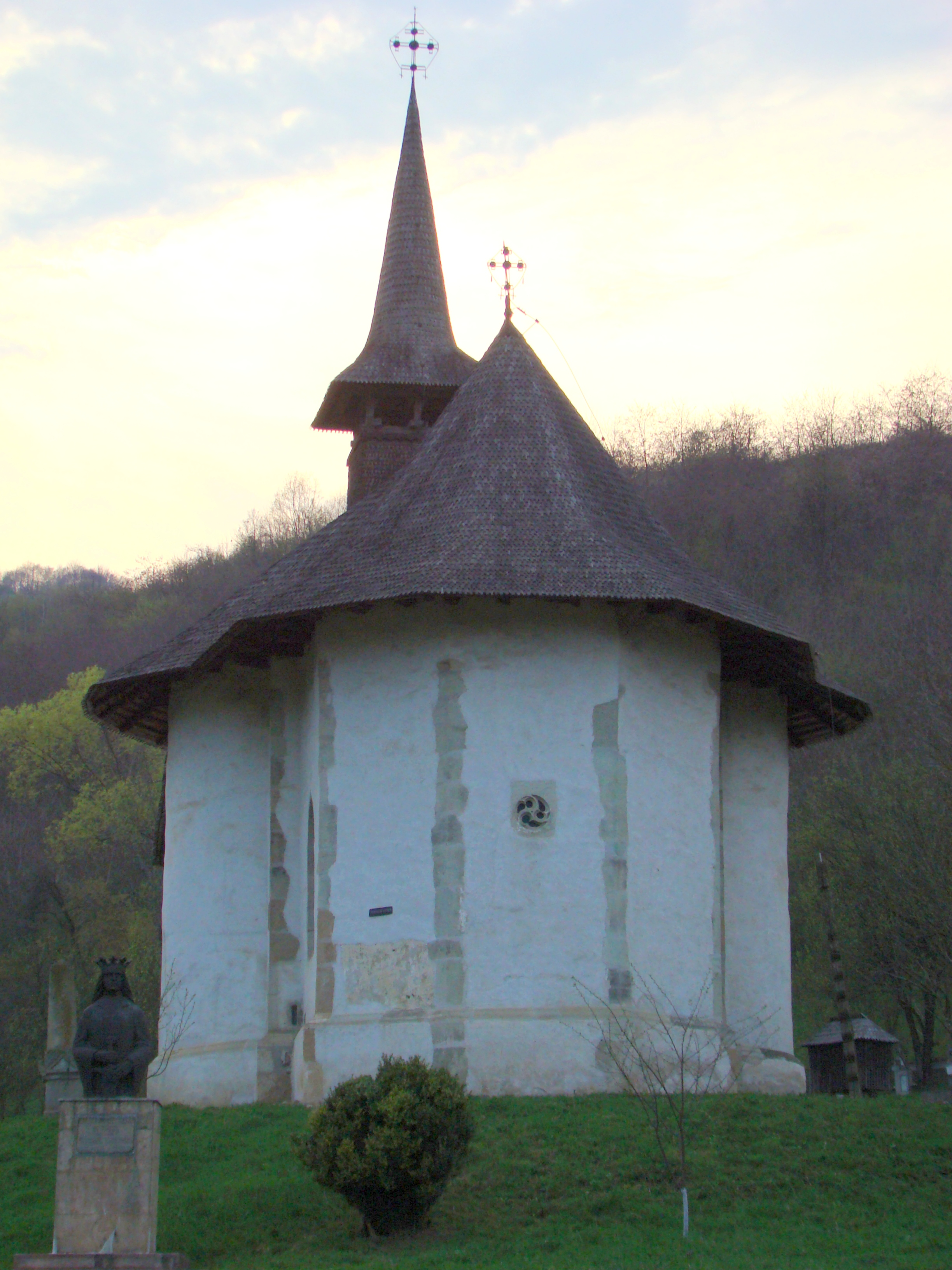
Biserica (est)

Biserica episcopală cu hramul „Adormirea Maicii Domnului” din Vad, comuna Vad, județul Cluj, a fost construită în secolul al XV-lea. Biserica se află pe noua listă a monumentelor istorice sub codul LMI:  CJ-II-m-A-07805.

## Biserica Episcopală
Ipotetic prima biserică în Vad a fost o sihăstrie construită de (sau în timpul fraților) Balc și Drag, cândva, pe la sfârșitul veacului al XIV-lea și începutul celui următor. A doua biserică construită pe locul fostei sihăstrii, este opera lui Ștefan cel Mare sau, mai probabil, a lui Petru Rareș. Biserica are hramul “Adormirea Maicii Domnului”, a fost mănăstire și reședință episcopală. În lipsa unui document probator nu s-a putut stabili anul construirii ei. Prin planimetrie și stil ea aparține artei moldovenești din vremea lui Ștefan și Rareș, chiar dacă amestecul formelor arhitecturale din Moldova și Transilvania în chiar structura construcției îi dau un caracter de unicat.
Planul treflat (triconic) cu abside laterale semicirculare, împărțit în naos, pronaos și altar, o face asemănătoare monumentelor moldovenești din prima parte a domniei lui Ștefan cel Mare, în vreme ce altarul poligonal de factură gotică, o apropie de arta transilvăneană. Bolțile cu nervuri de piatră, cum o dovedesc consolele de pornire păstrate încă în pereți, acoperișul altarului în boltă stelară, pe nervuri, chenarele ferestrelor și ușilor vădesc, de asemenea, o influență a goticului transilvănean, datorată participării unor meșteri autohtoni – poate bistrițeni – la construcția ei.
De remarcat portalele specific moldovenești, în arc frânt pe fațada vestică și dreptunghiulare cu baghete între pronaos și naos. Nu este sigur că biserica a fost încinsă cu un brâu sculptat, aidoma celor din Moldova. Pentru înălțarea bisericii meșterii – ardeleni și moldoveni – au folosit piatra – adusă cu spatele de la Băbdiu, spun localnicii, desigur pentru a sublinia efortul cerut de o asemenea construcție – multă recuperată din ruinele castrului de la Cășeiu. Fragmente din monumente funerare romane, cu frânturi de inscripții neinteligibile se mai văd încă în zidurile bisericii. Astfel, pe un fragment din colțul nord-vestic se poate citi:”(DJM//…RCELL BRITA//…XLV//…ARIA…
IXETAVR//)”. În partea vestică a altarului se află un alt fragment cu inscripție:
“D.M.
LASA .EQST
AVR, TSINTA VIX
XXXI AVR. AE” În interiorul bisericii există câteva fragmente de reliefuri romane.
Biserica nu are pisanie.
Pictura veche nu se păstrează, ci doar un mic fragment de pictură în partea de apus a altarului, deasupra proscomidiarului, reprezentând chipul unui sfânt.
În 1717, potrivit unei tradiții, biserica a fost distrusă de tătari și “refăcută abia după un sfert de veac” – scrie Kádár în monografia sa. Informația este aproximativă, întrucât biserica nu era refăcută nici în 1754, an în care protopopul Gabor din Ocna Dejului, înzestrează pe doi vădeni, cu o scrisoare adresată “pravoslavnicilor creștini” din protopopiat, care sunt rugați să-i ajute pe “săracii de vădeni” pentru a repara stricăciunile pricinuite de “năvălirea în țară a pleanului străin” acestui lăcaș care a fost odinioară “maica altor biserici românești din țara Ardealului”.
În anul 1838 biserica a fost încă o data reconstituită, probabil atunci adăugându-se exonartes supraînălțat cu o clopotniță de lemn. Între 1969-1973 specialiști ai Direcției Monumentelor Istorice au efectuat lucrări de restaurare și cercetări arheologice nevalorificate încă într-o lucrare.
Într-o notă de cercetare arheologică, Mariana Beldie, șefa șantierului, consemna că, în săptămâna 30 octombrie – 7 noiembrie 1969, au fost descoperite 5 morminte, dintre care 2 in situ, din care s-au recuperat ceramică feudală și două monezi austriece – kreutzeri – unul din 1680 și celălalt cu efigia lui Iosif al II-lea (identificare de E. Isăcescu de la Cabinetul Numismatic al Academiei).
Pridvorul este ridicat pe fundație de piatră brută și bolovani, legate cu mortar din mult nisip și puțin var, și datează, probabil, cel mai devreme la sfârșitul secolului al XVIII-lea și începutul secolului al XIX-lea.
În pereții bisericii, la interior și exterior, apare cărămidă de la reparațiile ulterioare. Sub tencuieli sunt multe sgrafitte. Pe latura de SE a altarului, pe primul strat de tencuială, se citește printre alte nume (subl.n.) “Ermonah Antoni Mol(doveanu)Vleat 7227 (1718)”. Se mai disting anii 7100 (1592) și 1735. 
La început biserica a fost tăvănită, urmele grinzilor de susținere a tavanului fiind vizibile în pronaos și naos. Bolta pe nervuri a fost realizată doar în altar. Într-o fază ulterioară au fost executate în naos și pronaos bolți semicilindrice din lemn.
Cercetările din perioada 13-28 octombrie 1971 au dus la identificarea unor morminte  în interior, uneori suprapuse, dar fără material care să susțină datarea.
Cercetările din 1972 au surprins pardoseala inițială din cărămidă pe un strat de nisip compact. În interior au fost descoperite 12 morminte din care 2 aveau câte o lespede din piatră și material ceramic din secolul al XVI-lea. În altă secțiune au fost descoperite 22 de morminte din care 5 cu monedă (din intervalul 1613-1629 până la 1764). Pe această bază, începuturile mănăstirii au fost stabilite în primul sfert al veacului XVI-lea (sub Ștefăniță?), mormintele fără monede din aceasta perioadă indicând o utilizare a spațiului strict monahală.
Martori oculari susțin că în incinta naosului a fost descoperită o criptă din care au fost recuperate un lănțișor de aur, inele și cruciulițe, ceea ce ar dovedi că acolo a fost înhumat un ierarh. 
La începutul secolului XVII (1613-1639) biserica episcopală devine biserică de mir. 
Biserica a fost restaurată în anii 2000-2002, la acoperiș și zugrăvelile interioare, cu fonduri de la Ministerul Culturii și Cultelor.

## Primii episcopi
Care au fost primii stătători în scaunul episcopal întemeiat la Vad pentru nevoile spirituale ale românilor de pe domeniul Ciceu, nu se știe încă. O nedreaptă uitare s-a așternut demult și poate definitiv peste numele unor vlădici care și-au asumat sarcina dificilă a întemeierii episcopiei, a organizării unei instituții multifuncționale, slujitoare deopotrivă și credinței și conștiinței de neam.
Șirul episcopilor cunoscuți începe abia din 1523, dacă se va adeveri fără putință de tăgadă că încă controversatul Ilarion (Ioan, Larion), era atunci înalt demnitar la Vad.
Ilarion (după unii- Ioan)- “primul episcop de la Vad”,  pomenit documentar în 1523, dar, probabil, în funcție “de la începutul veacului din timpul lui Ștefan cel Mare”–continuă să fie subiect de controverse, argumentele care susțin calitatea lui fiind destul de fragile. Iată contextul în care e menționat episcopul: la 29 septembrie 1523 se înfățișează magistratului Bistriței cnejii din Valea Rodnei împreună cu 3 preoți sau călugări de la Vad, de la Peri sau din Moldova: Matei Șandor (Șandru Alexandru) și Petru, cerănd învoire să înnoiască vechea mănăstire dintre Hordou (azi Coșbuc) și Telciu ”de la drum în stânga spre apus pe un deluț lângă apa Byrckeș” (Birkhs; acum Bichigiu). Deputăția, se zice, ar fi fost susținută și de episcopul Ilarion (Ioan) care “cerea bistrițenilor pe seama noului așezământ monahal reînnoirea privilegilor acordate odinioară Mănăstirii Bistriței”. Ilarion , activ și curajos, nu putea fi decât Episcopul Vadului deoarece această episcopie își exercita jurisdicția și în părțile Năsăudului și ale Bistriței”. Noul așezământ monahal durat în piatră, numit de unii “sihăstria Telciu” sau “mănăstirea din Telciu”, lua locul unei sihăstrii de lemn din veacul XV și a durat posibil până către sfârșitul sec. XVII când a fost desființată de calvini. Existența unei mănăstiri sub culmile Țibleșului dinspre Nedeia și Măgura Calului este atestată și de toponimul Valea Călugărului.
La 14 februarie 1533, autoritățile bistrițene întăresc printr-un “act de protecție” vechea concesiune dată mănăstirii Bichigiu, căreia ii conferă dreptul de posesie asupra unor păduri, poieni, mori și a altor bunuri. În acest act este pomenit, de fapt “episcopul Layr Iowan”, în care Augustin Bunea a văzut un Ilarion, primul episcop de Vad atestat documentar.
De remarcat că în 1523, când a fost reconstruită mănăstirea Bichigiu părțile năsăudean-bistrițene nu aparțineau încă Moldovei iar în 1533, când este menționat “episcopul Layr Iowan” alias Ilarion, Larion, Ion, la Vad păstorea din 1529 Anastasie. Pe acest temei susține Iorga că Ilarion s-a prezentat sfatului bistrițean și în 1523 și în 1533 nu în calitate de episcop de Vad, ci al unui episcopat distinct de acesta, întemeiat “pentru rumânii bistrițeni”.
Preocupați de a lumina cât mai deplin aceste episode de istorie eclesiastică, cercetătorii au reușit să facă noi deschideri către adevăr. Astfel, invocându-se o greșală de transcriere a apelativului Kyr (domn), obișnuit în relațiile cu ierarhii Bisericii Ortodoxe care a devenit neînțelesul “Layr” și faptul că antroponimicului slavon “Iowan” îi corespunde românescul “Ioan”- s-a stabilit o identitate mai credibilă contestatului episcop. “De aceea scrie M.Păcurariu, autorul acestei demonstrații- îl socotim pe Ioan cu reserve ca primul episcop de Vad cunoscut cu numele”.  Același episcop “care ridica în 1523 o mănăstire în părțile Bistriței și se remarca în vremea lui Petru Rareș prin luciditate diplomatică și dârzenie ostășească” (confuzia cu Anastasie este evidentă) este numit Ilarie-Ion.
Certitudini documentare pentru a susține prezența episcopului polinominalizat (Layr Iowan, Ilarion, Larion, Ion, Ilarie, Ioan) nu există, jocul ipotezelor, oricâtă emergie și logică ar consuma, putând da câștig de cauză și celor care văd în el primul episcop de Vad nominal cunoscut și celor care-i refuză calitatea, considerându-l episcop de Bistrița. Firește discuția trebuie să țină seamă de faptul că jurisdicția episcopiei nu se limita doar la domeniul cetății Ciceului. Un conflict cu Rareș, un interes oare care sau o misiune poate l-ar fi îndepărtat pentru o vreme din scaunul Episcopal pe Anastasie pentru a-i face loc în 1533 lui Ioan-Ilarion. Oricum, dacă demnitatea lui nu apare expresis verbis în documente, istoricii nu ezită să-l recunoască ca atare.
Varlaam este considerat de N. Iorga ‘cel dintâi vlădică de Vad cunoscut până astăzi’, părere pe care nu mulți istorici o împărtășesc, unii nerecunoscându-i nici măcar calitatea de episcop al Vadului. În chiar anul instalării sale pe tronul Moldovei, spune Iorga, în 1527 adică, Petru Rareș i-ar fi dăruit lui Varlaam, o dată cu cârja episcopală, o bederniță pe care numele vlădicii era brodat cu fir de aur. Darul domnesc a ajuns nu se știe cum la Blaj și a fost păstrat cu sfințenie printre bunurile Mitropoliei greco-catolice până la revoluția pașoptistă.
Anastasie ‘primul episcop al Vadului atestat documentar...’ cum credea Mircea Păcurariu în 1966, este amintit ca episcop în 1529. Călugăr sau egumen la Putna, poate chiar episcop sau mitropolit înainte de a ajunge episcop la Vad, Anastasie, unul din oamenii de încredere a lui Petru Rareș era cunoscător de limbi străine, diplomat abil și oștean curajos care își împărțea priceperea și vremea între altar și câmpul de luptă, între meditație și negociere, între vizite canonice și misiuni diplomatice.
În toamna anului 1529 a participat alături de pârcălabul Ciceului, Simeon Dracșin, și de vistiernicul Toma la asediul cetății Bistrița, fiind unul dintre cei care au negociat armistițiul din 11 octombrie cu bistrițenii. Pentru meritele câștigate în stingerea acestui conflict, se pare că a fost dăruit de Petru Rareș cu satele Bogata de Sus și Bogata de Jos și un loc de moară pe malul dinspre Câțcău al Someșului. În 1531 apreciatul episcop dăruiește bisericii episcopale din Vad o frumoasă icoană ferecată în argint aurit, reprezentându-l pe sfântul Nicolae, icoană aflată azi la Muzeul de Artă al României. În anul de mare cumpănă, încercare și durere a lui Petru Rareș, în 1538 adică anul în care domnul își pierde tronul, scăpând cu viață la Ciceu, Anastasie pare a fi fost amestecat în așa zisul complot de la Ciceu, menit să-l suprime pe voievod pentru liniștea și siguranța uzurpatorului Ștefan Lăcustă. Prin mijlocirea pârcălabului Mihu, Ștefan Lăcustă a intrat în relație epistolară cu Simion Dracșin, pârcălabul Ciceului, și cu Anastasie, ‘popa cel războinic și isteț la solii’, rugându-i să-i facă ‘slujba cu acest Petru Vodă’ sau mai pe înțeles să-l ucidă sau să-l trimită prins la Suceava împreună cu familia. Că Rareș cum se susține a dejucat uneltirile sau pârcălabul și episcopul nu s-au lăsat târâți într-o așa urâtă faptă, e mai greu de dovedit. Cert este că dorința lui Lăcustă nu s-a împlinit, pribeagul și amenințatul domn punându-se la 19 octombrie același an sub protecția lui Zapolya. Se pare că în urma eșuatului așa-zis complot, Anastasie retras sau înlăturat din vlădicie, se stabilește la Putna căreia îi dăruiește în 1538-1539 de 2 ori câte 100 de galbeni pentru a i se face 2 pomeniri pe an.
Probabil a fost reinstalat în 1541; Rareș, revenit la tron, înlăturându-i pe boierii necredincioși. E posibil ca vara anului 1546 să-l fi apucat la Vad. În 1548 era episcop la Roman unde păstorește 14 ani, afirmă Marius Porumb.

## Imagini din exterior

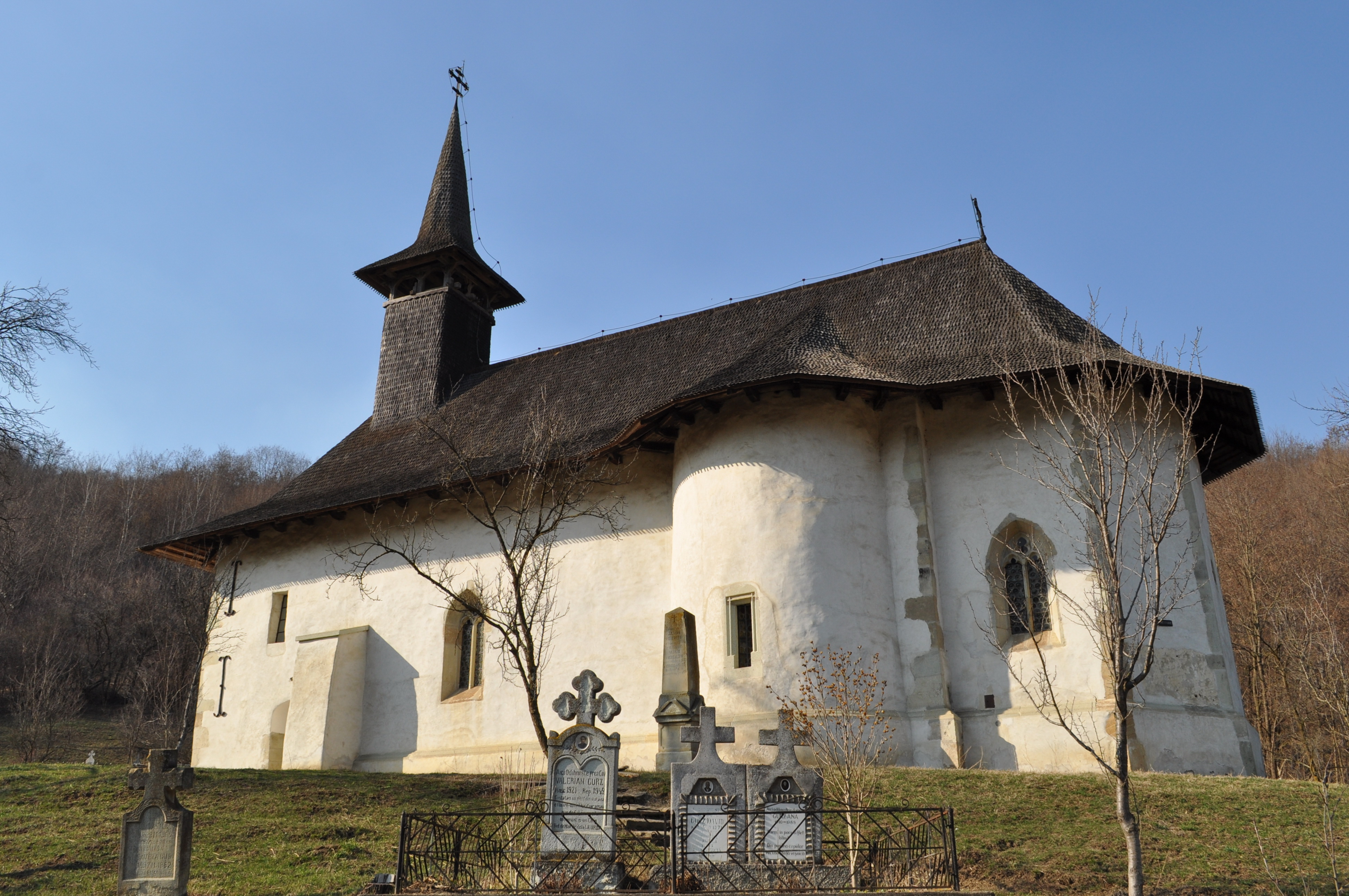
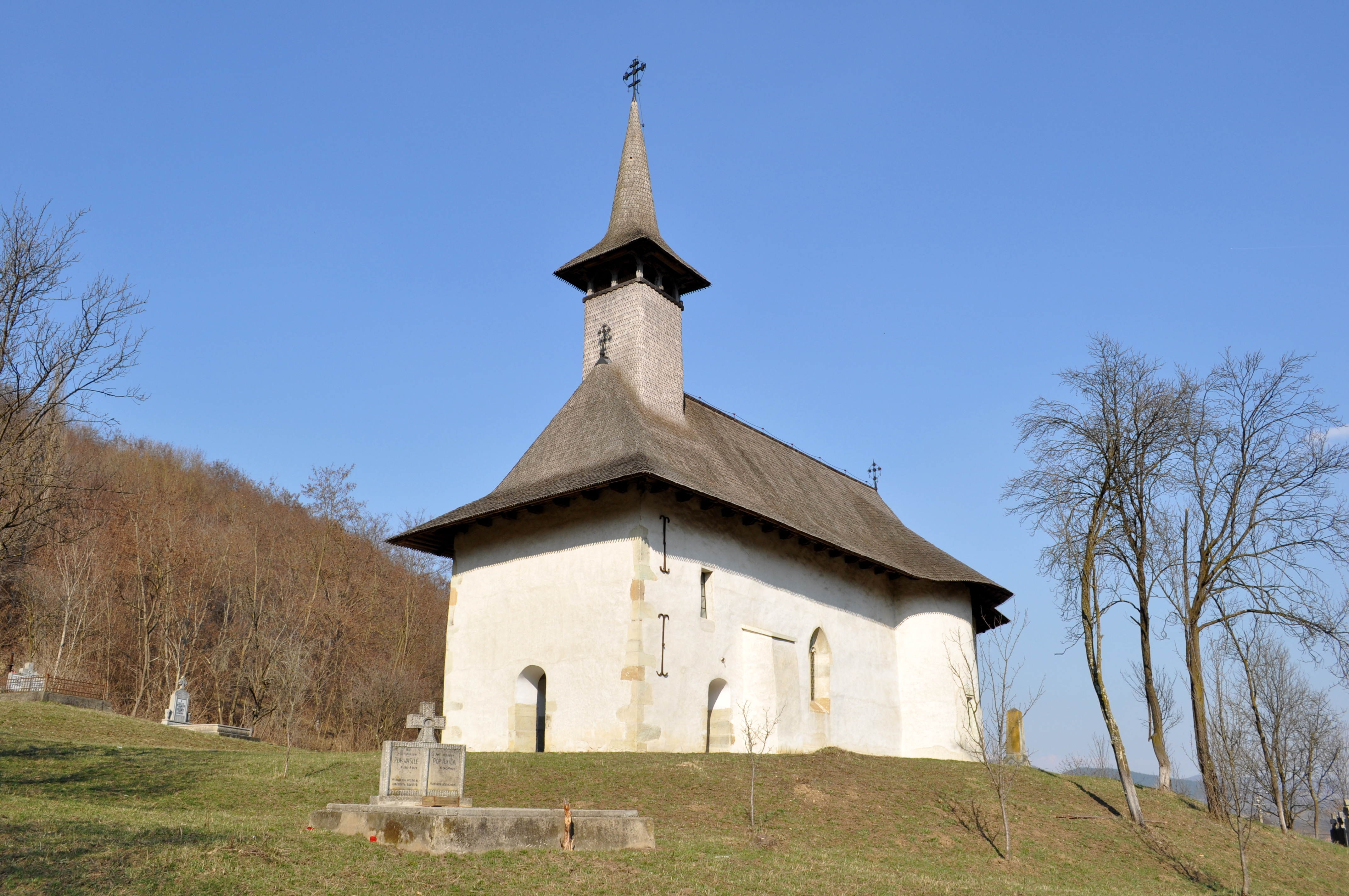
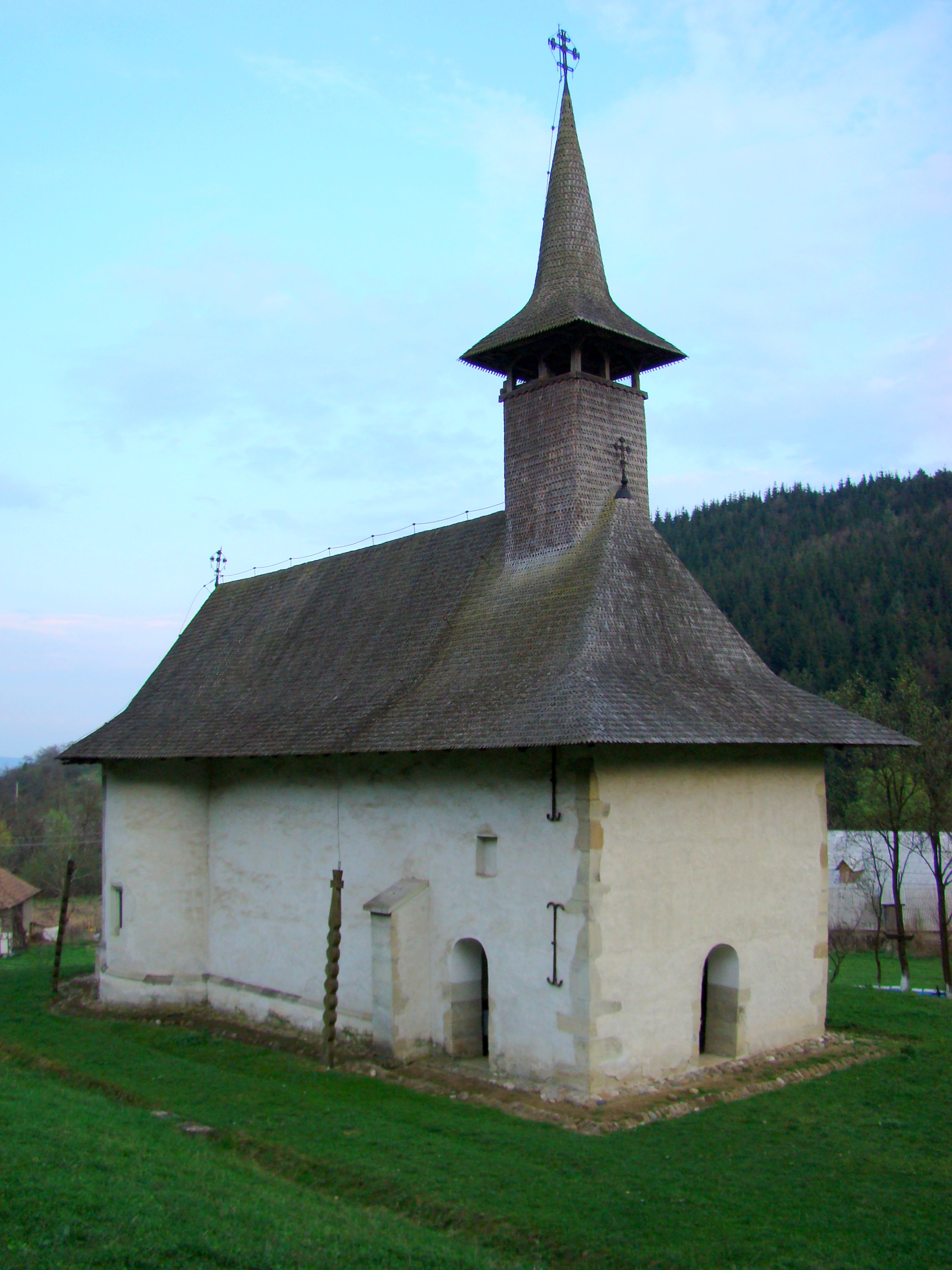
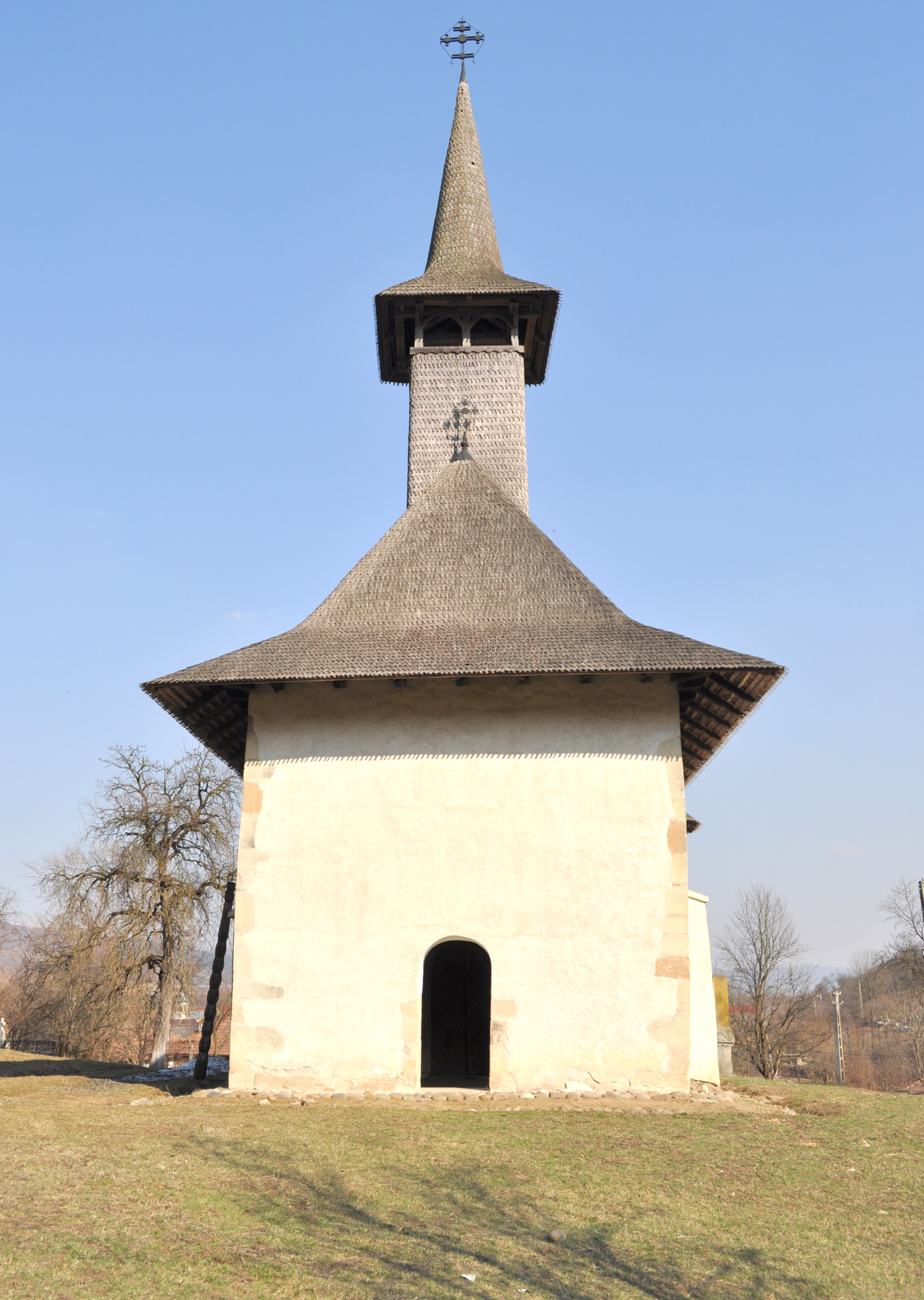
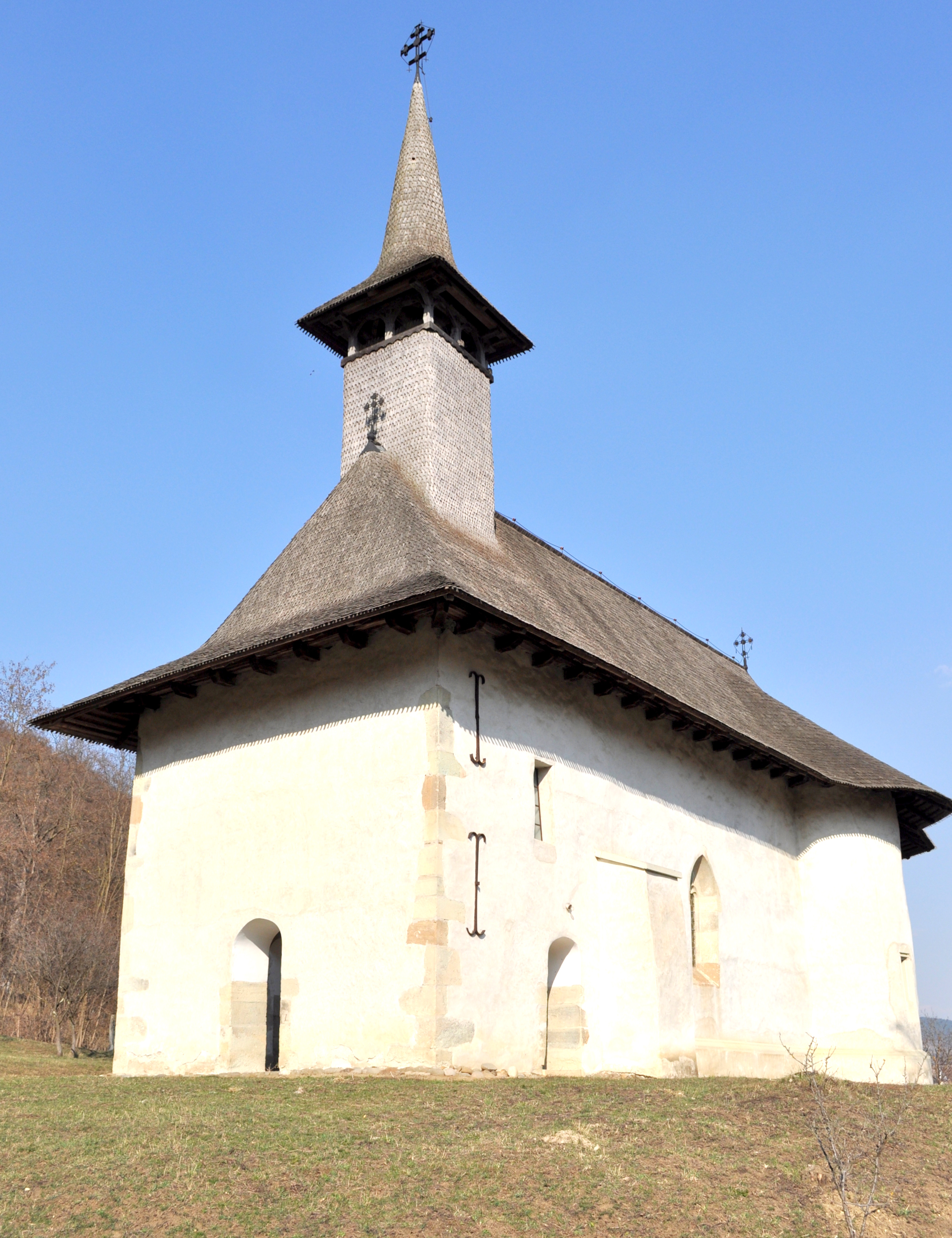
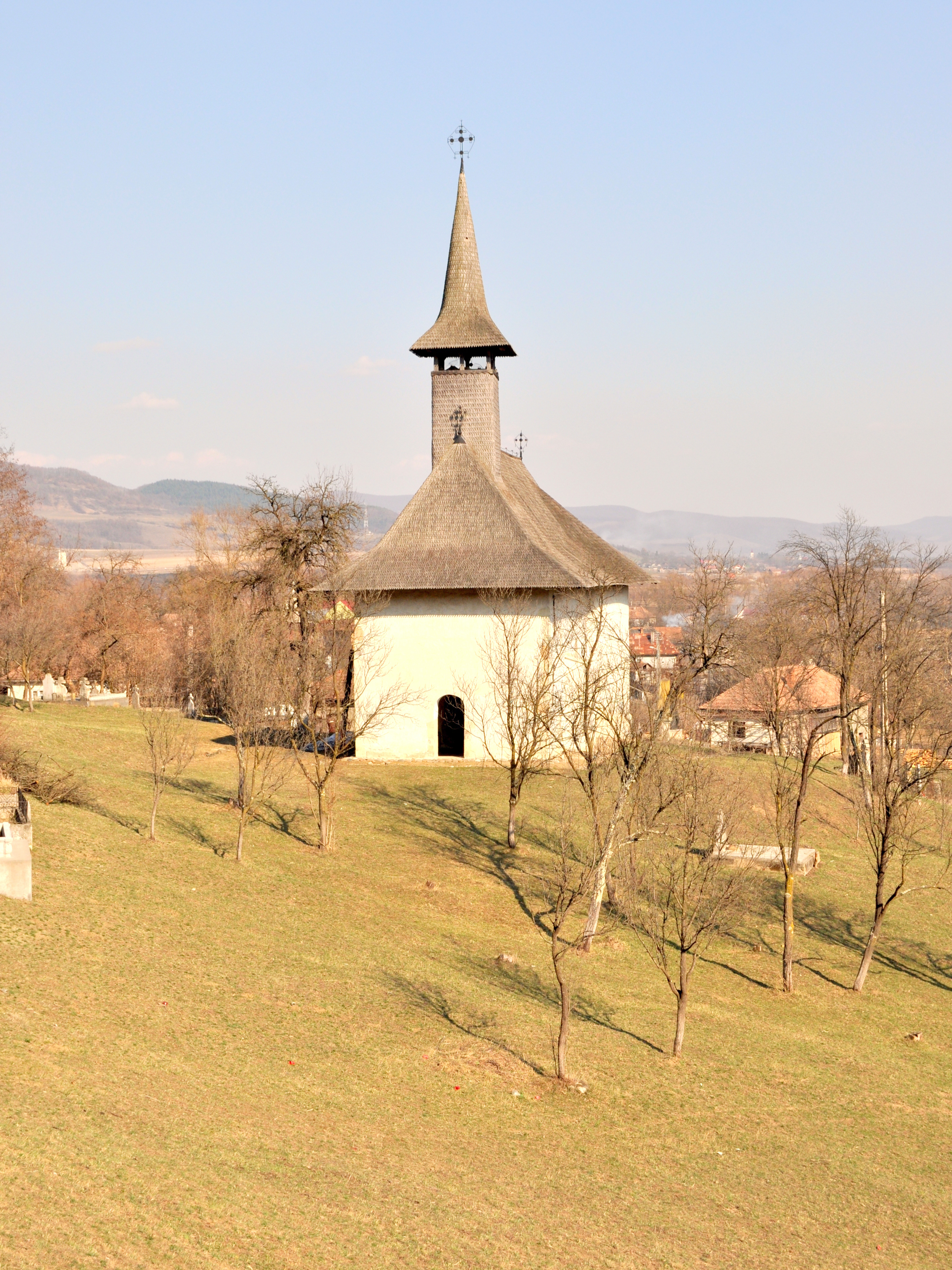
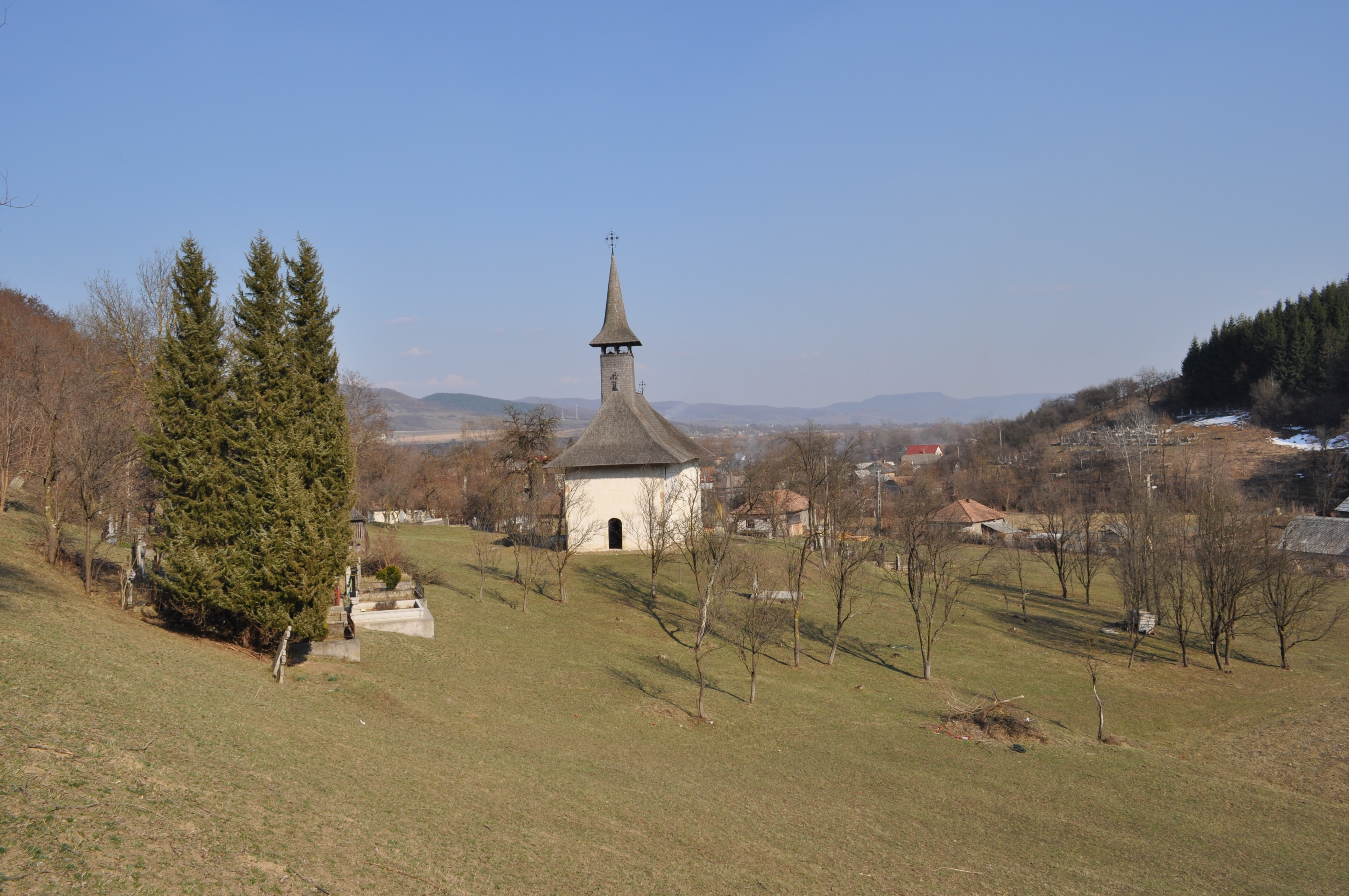
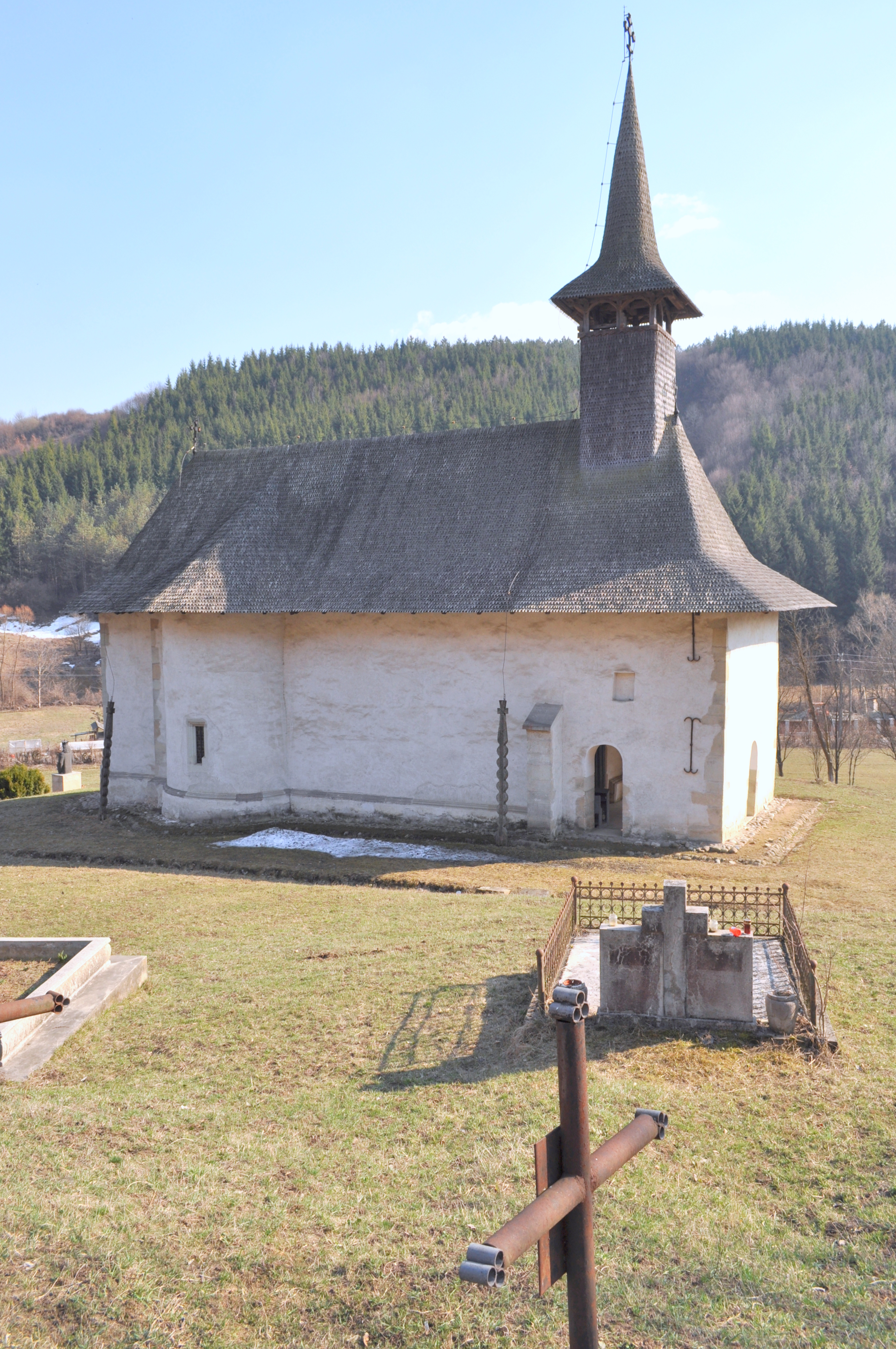
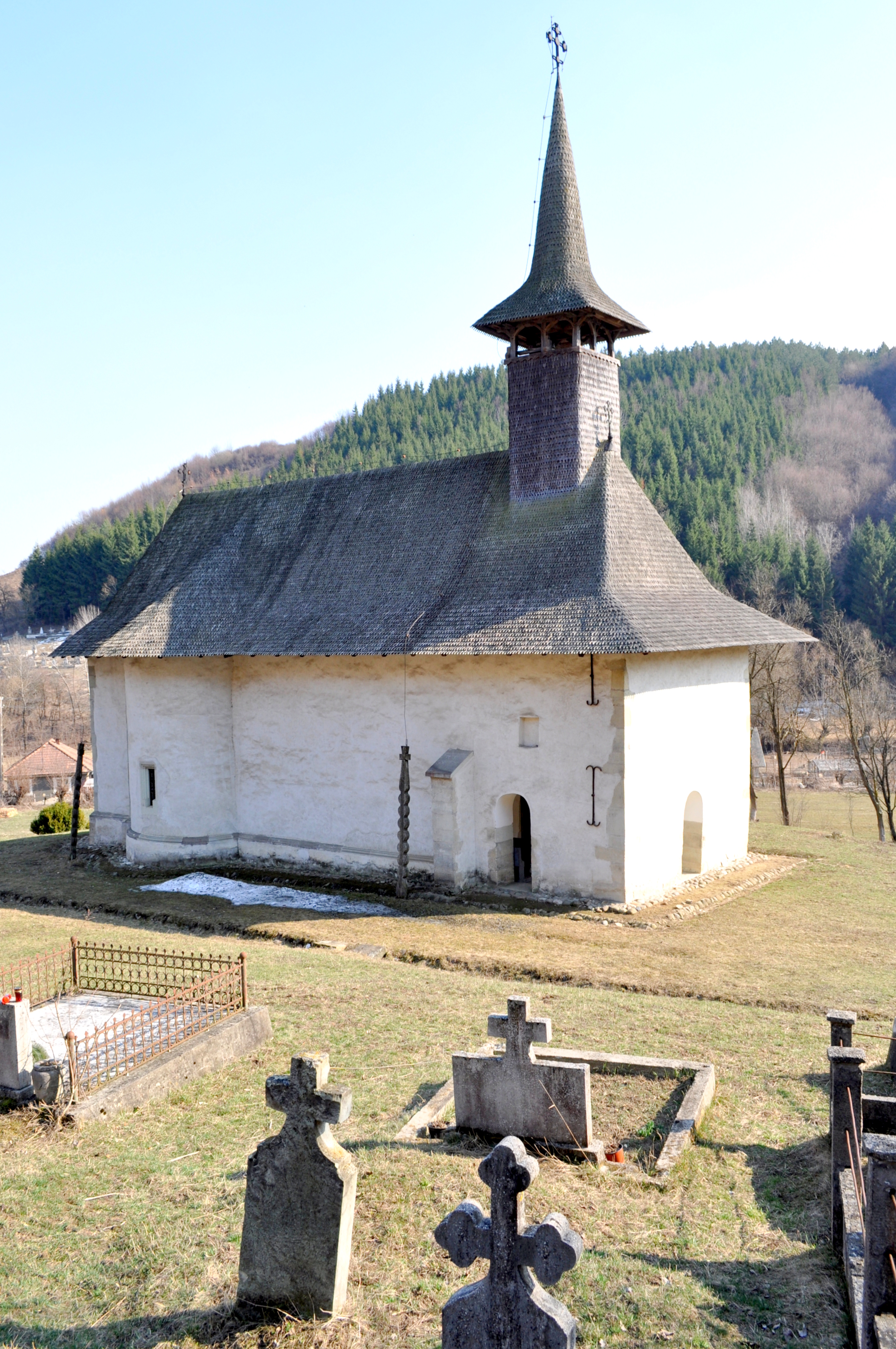
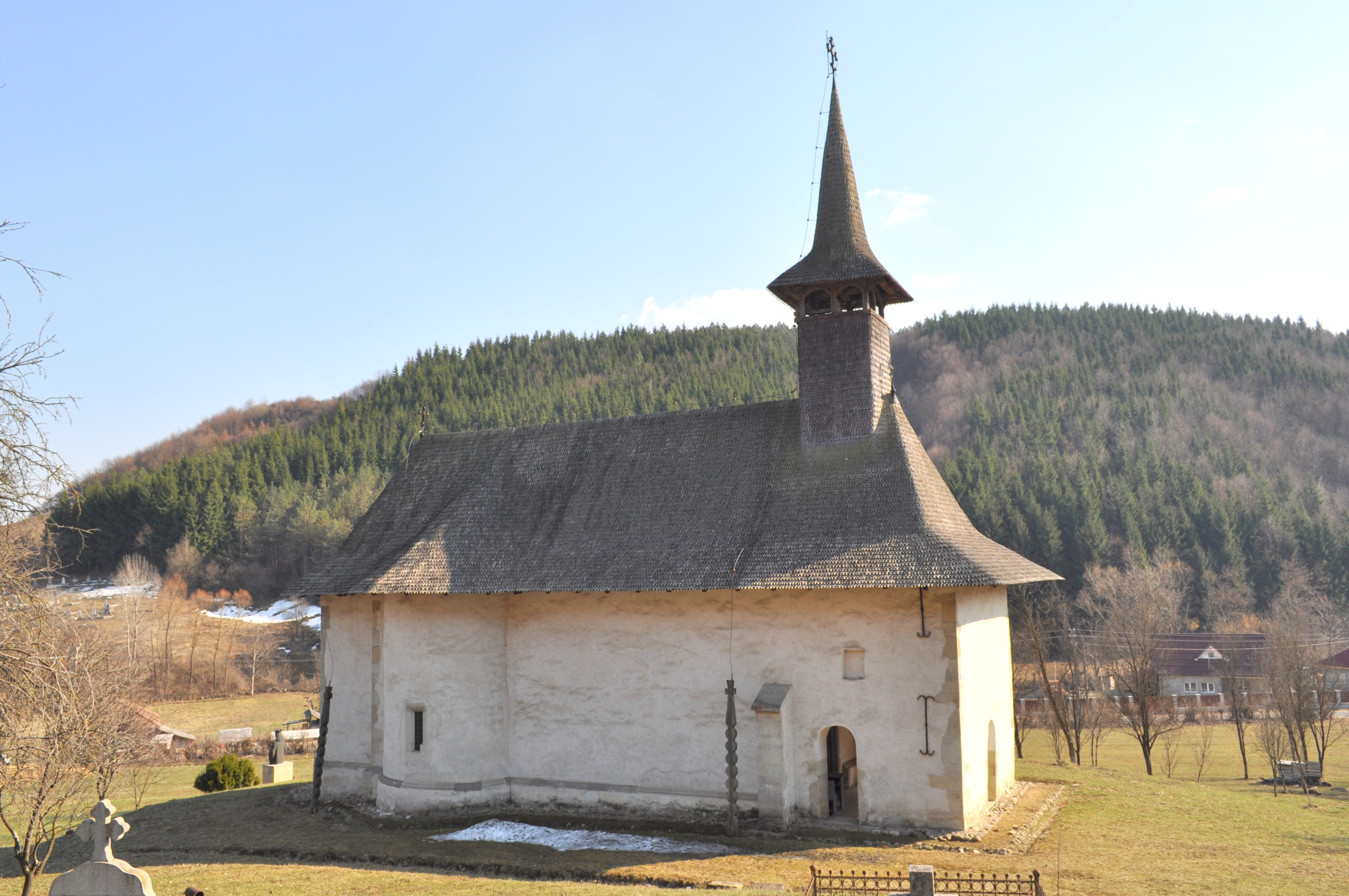
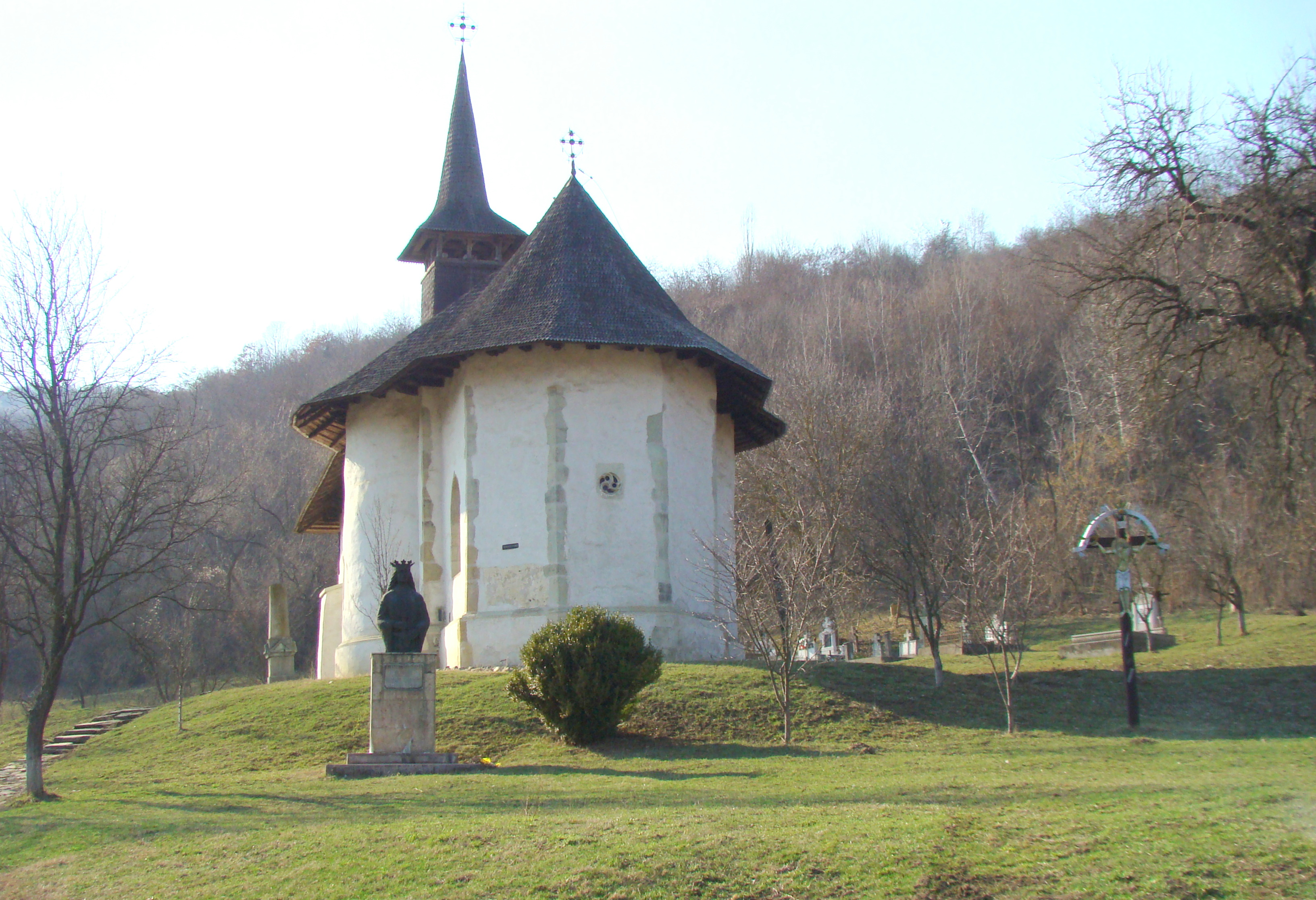
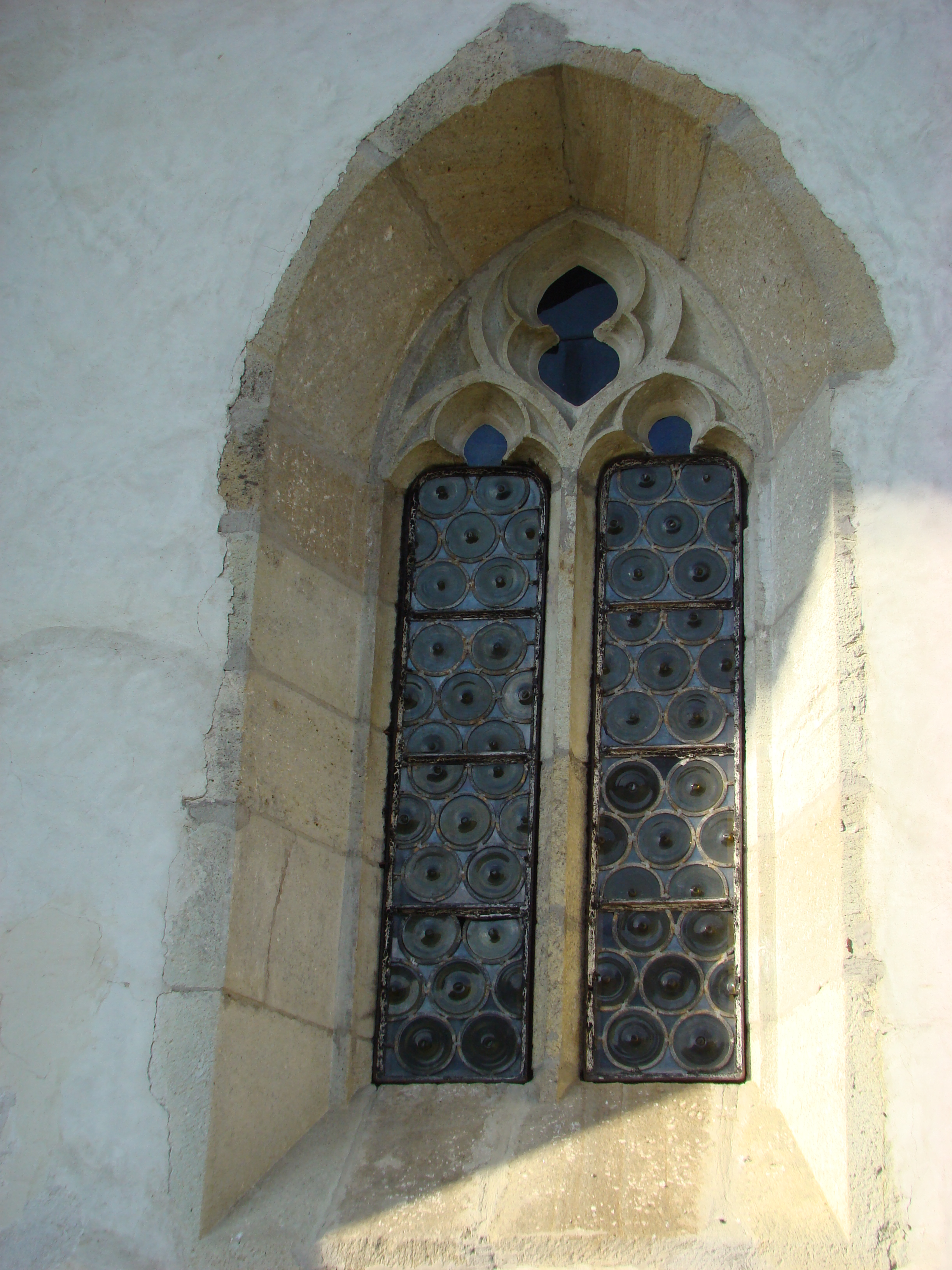
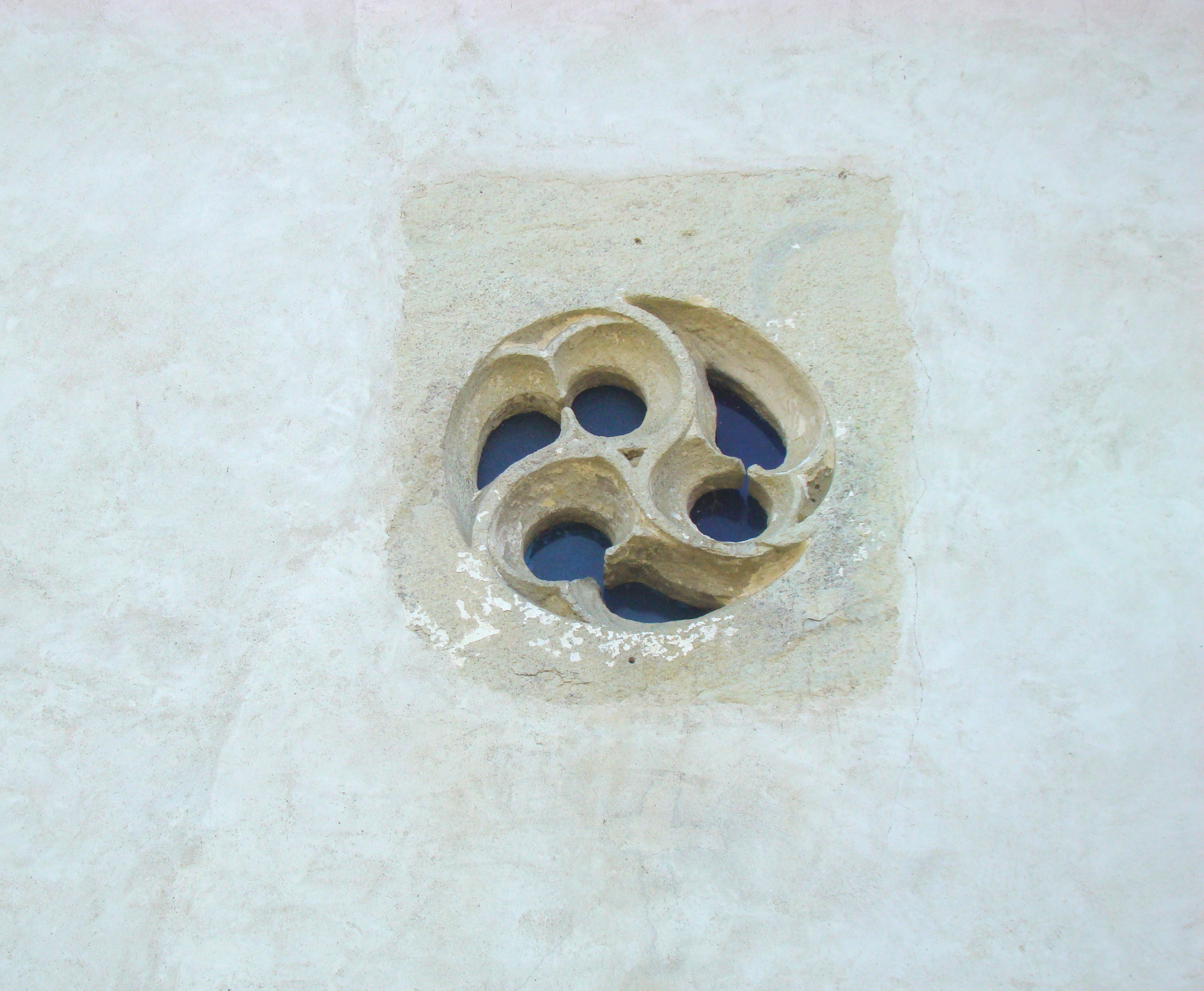
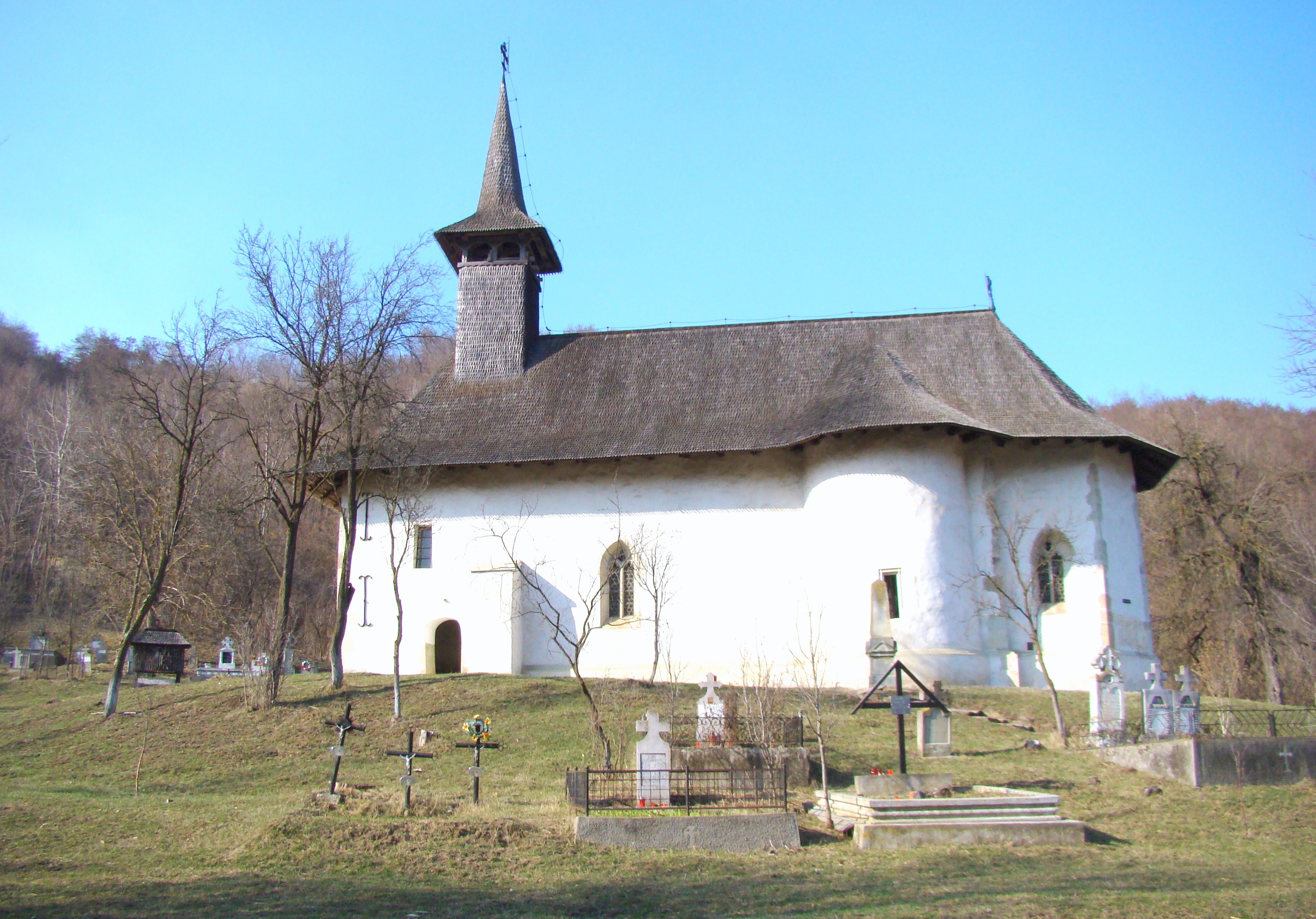
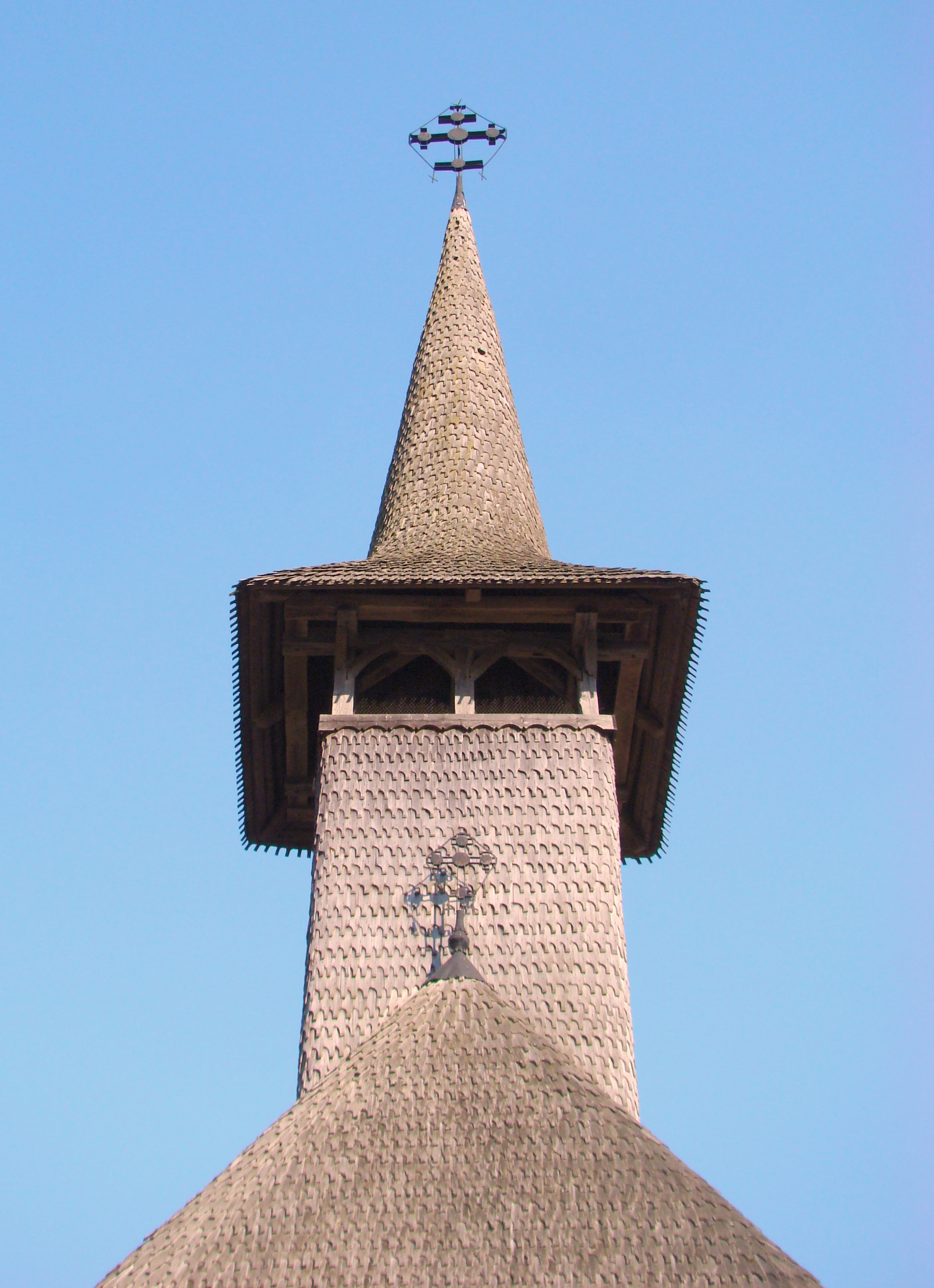
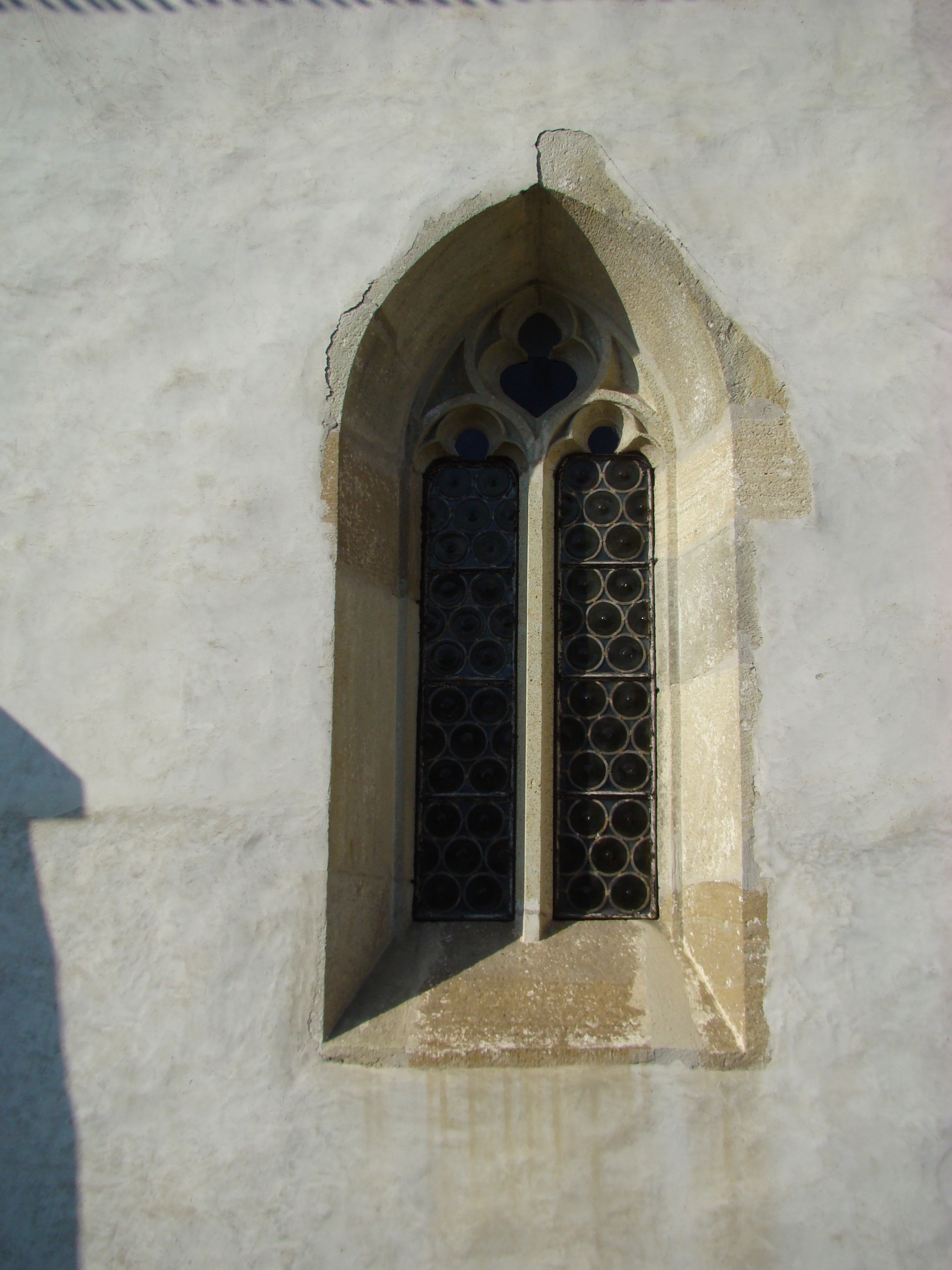
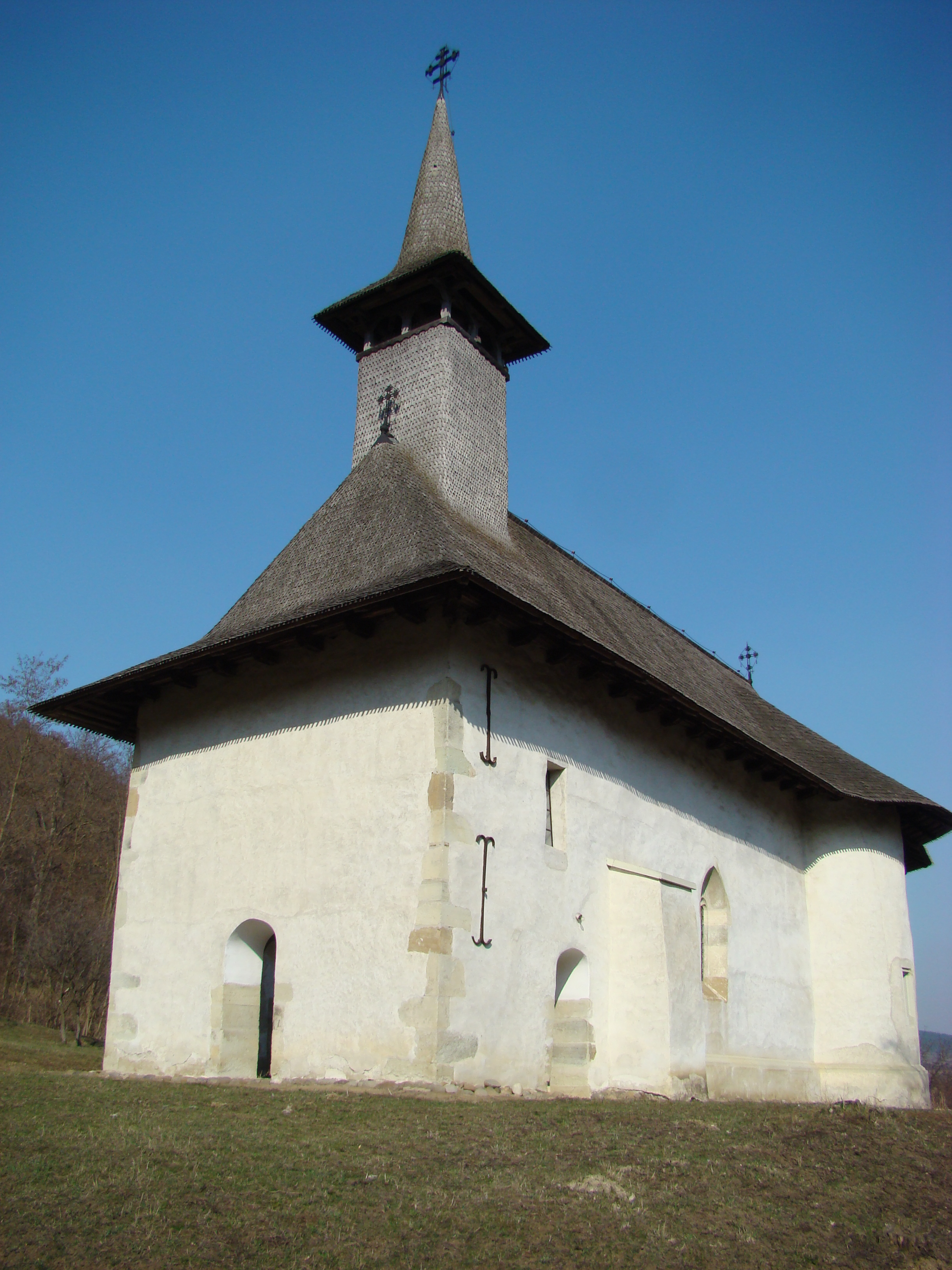
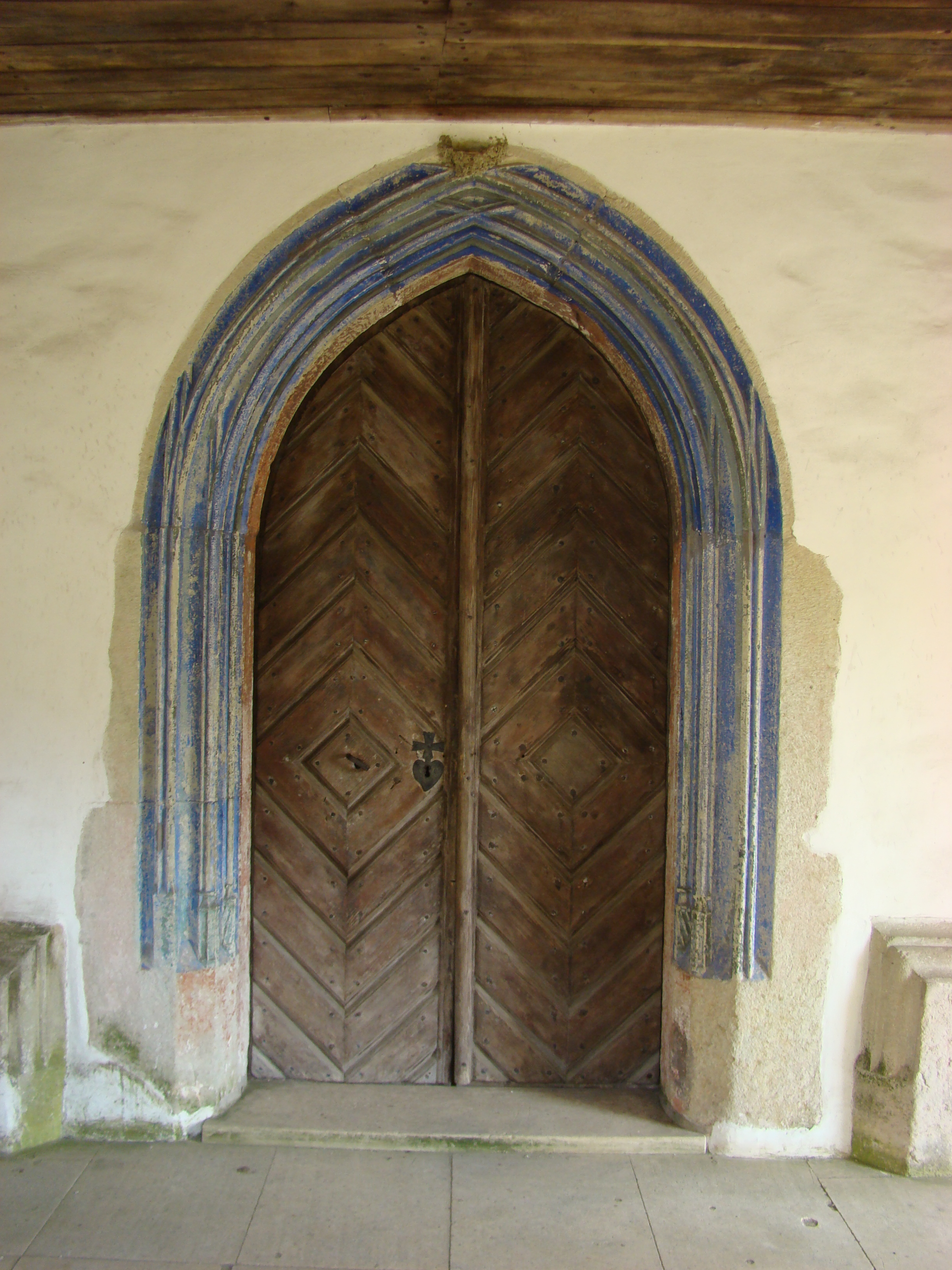
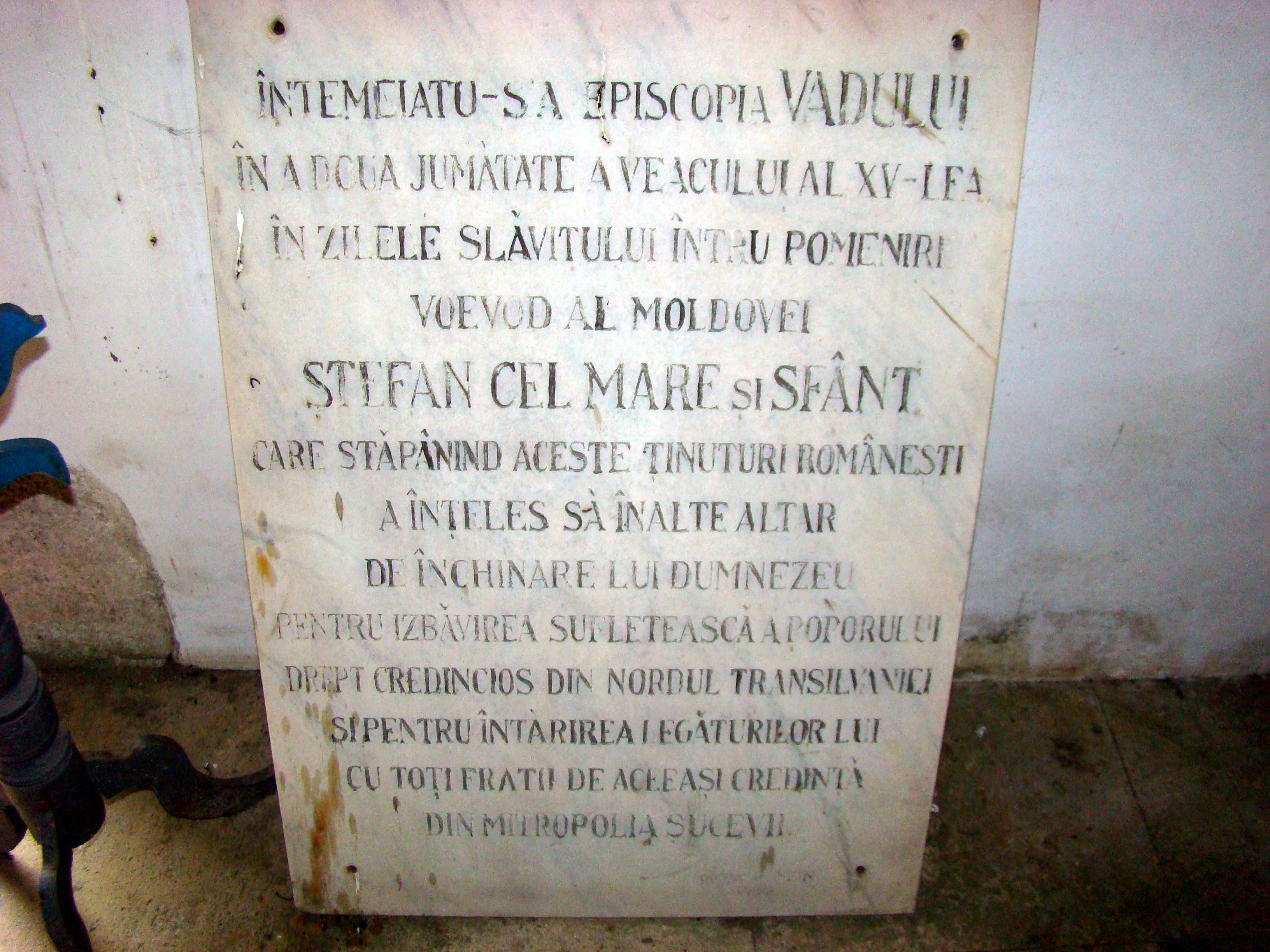
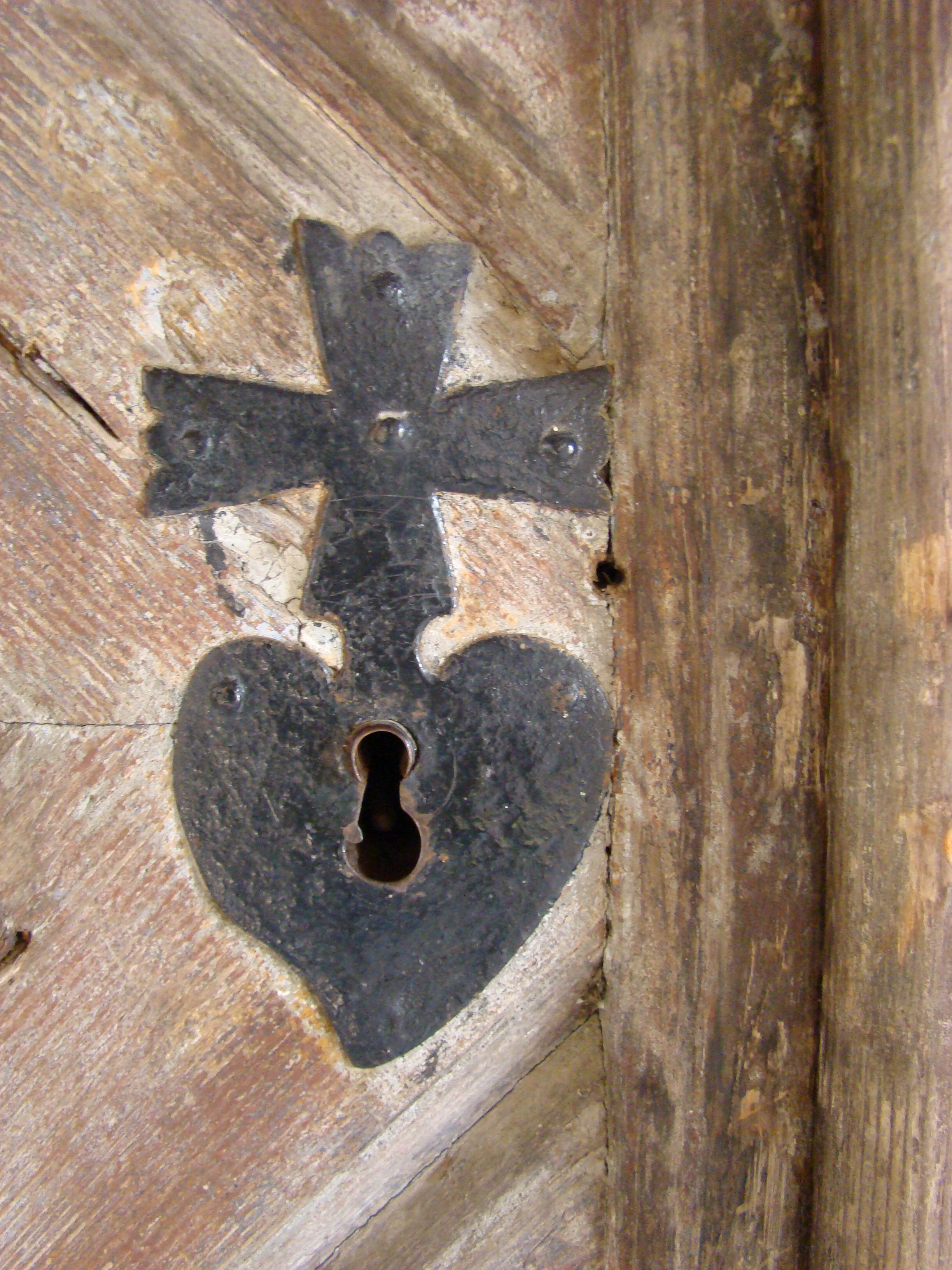
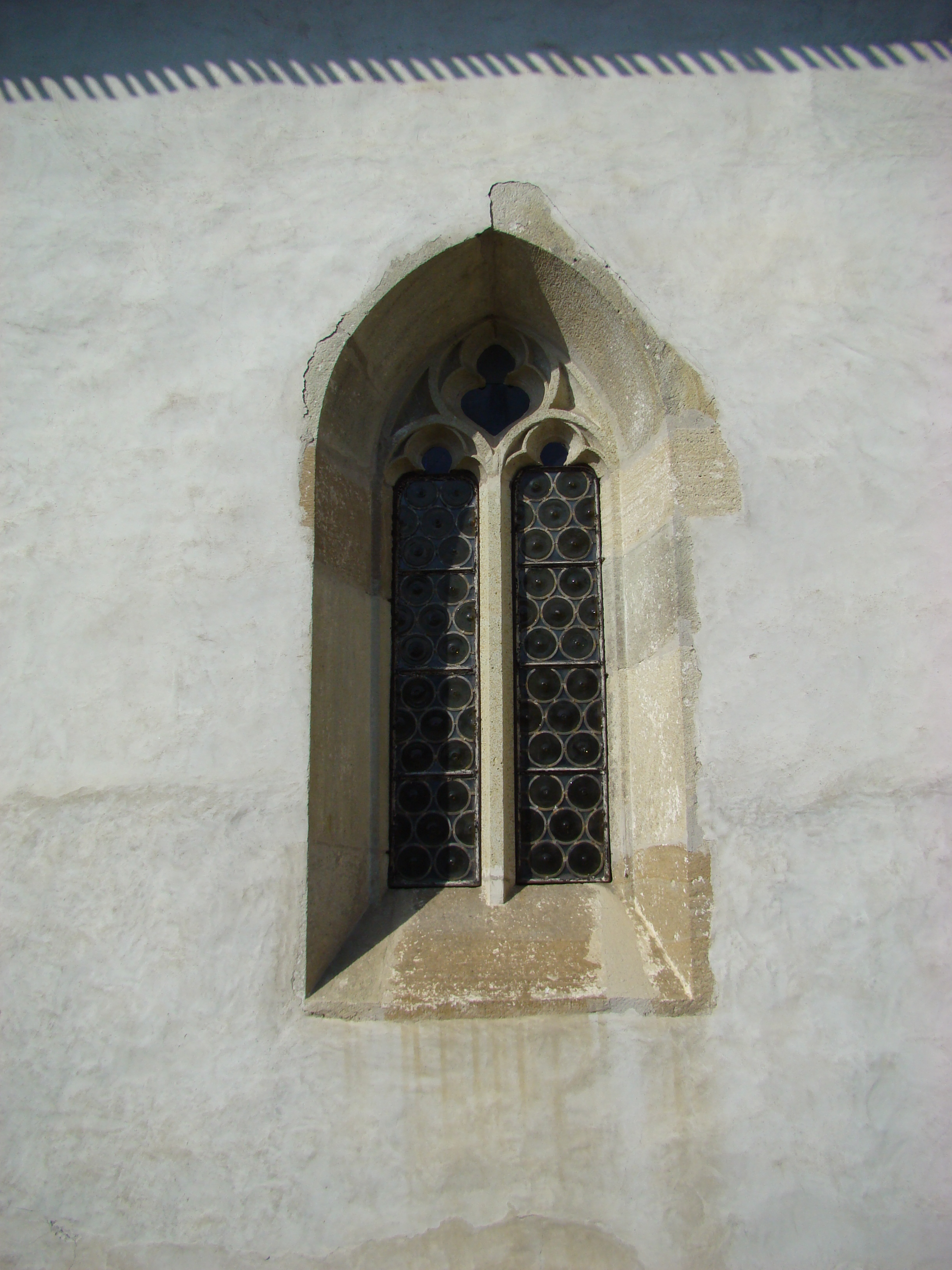
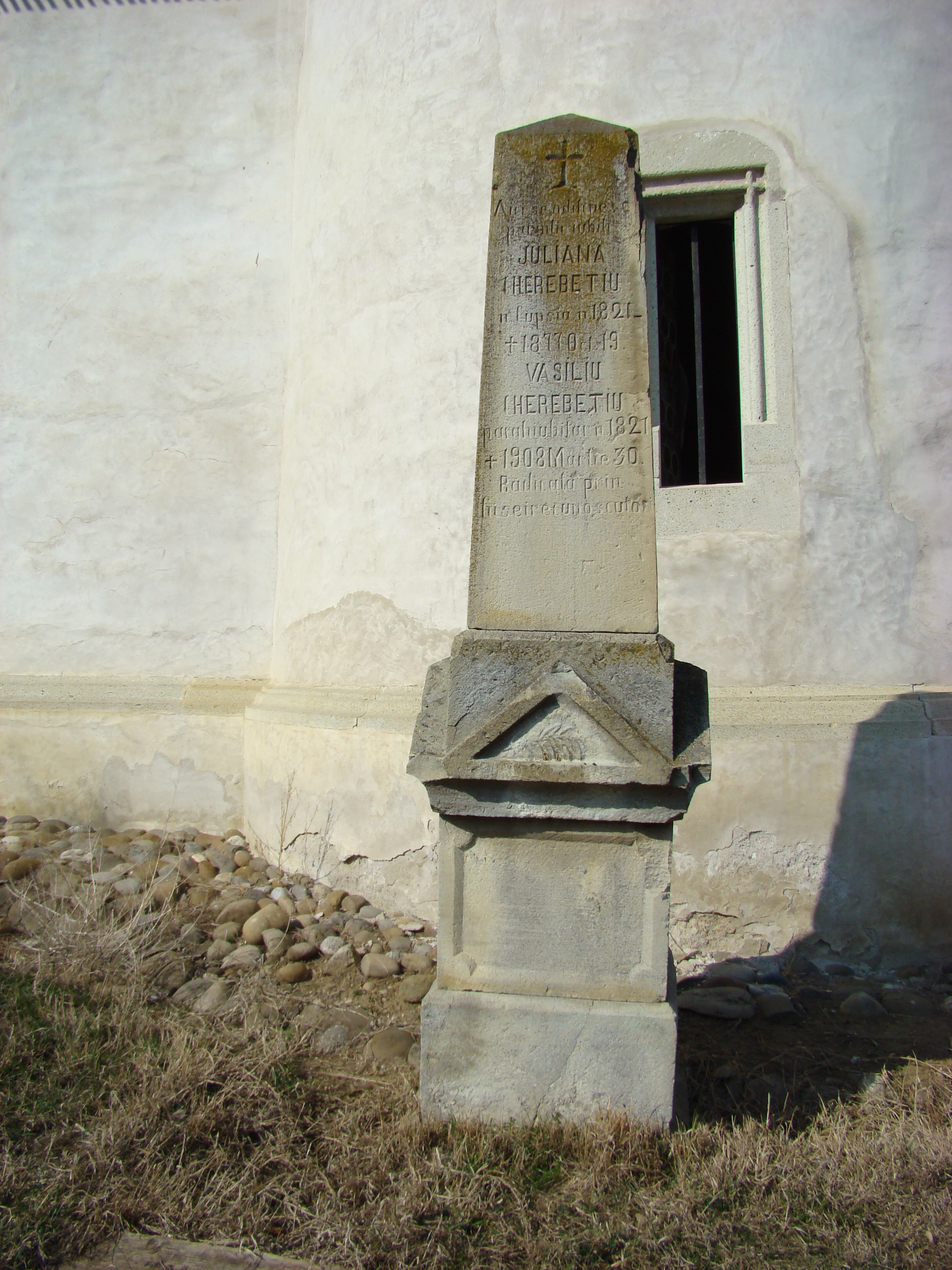
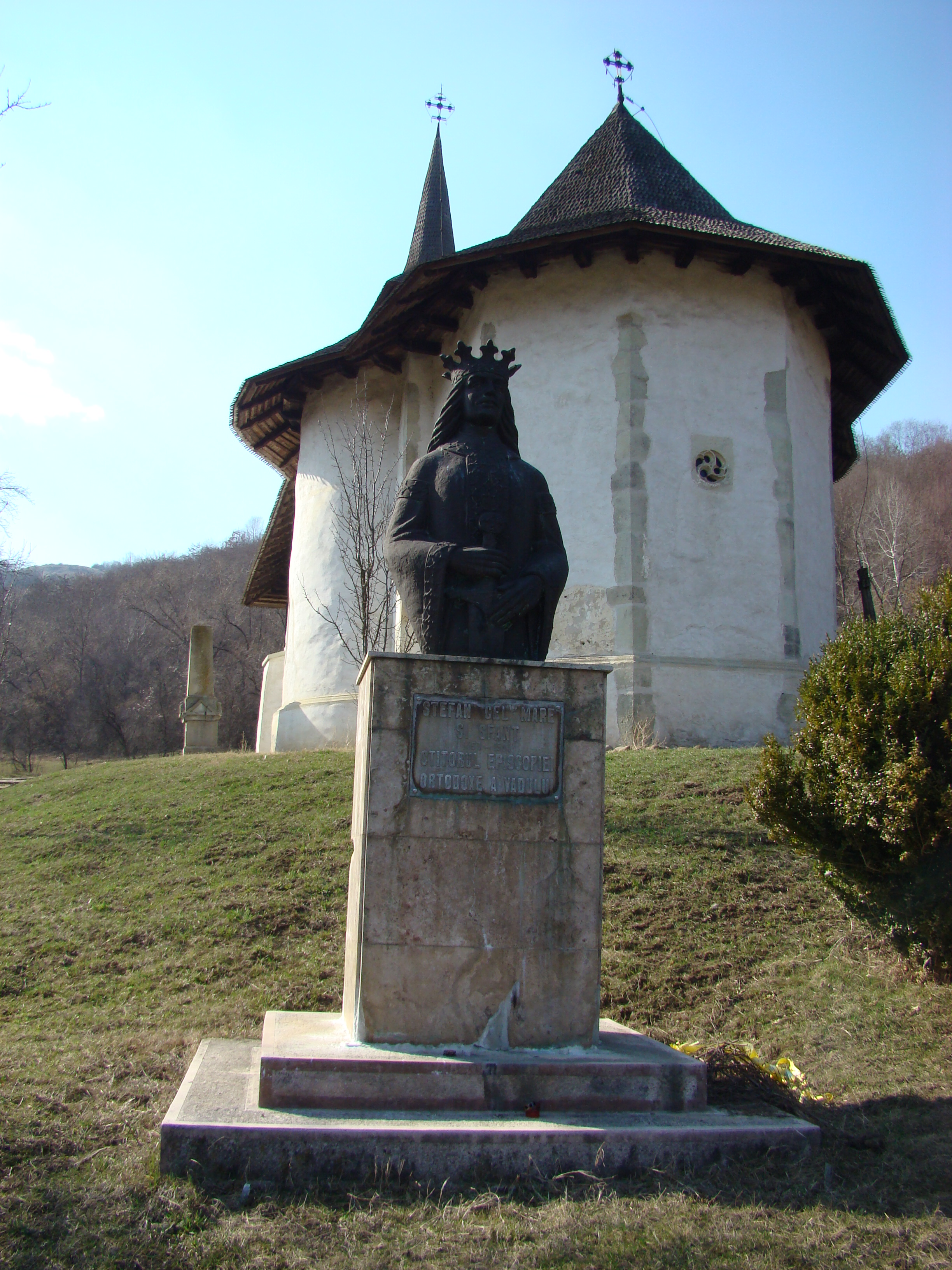
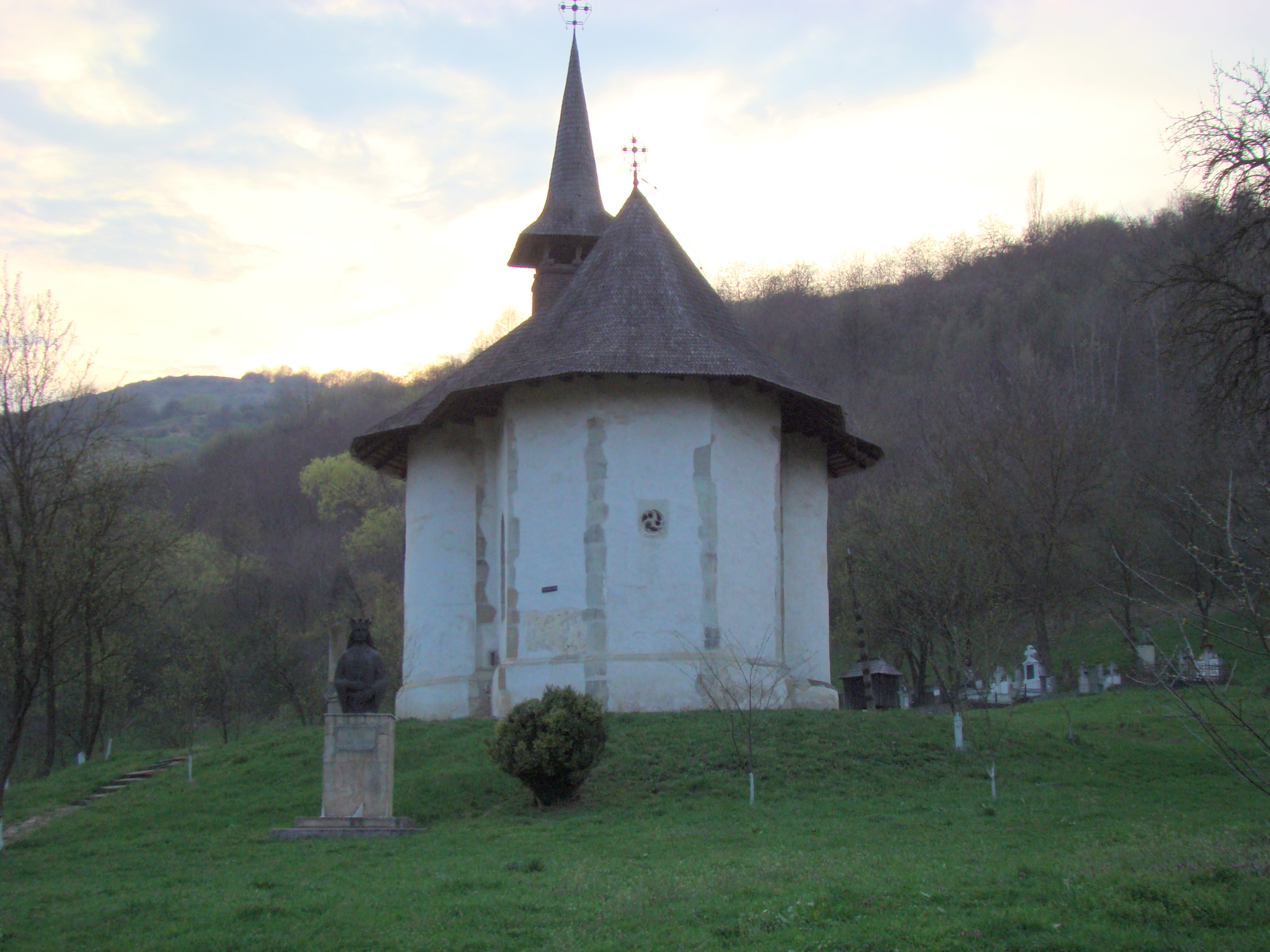

## Imagini din interior

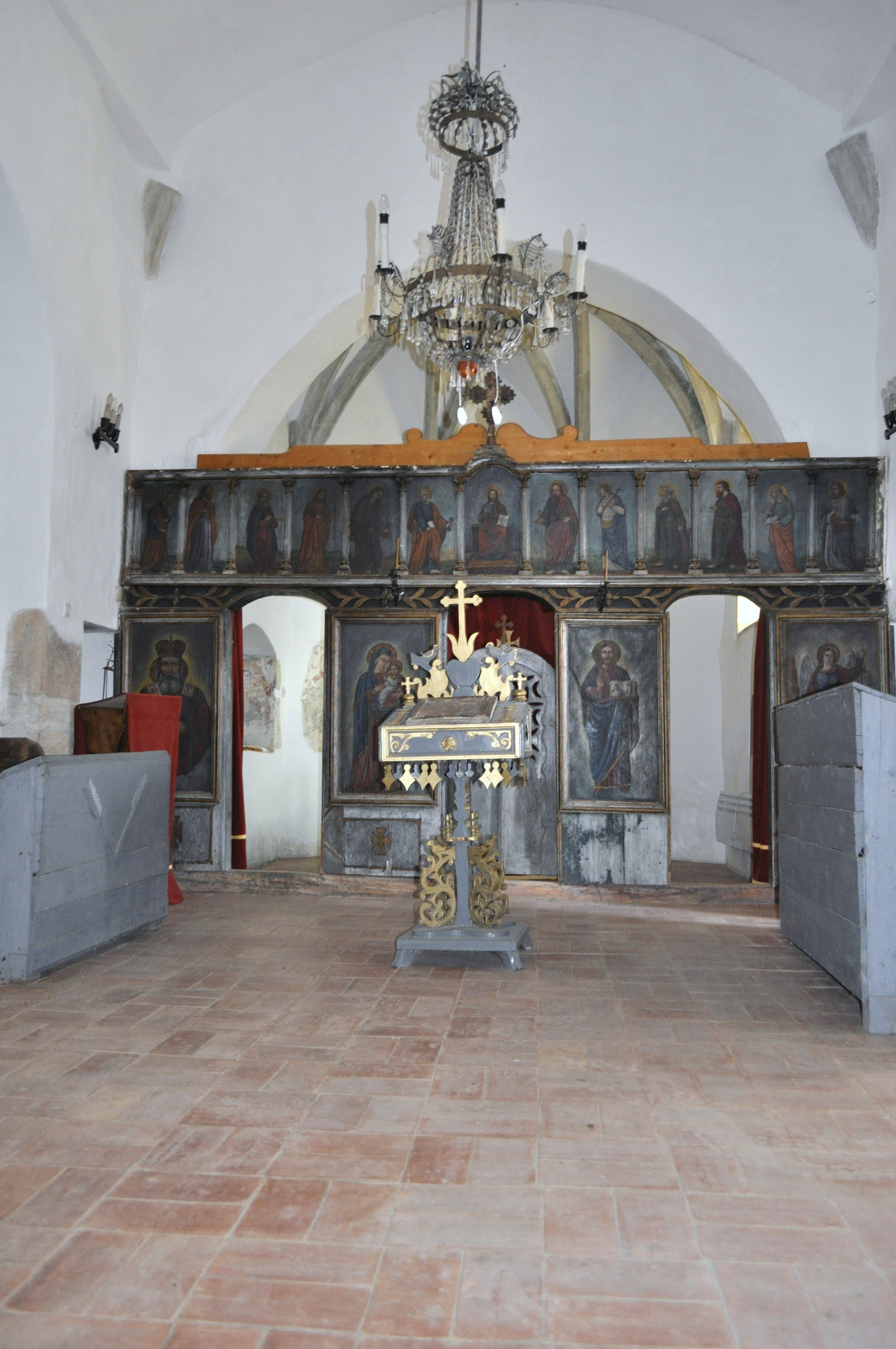
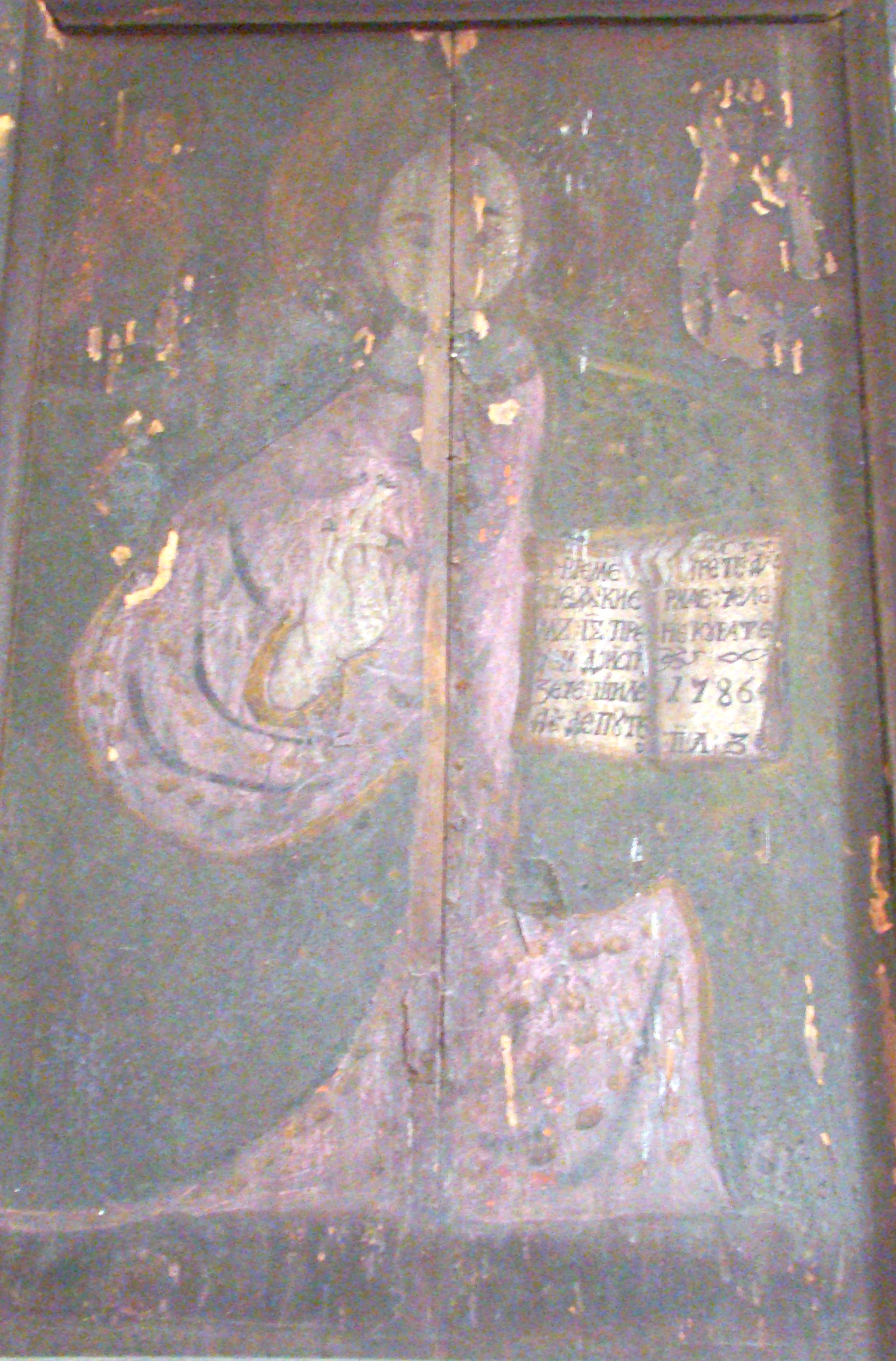
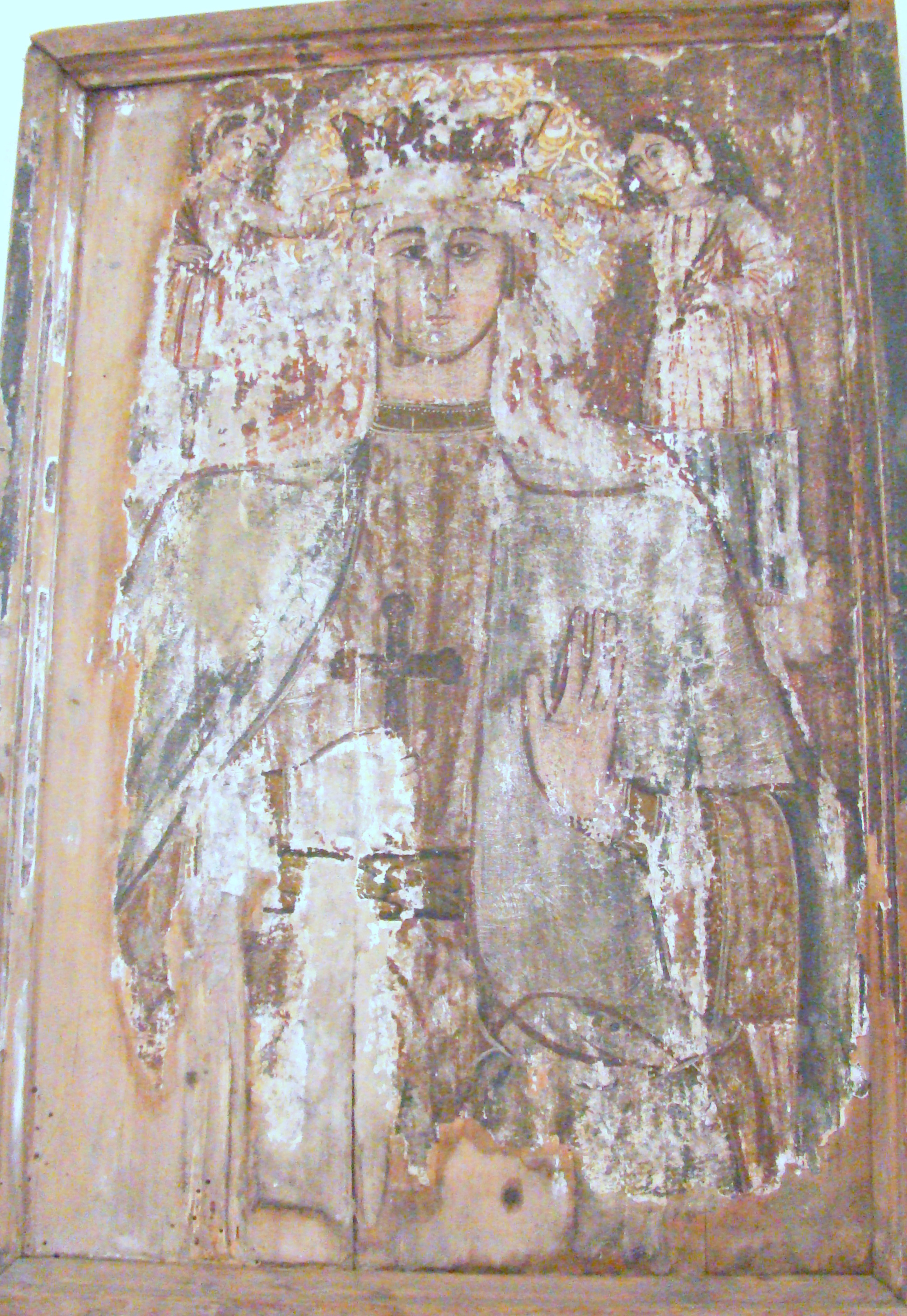
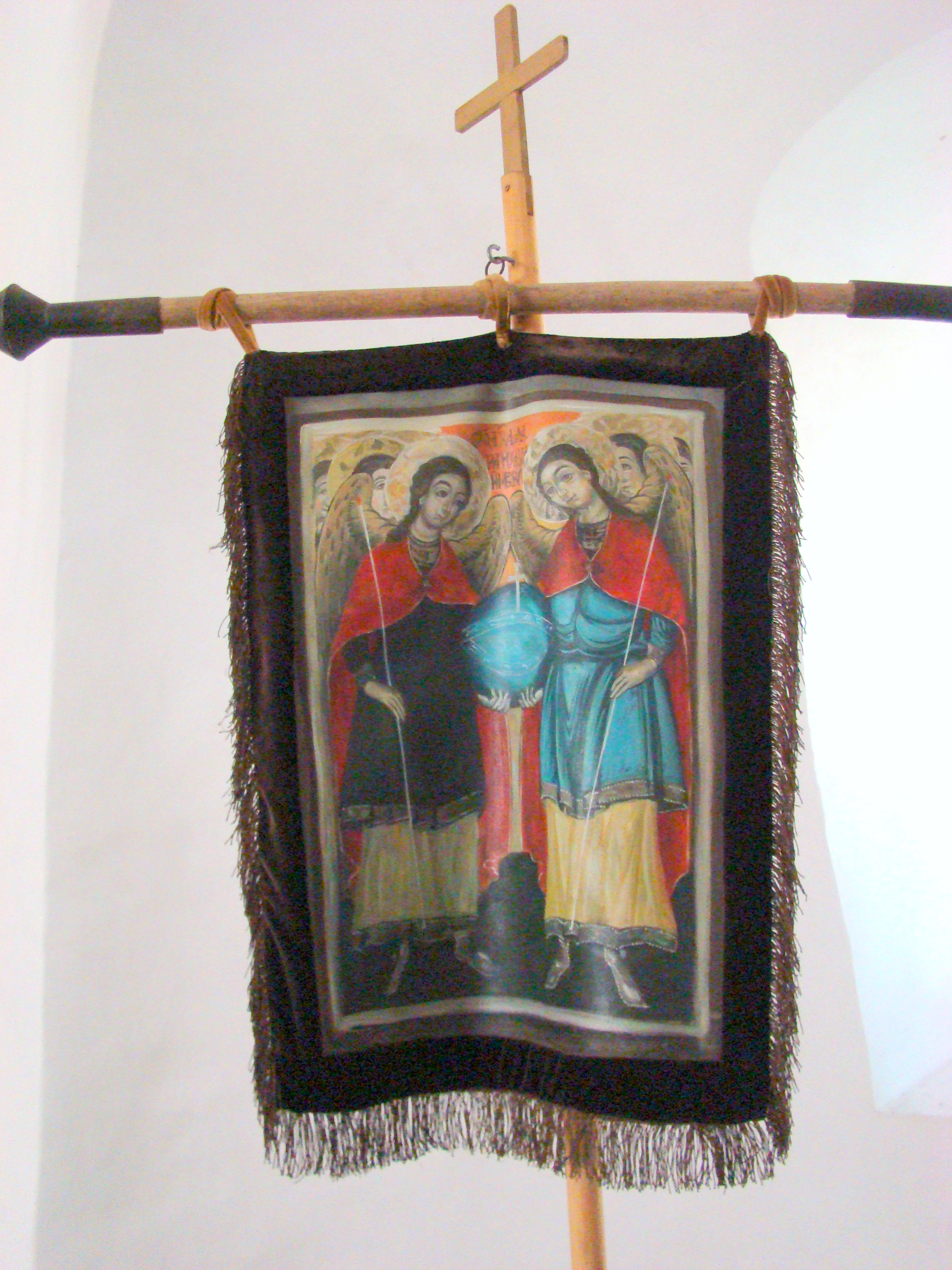
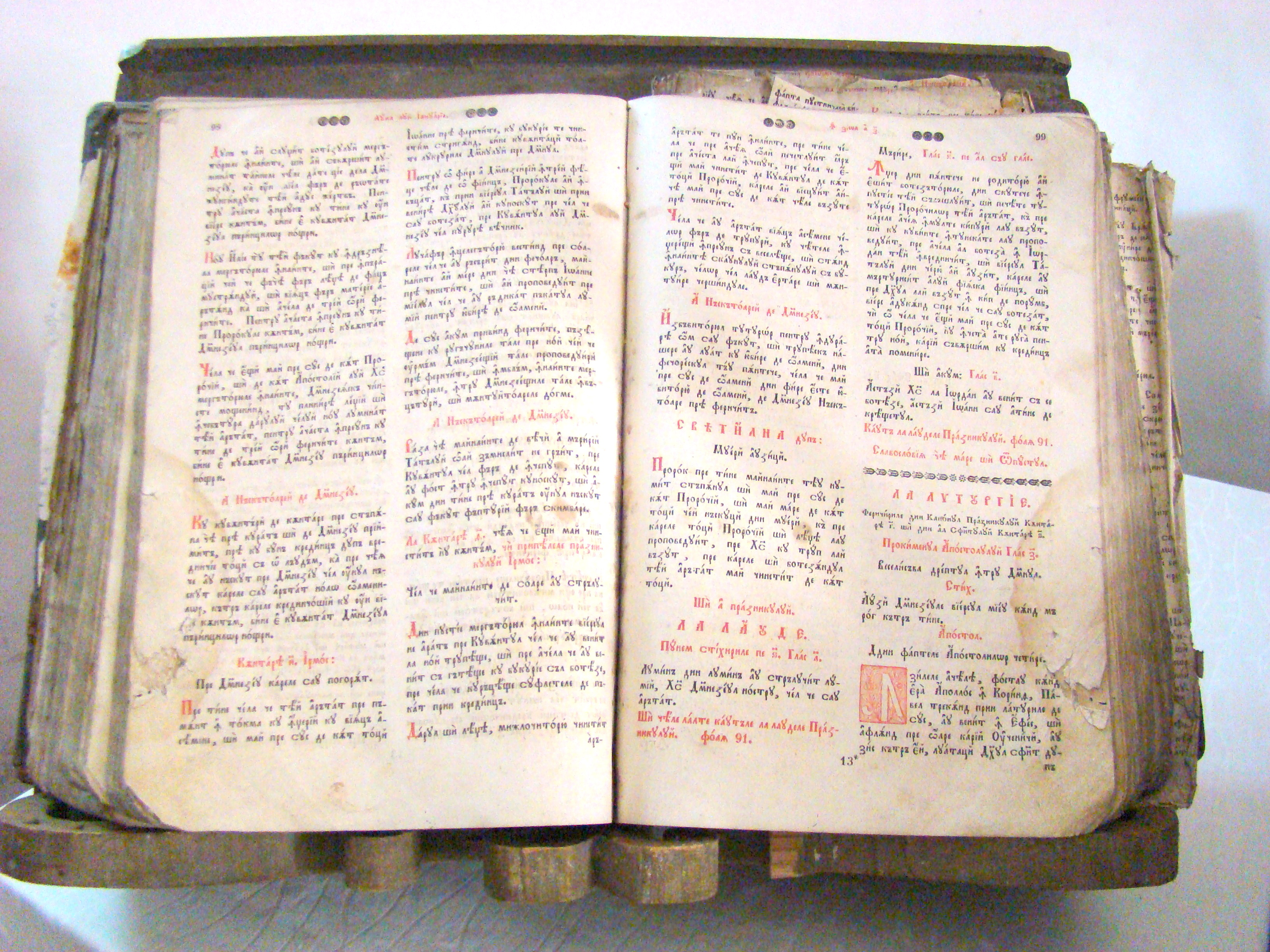
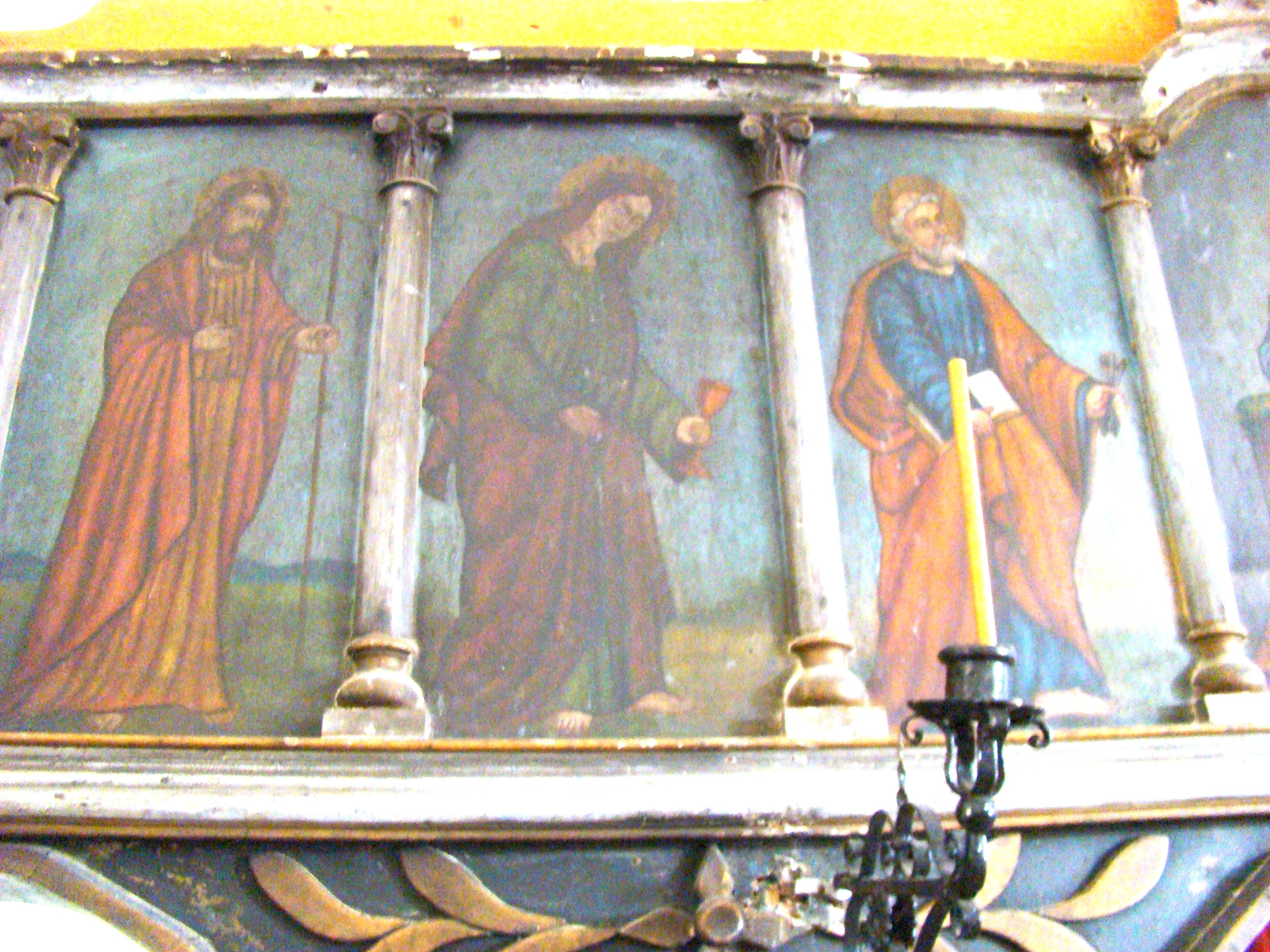
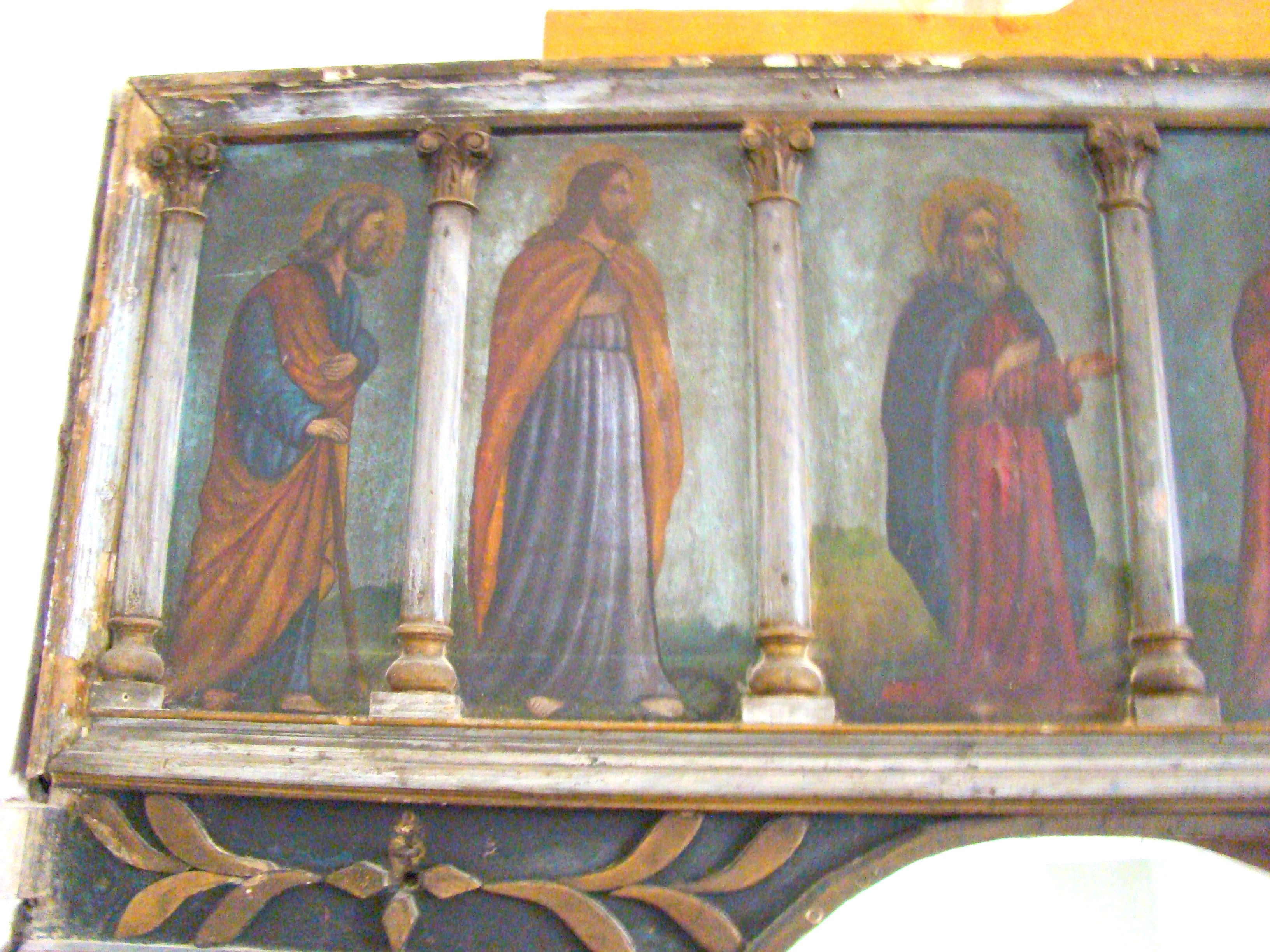
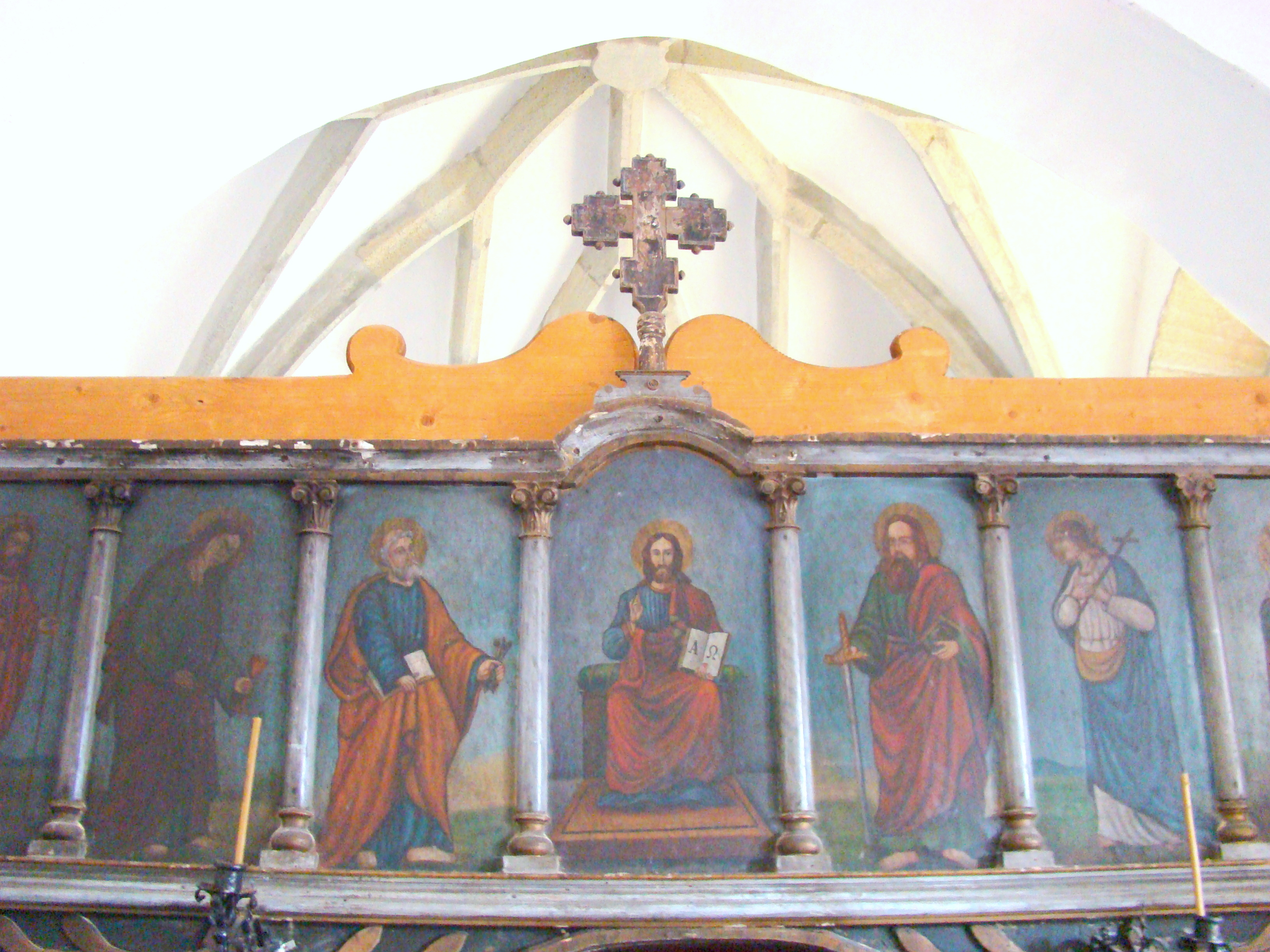
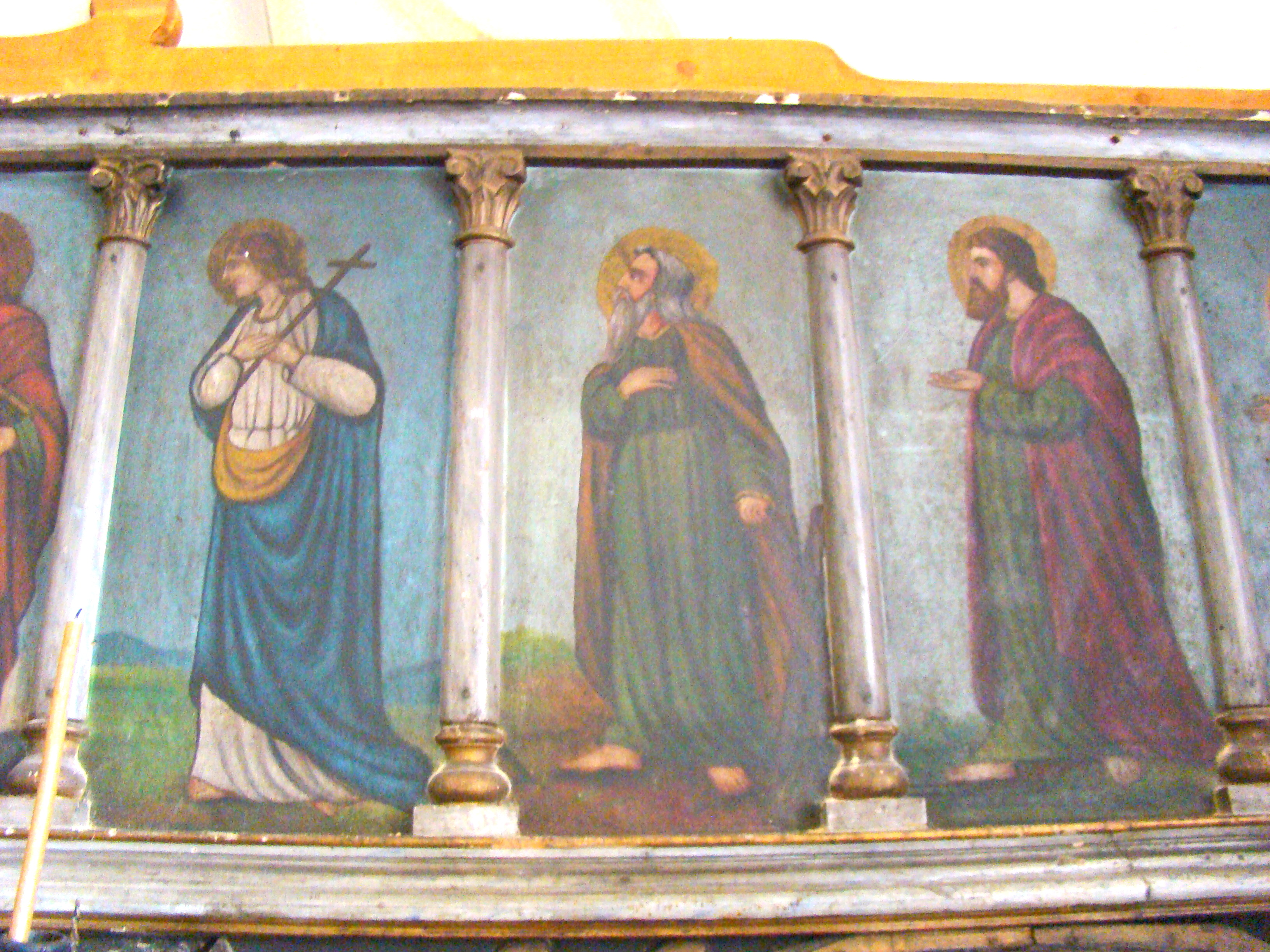
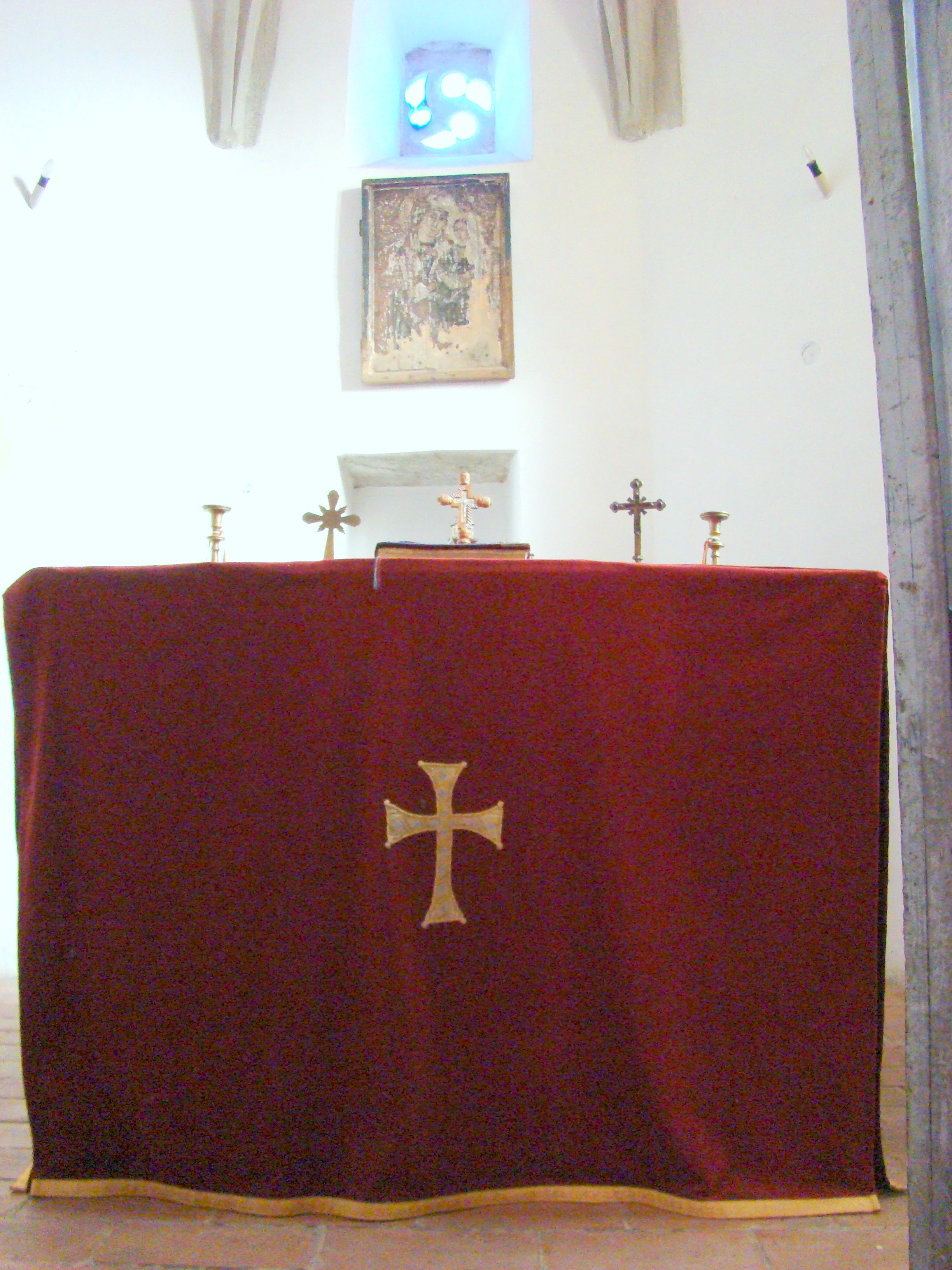
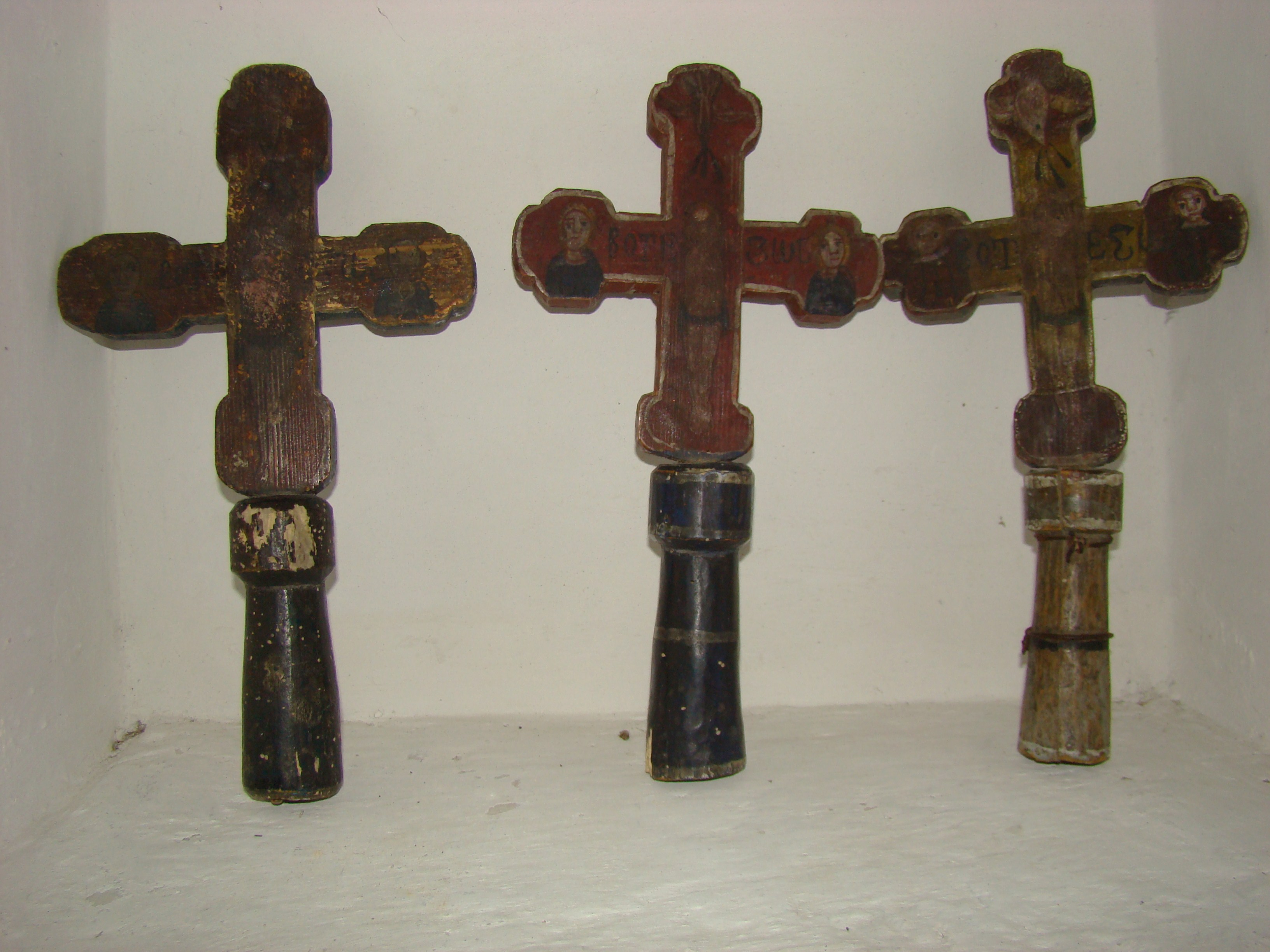
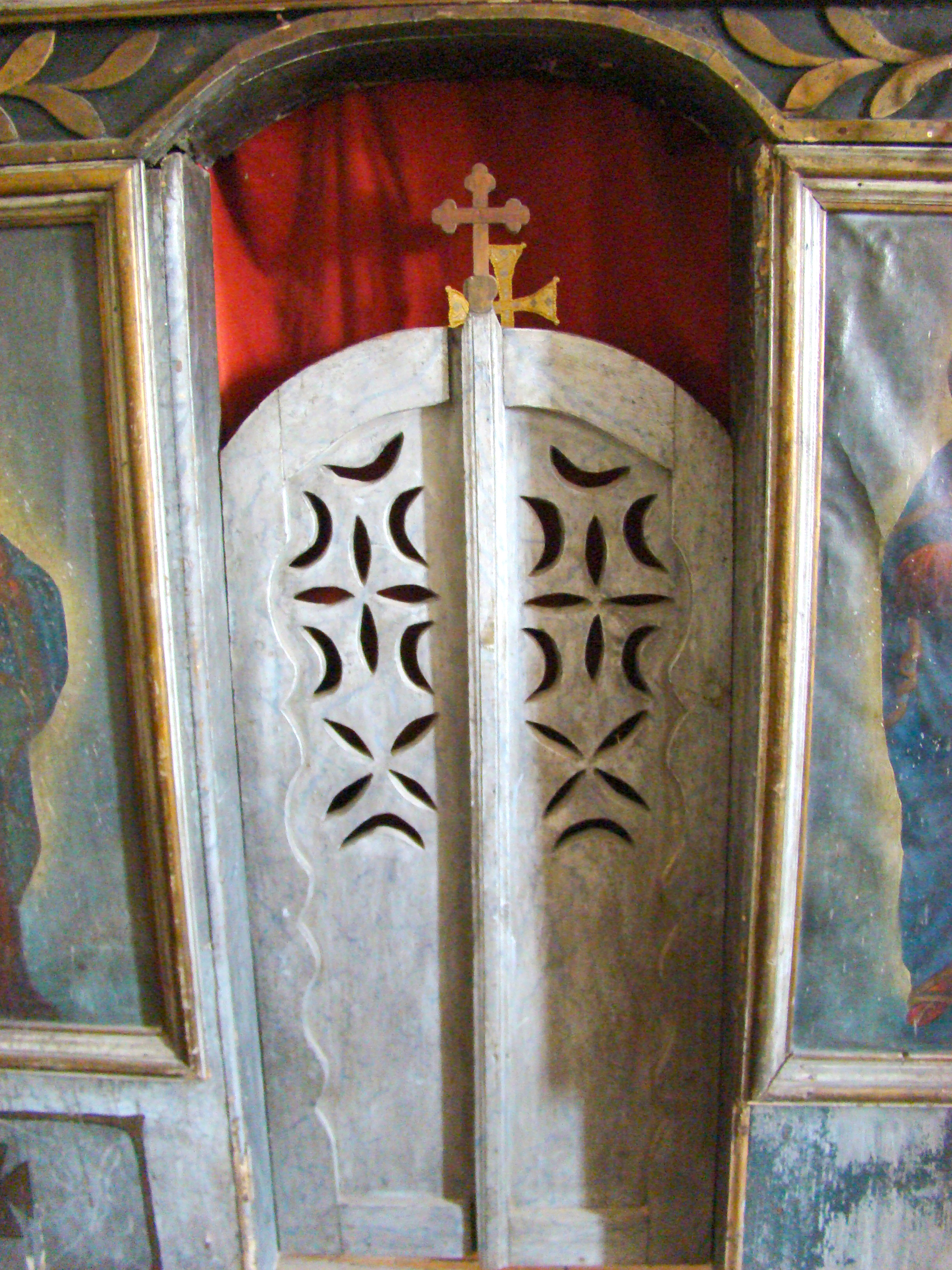
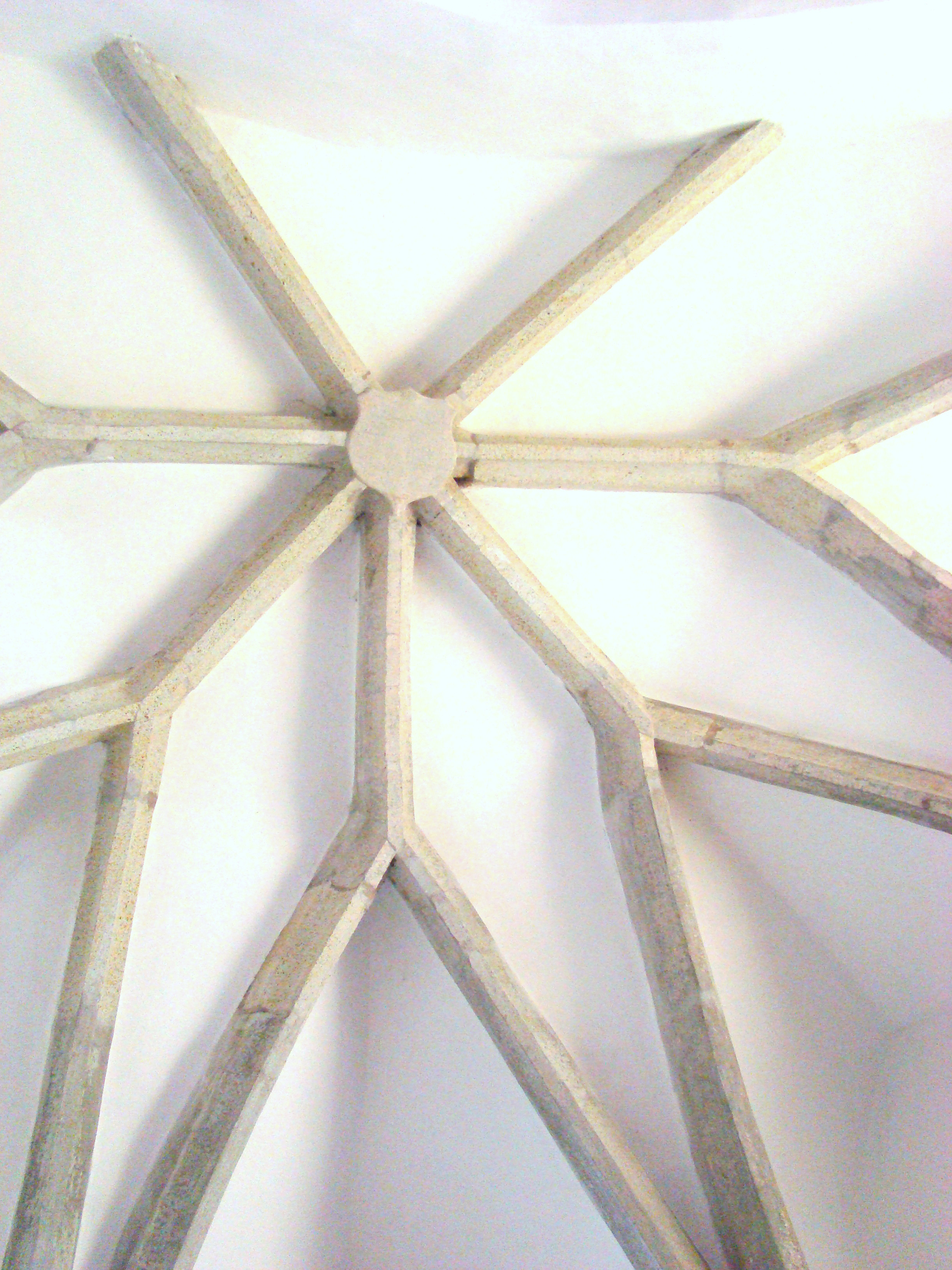
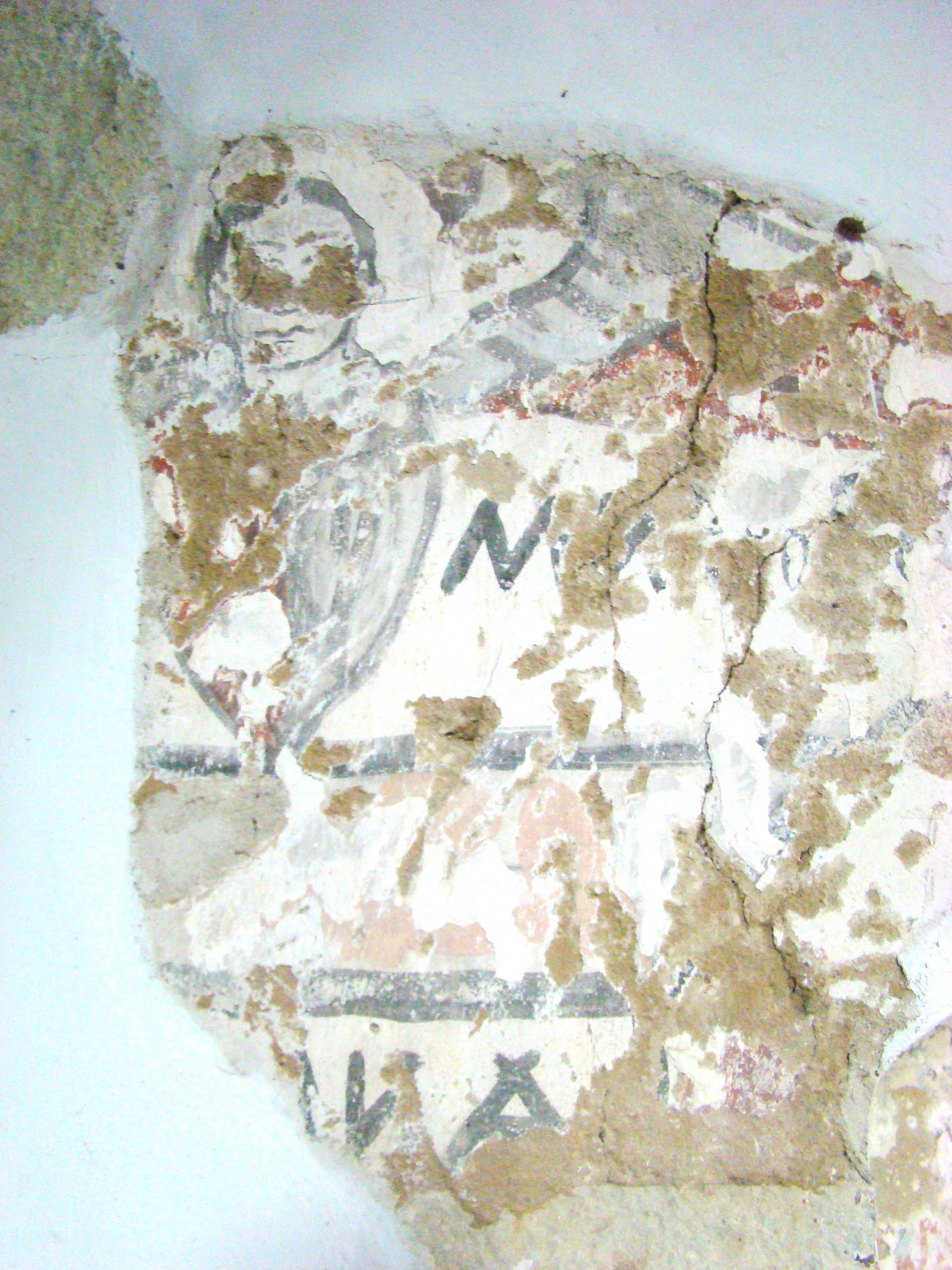
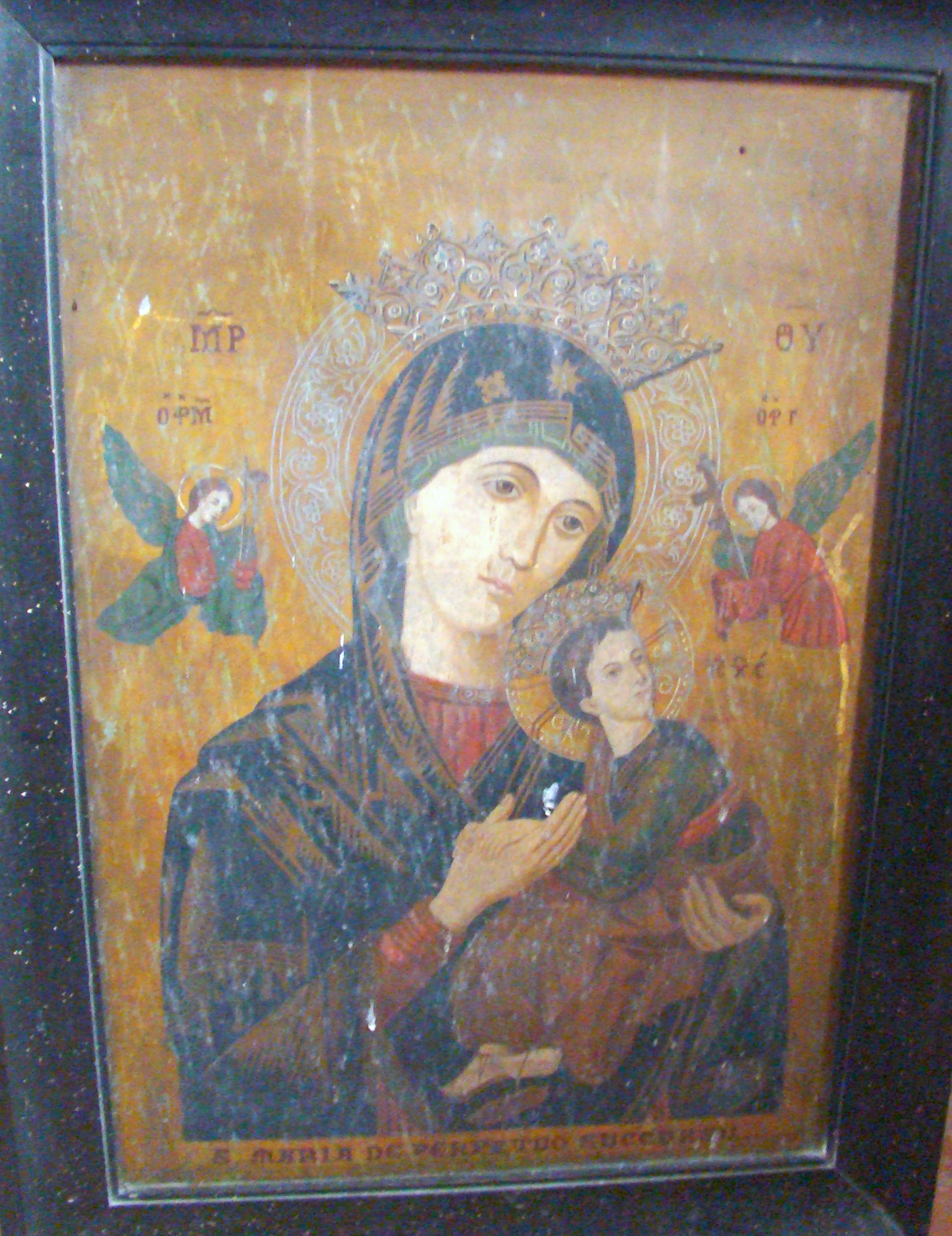
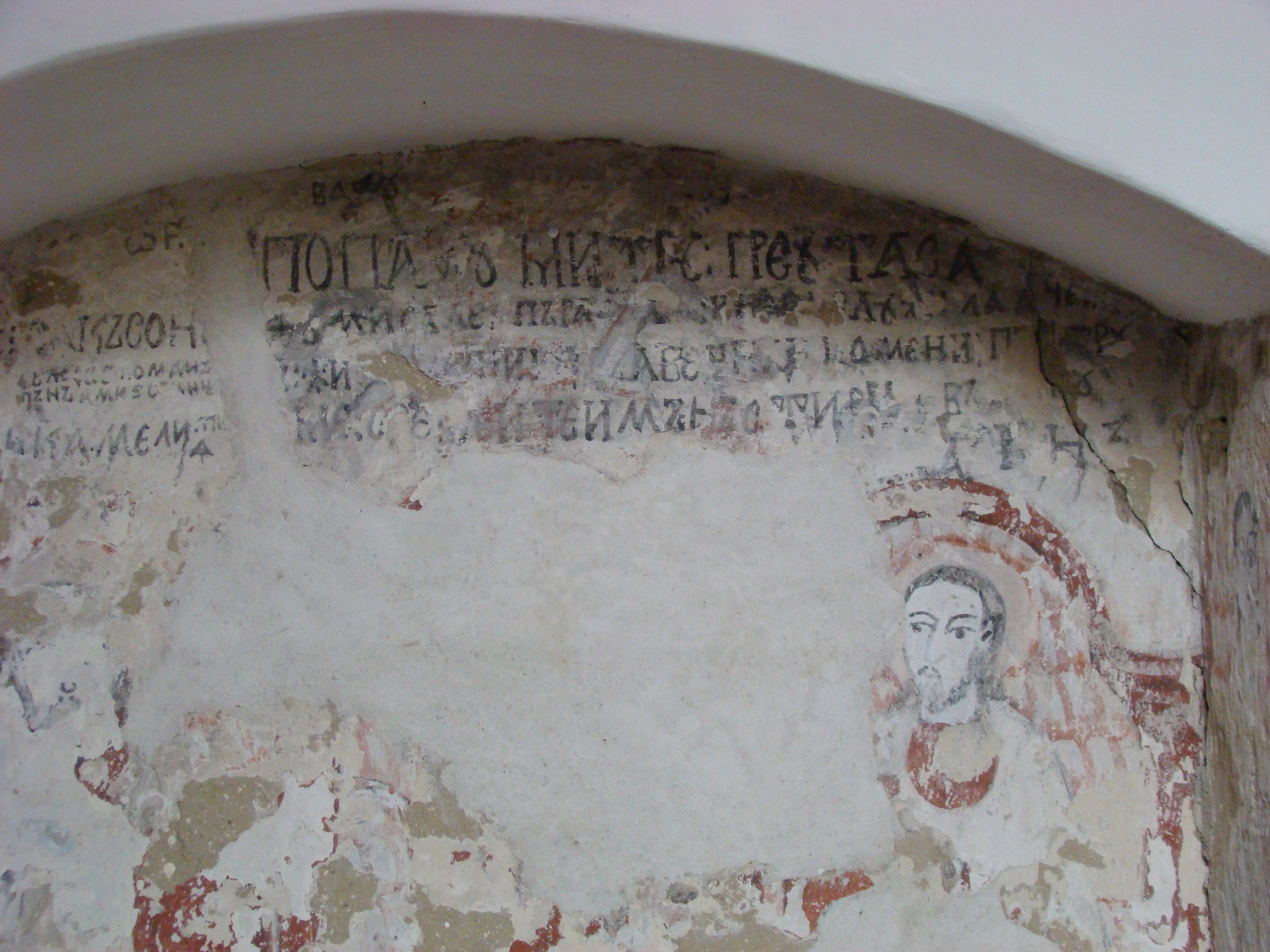
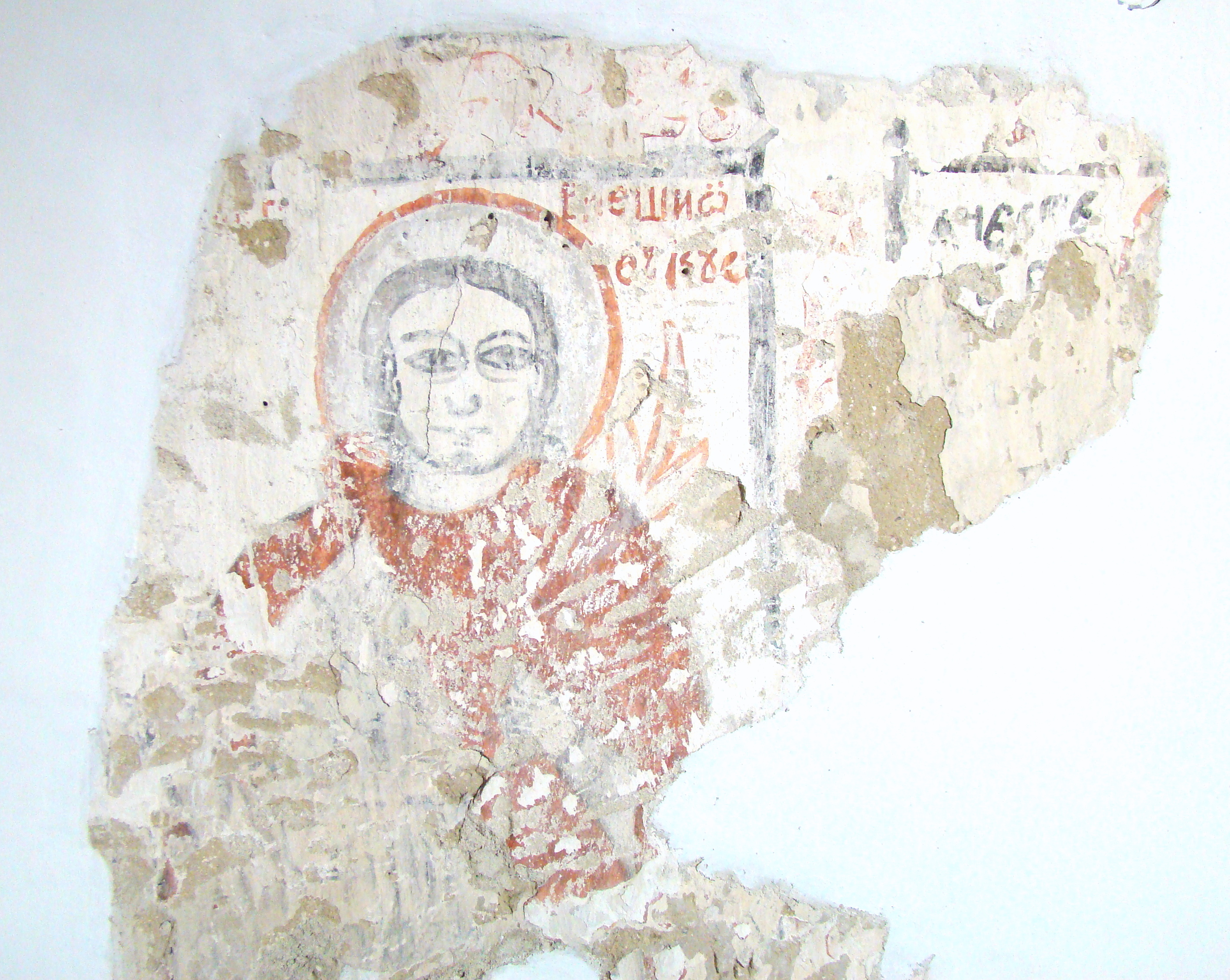
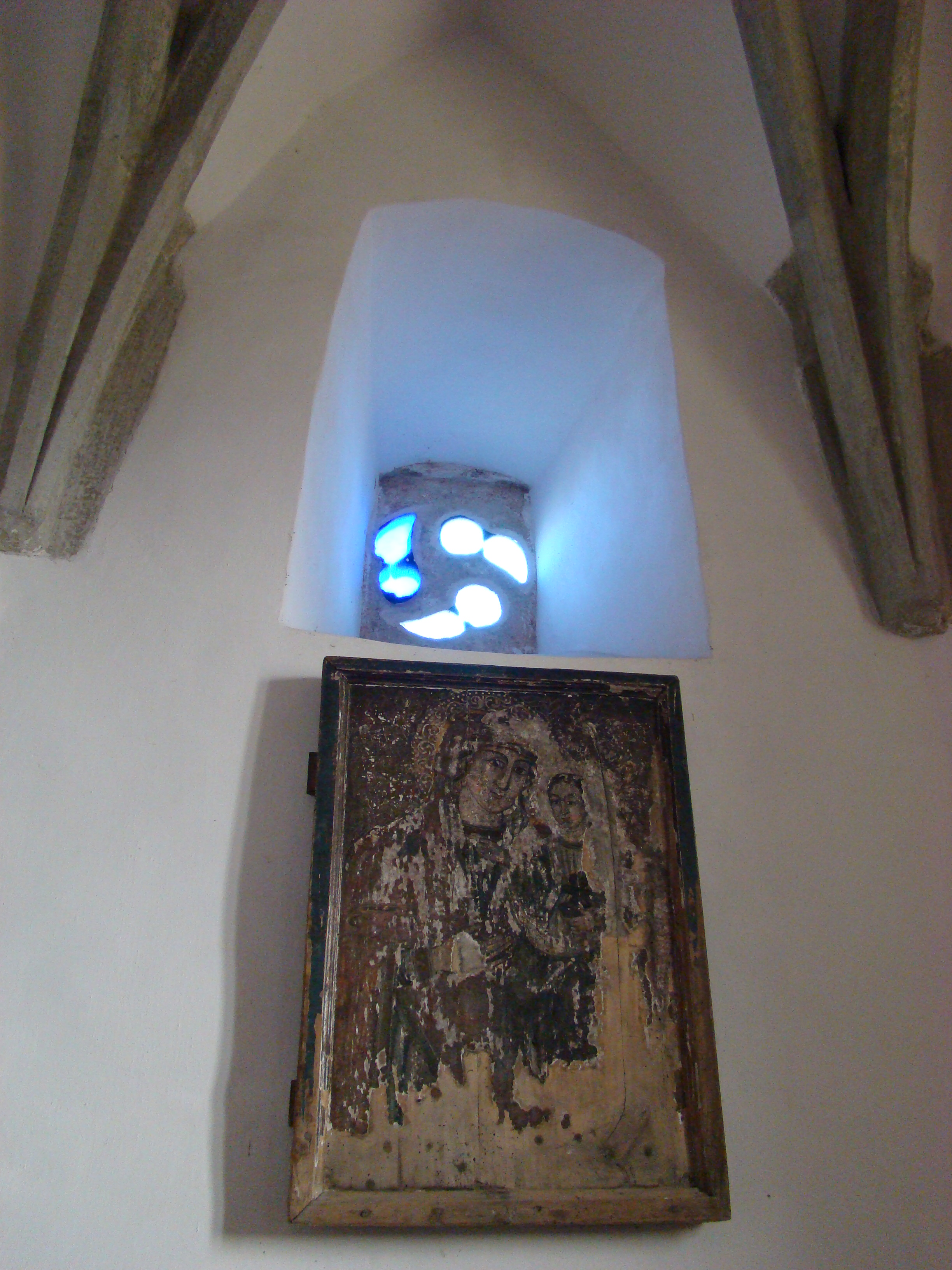
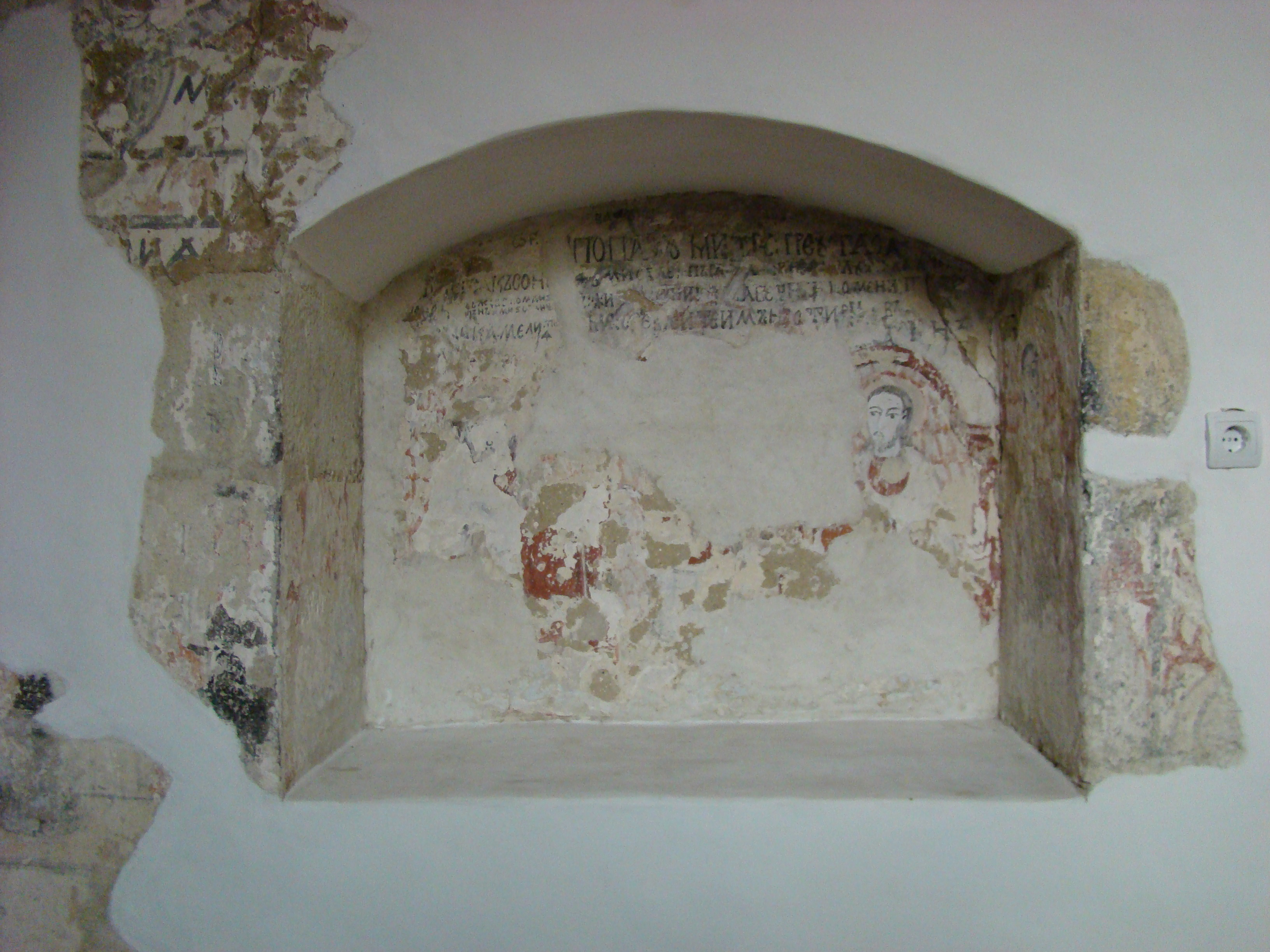
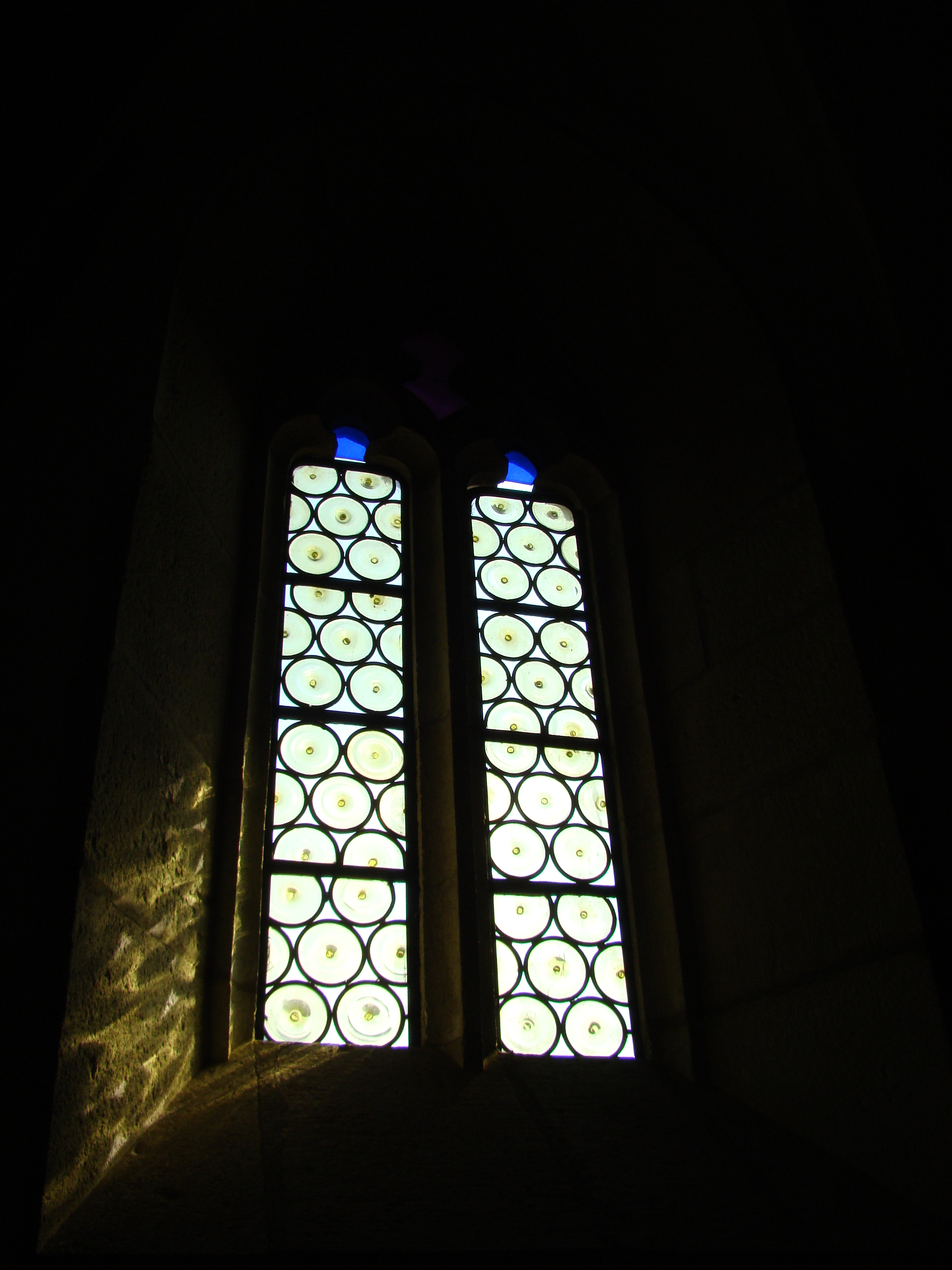
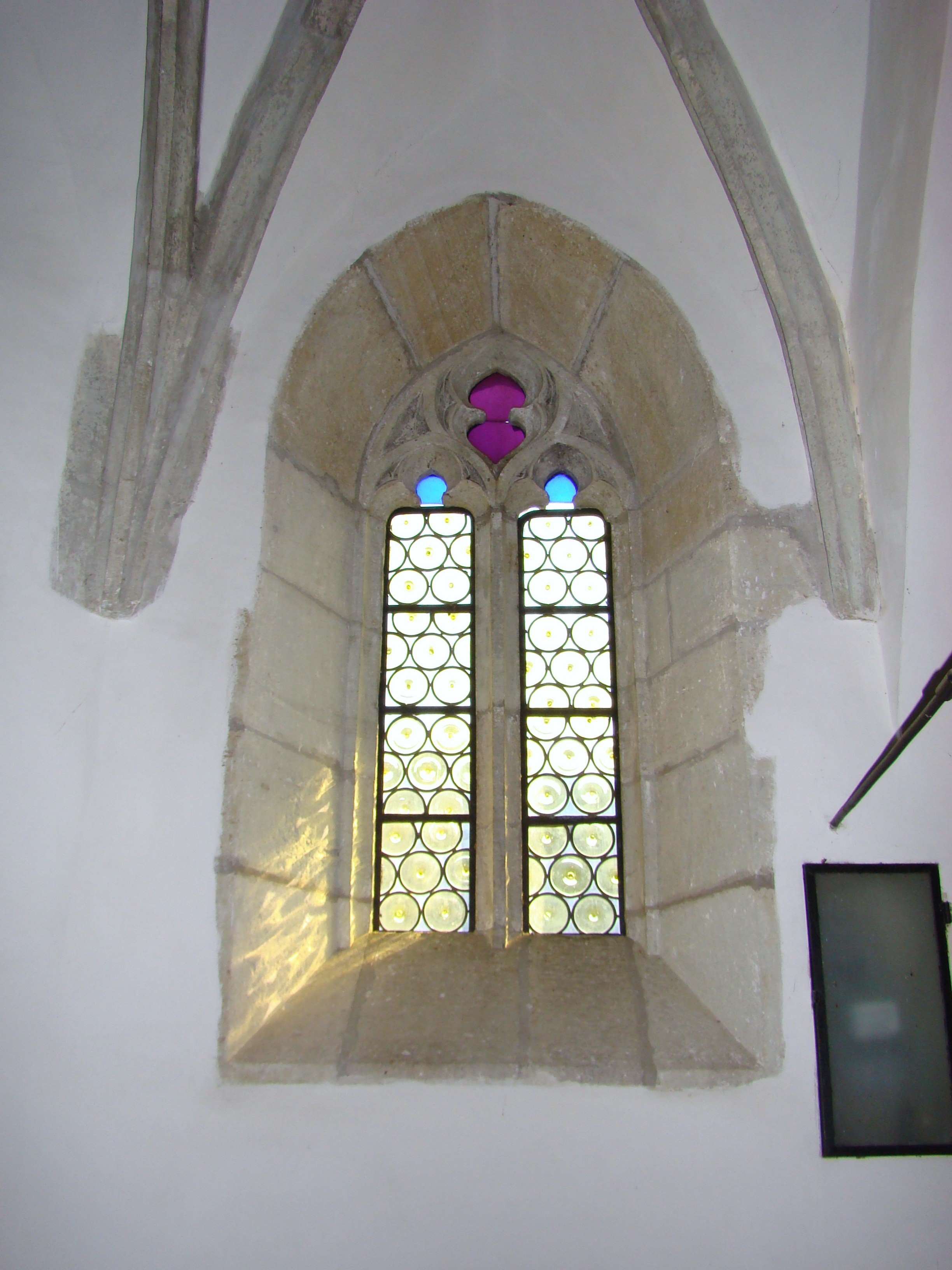
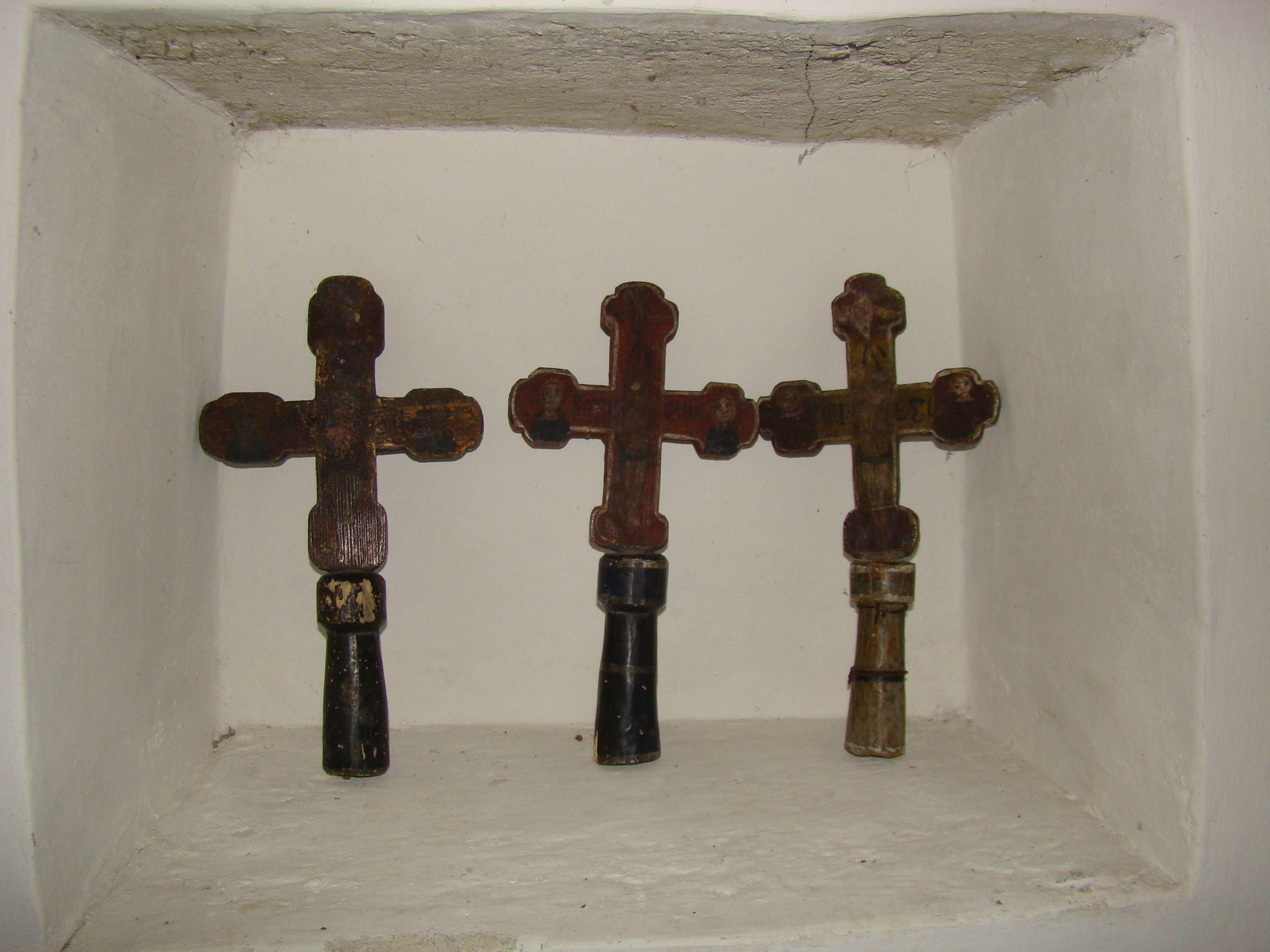
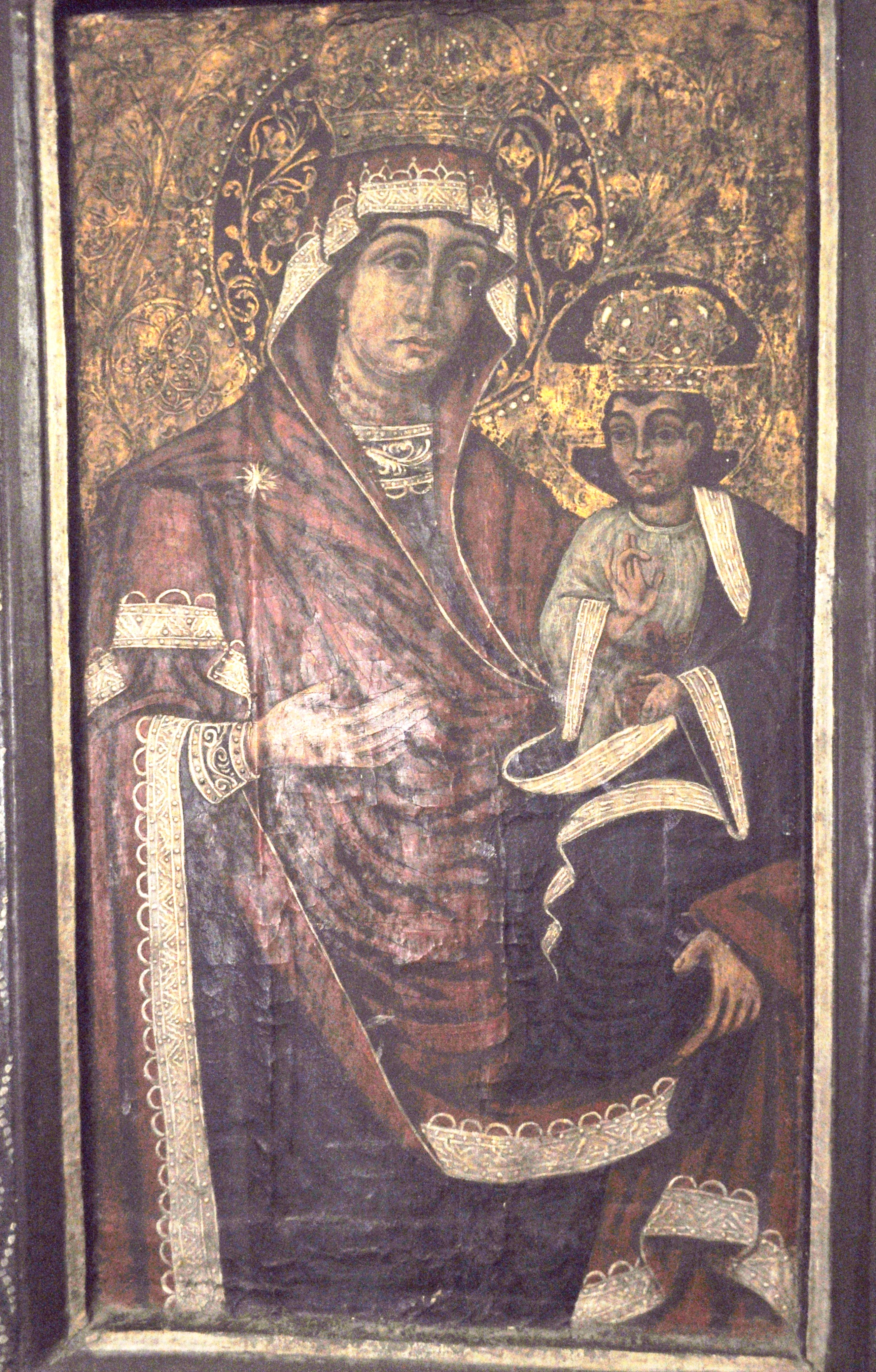
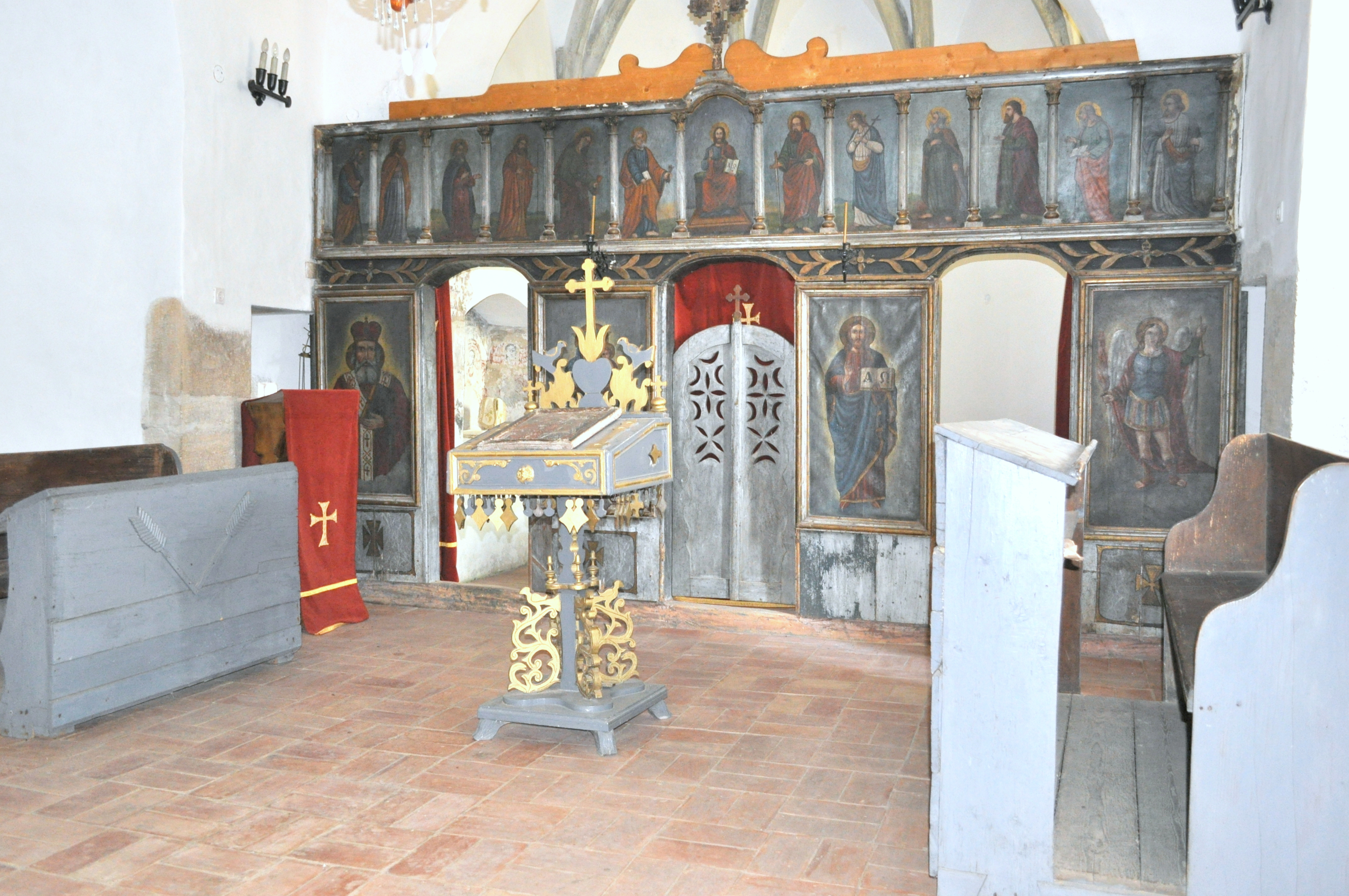
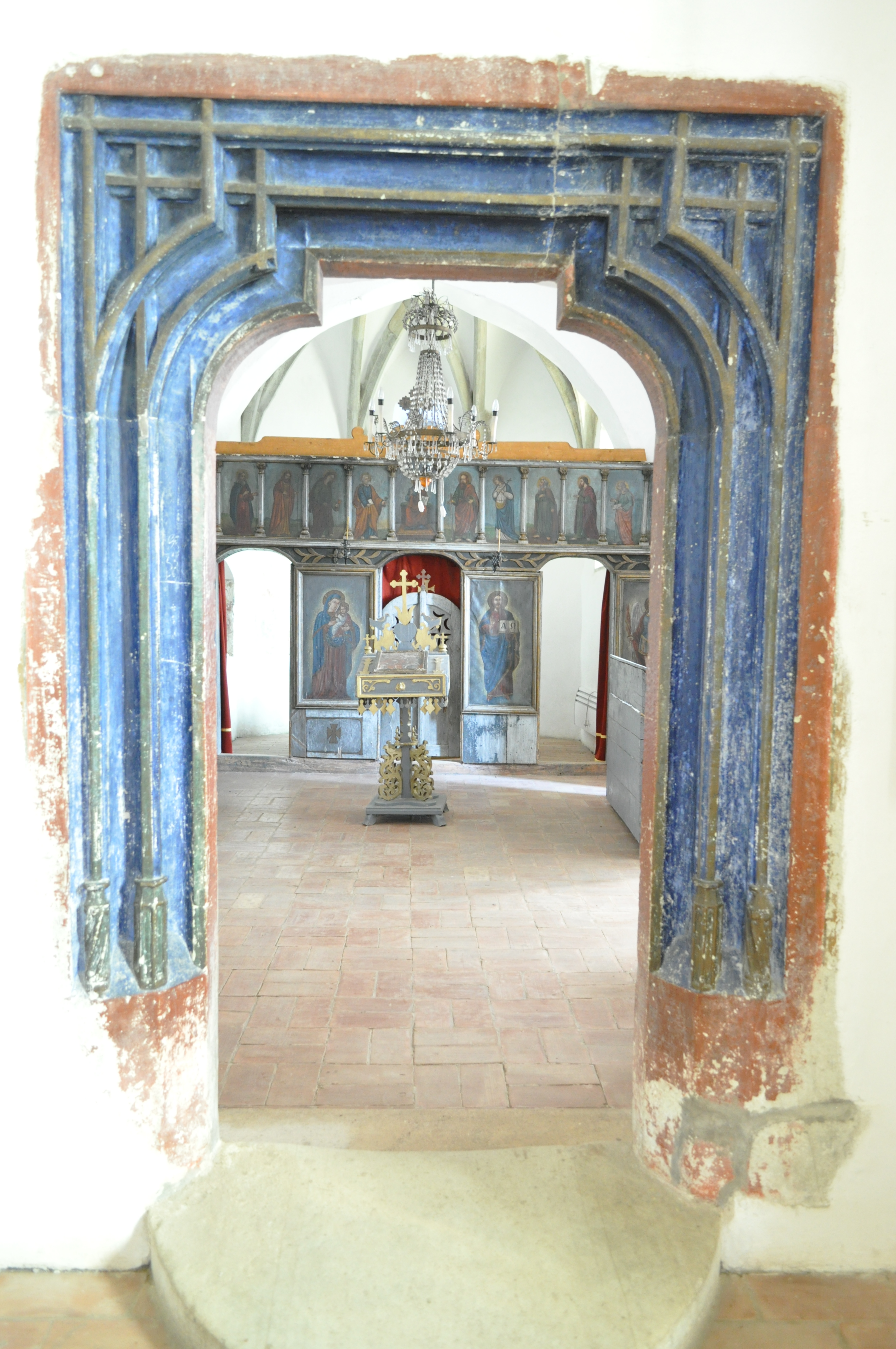
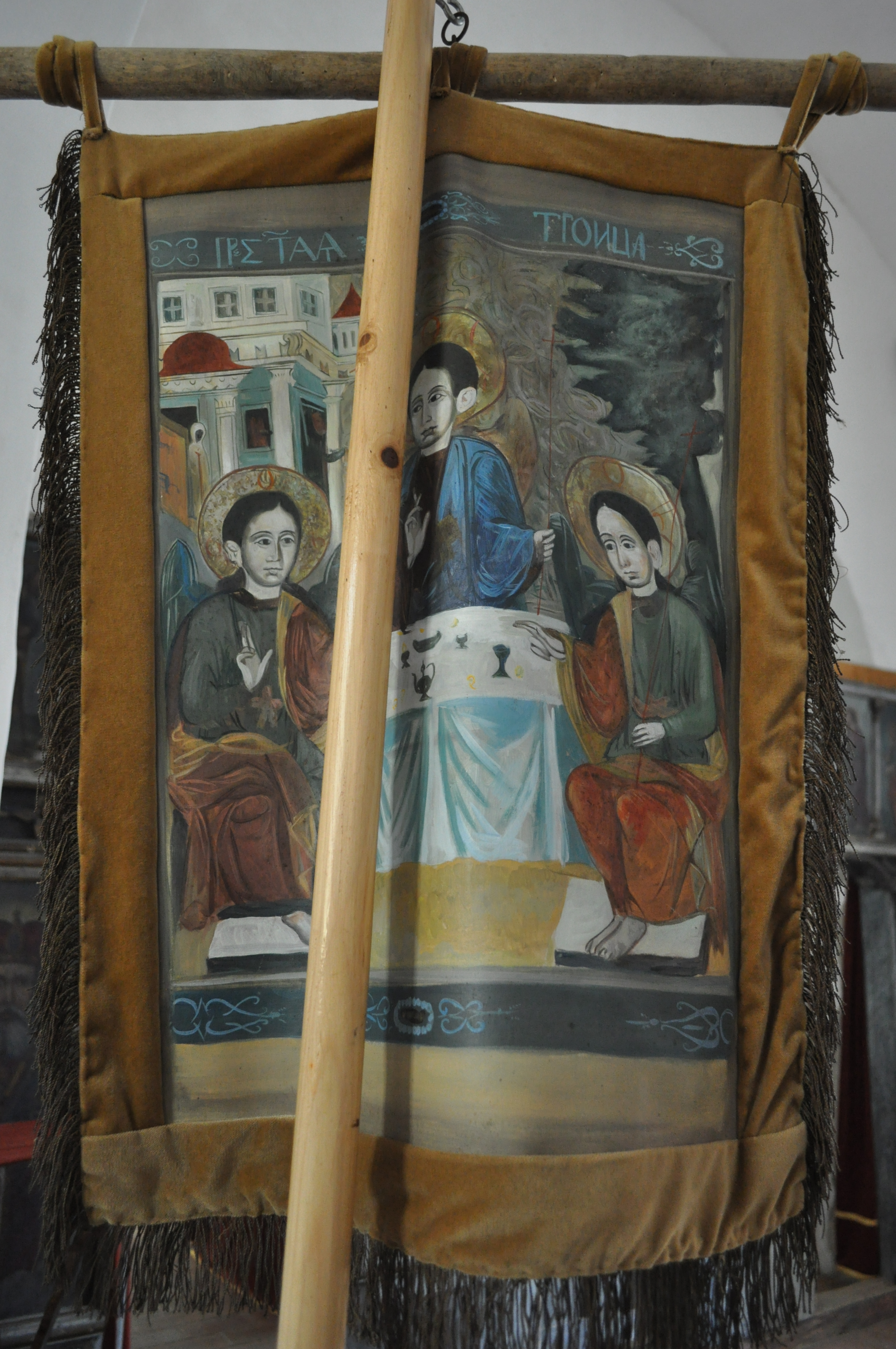
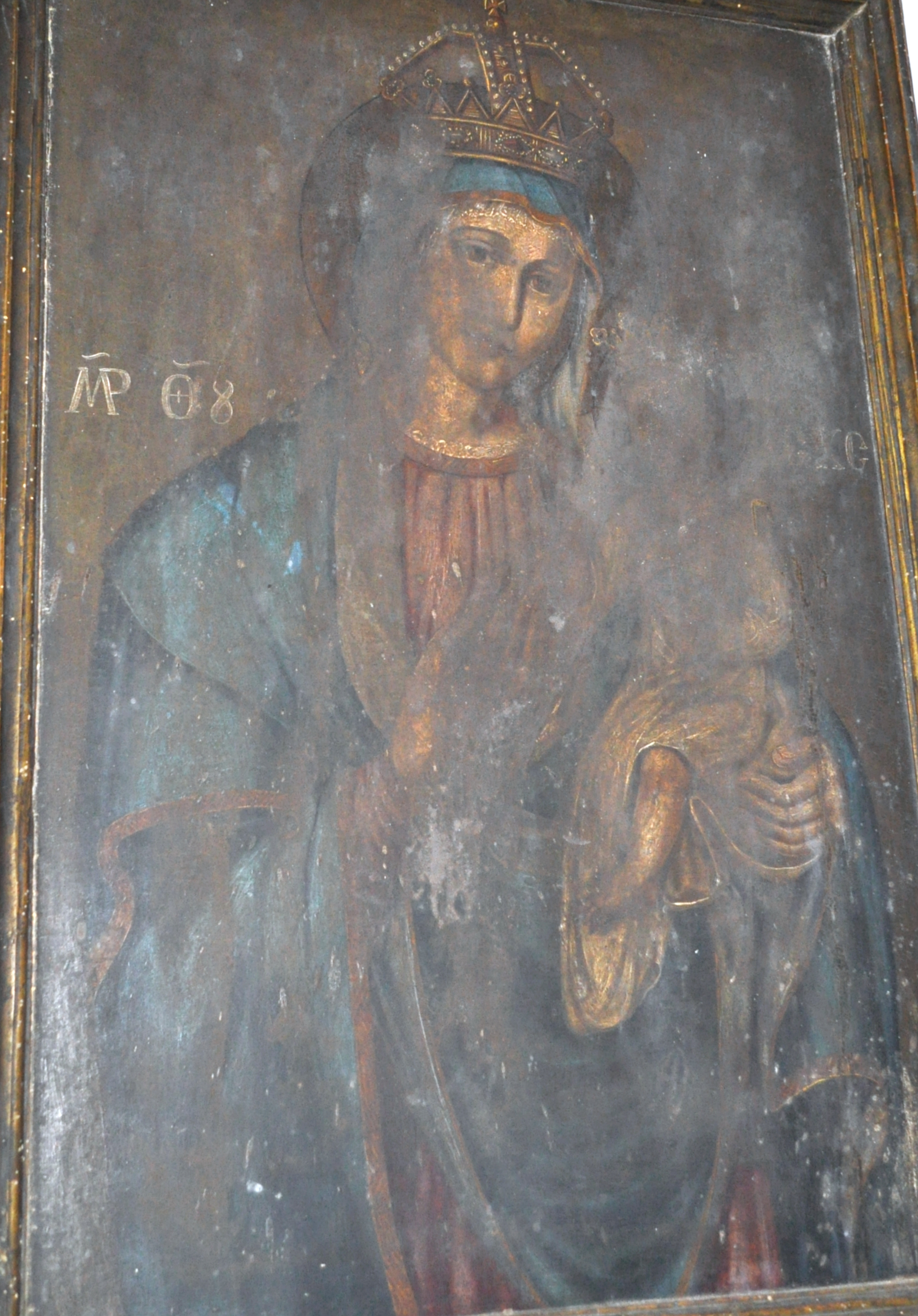
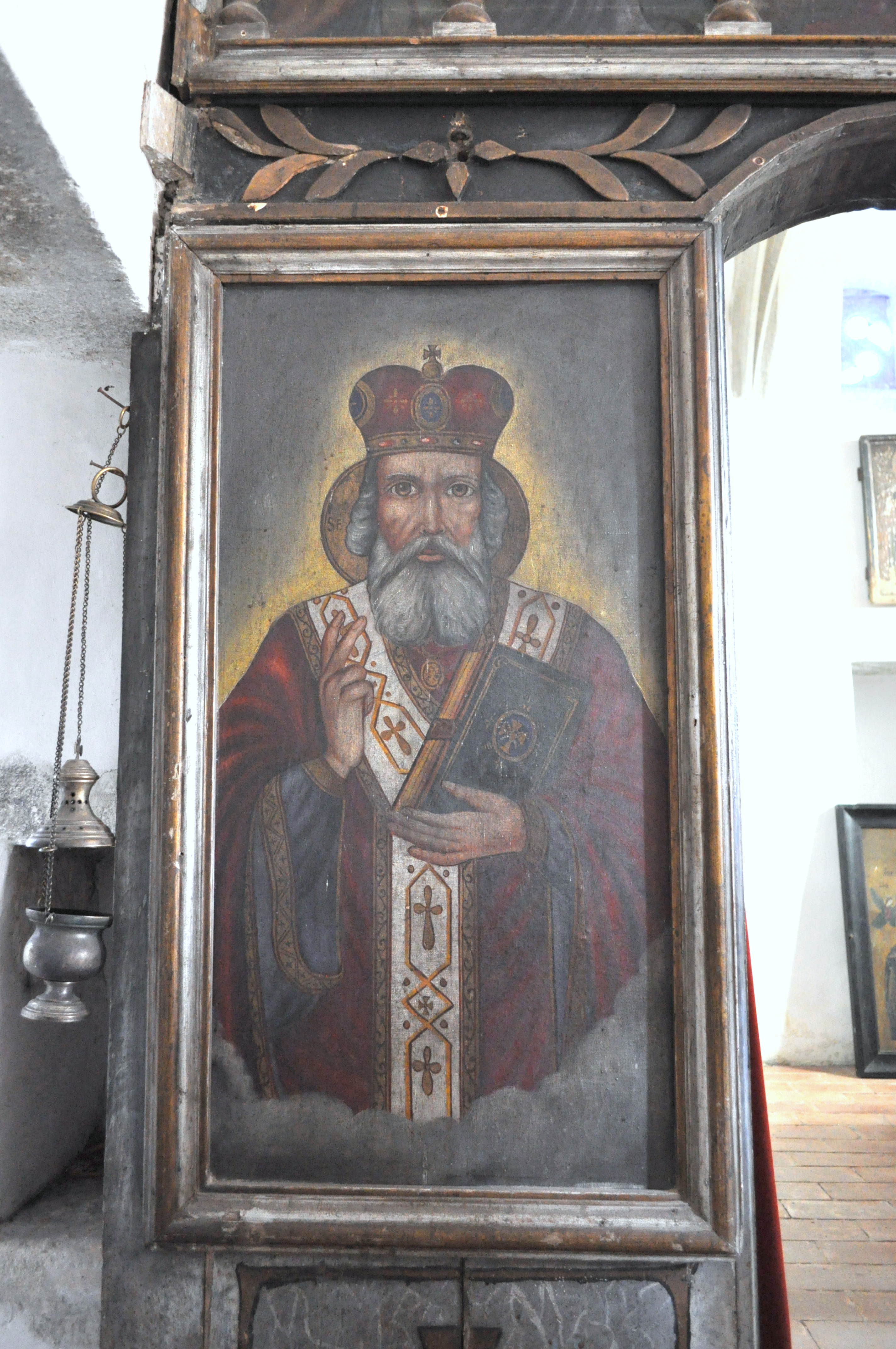
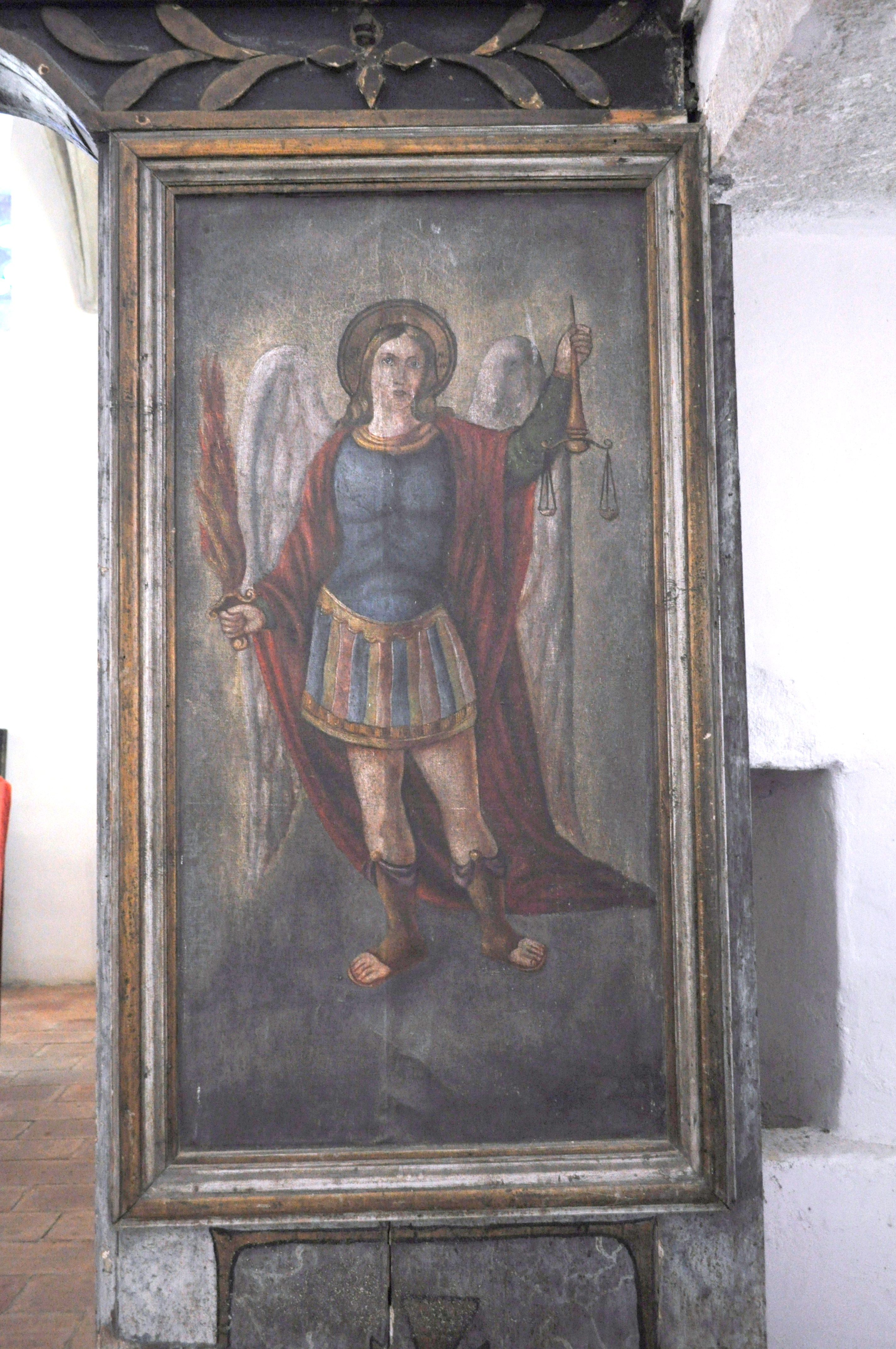
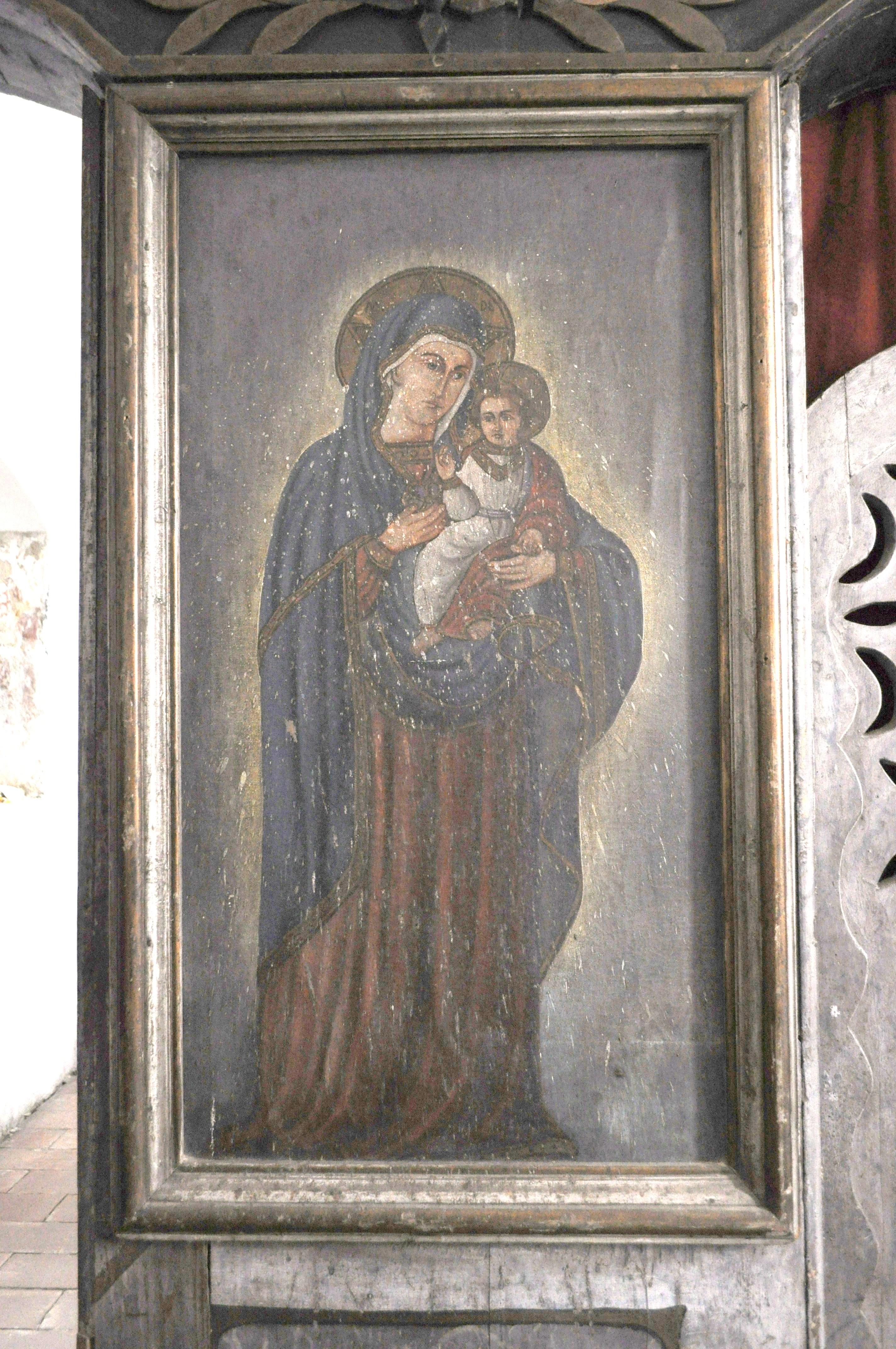
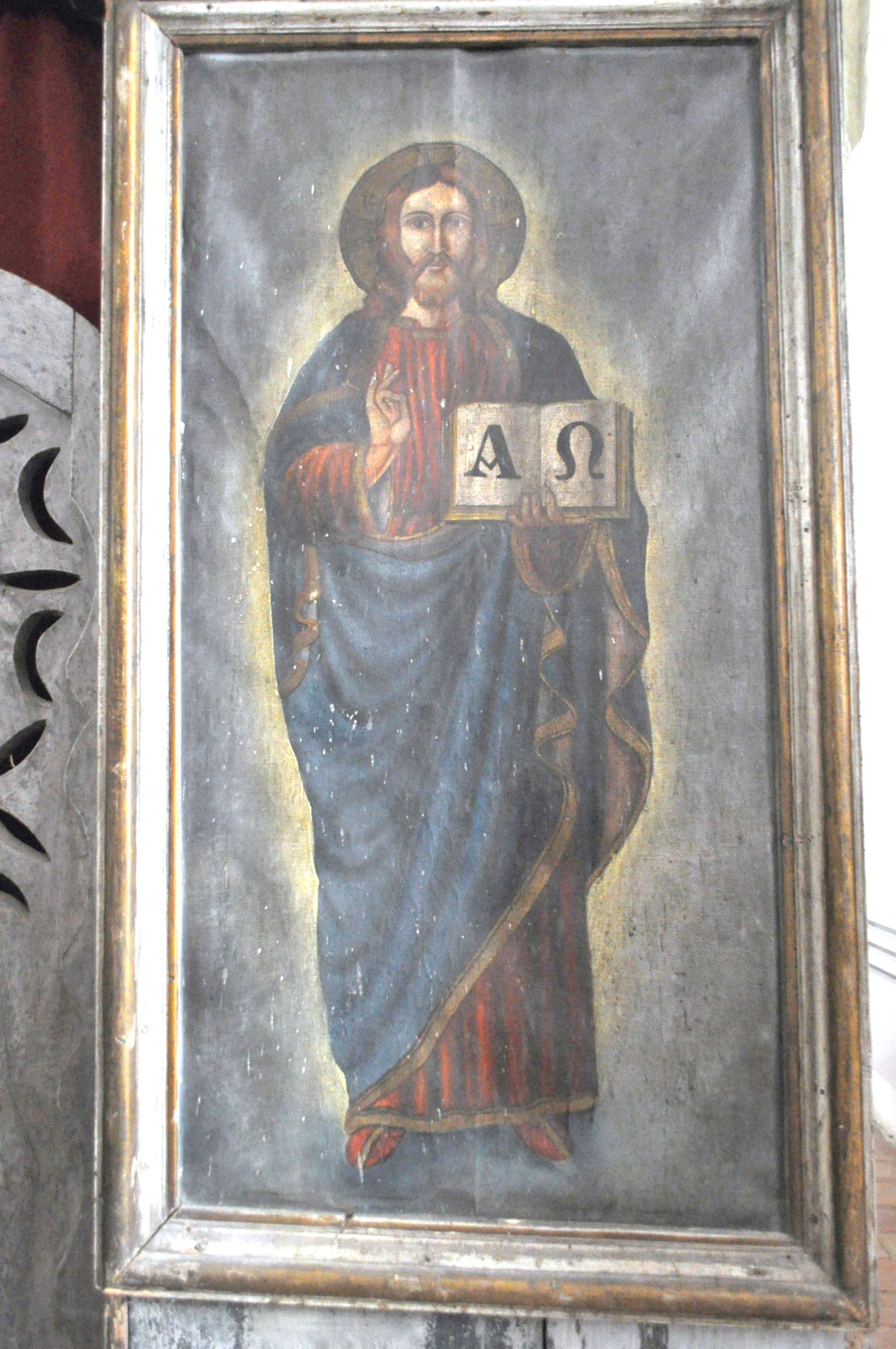
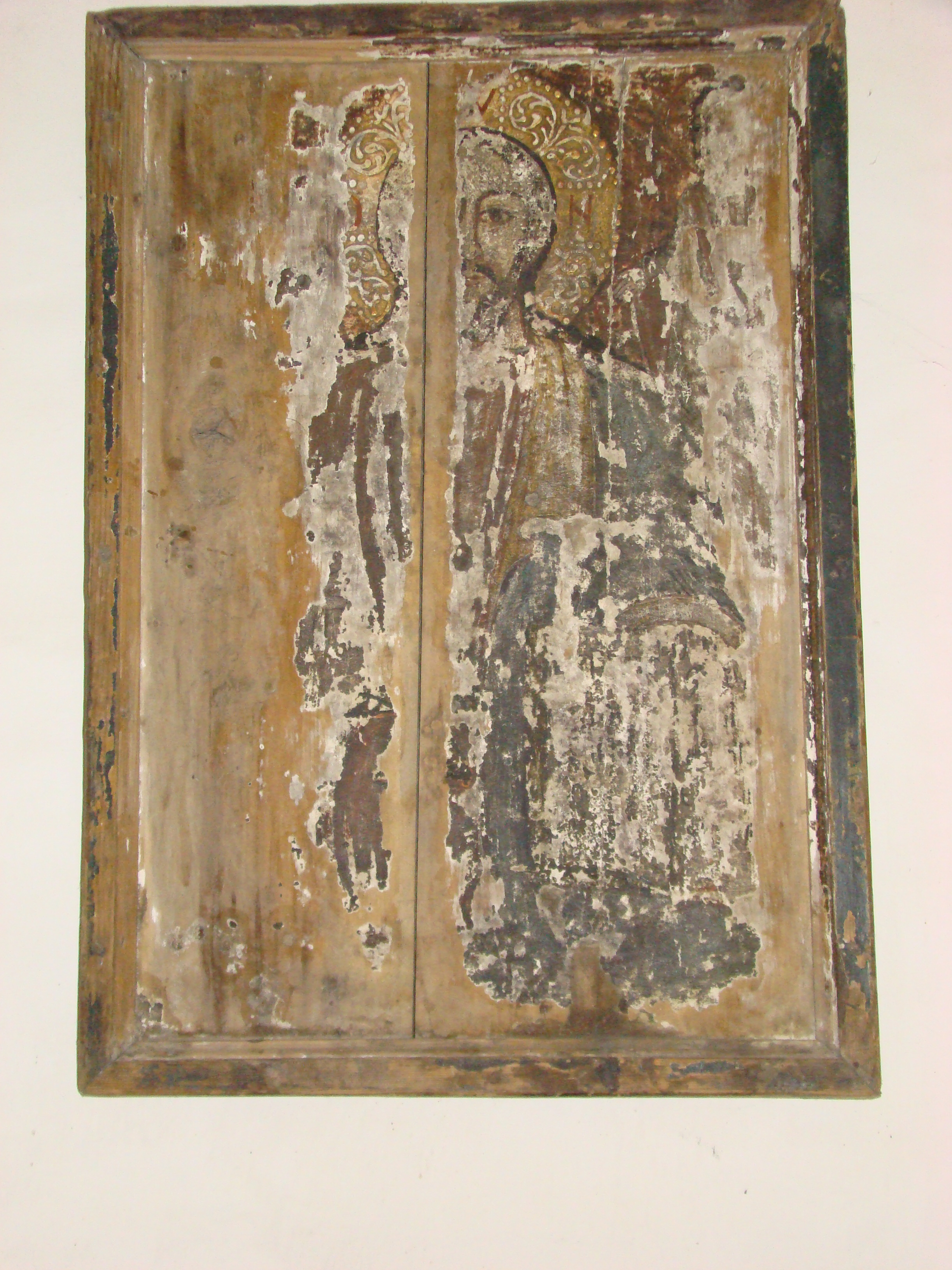
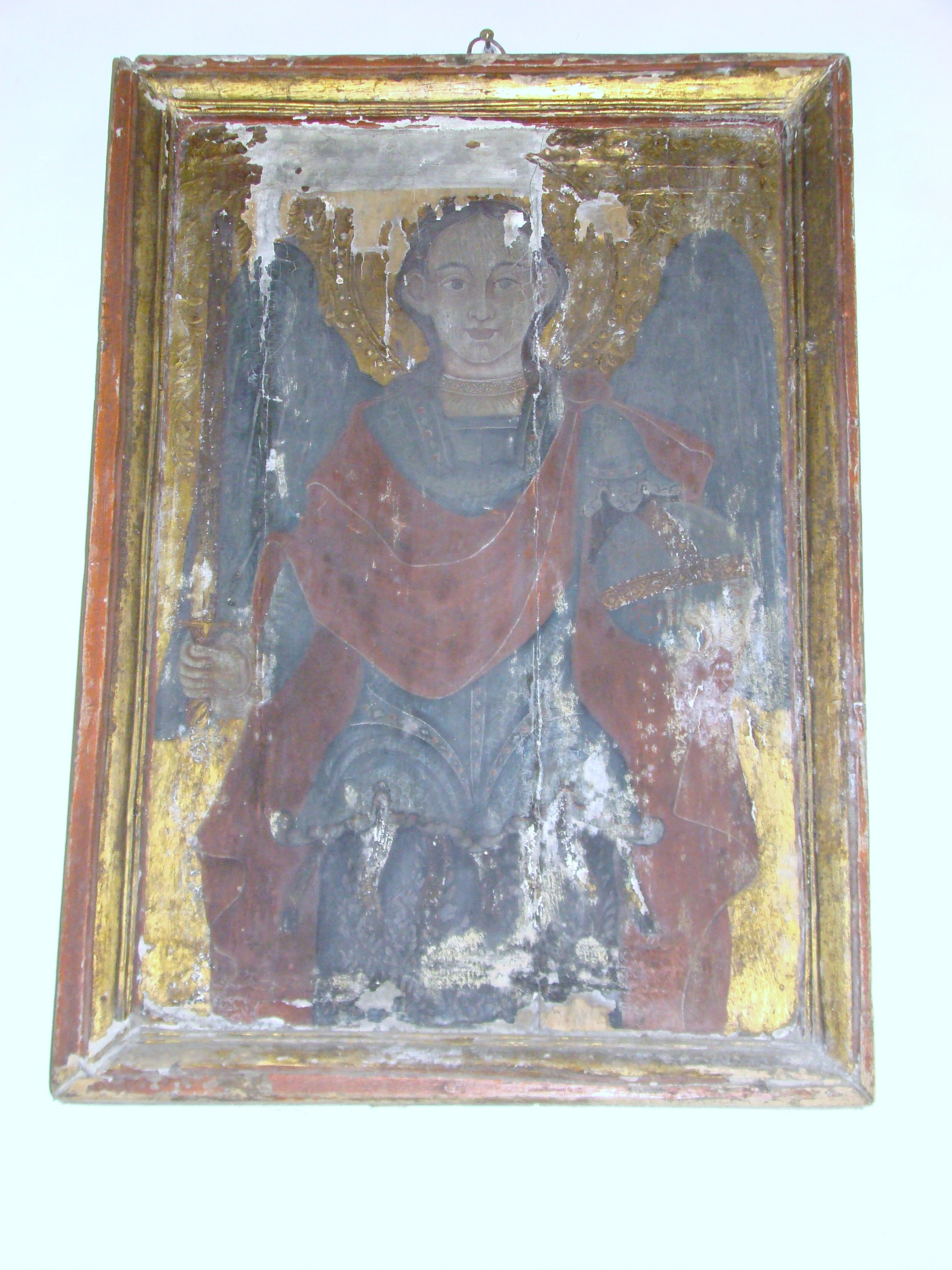
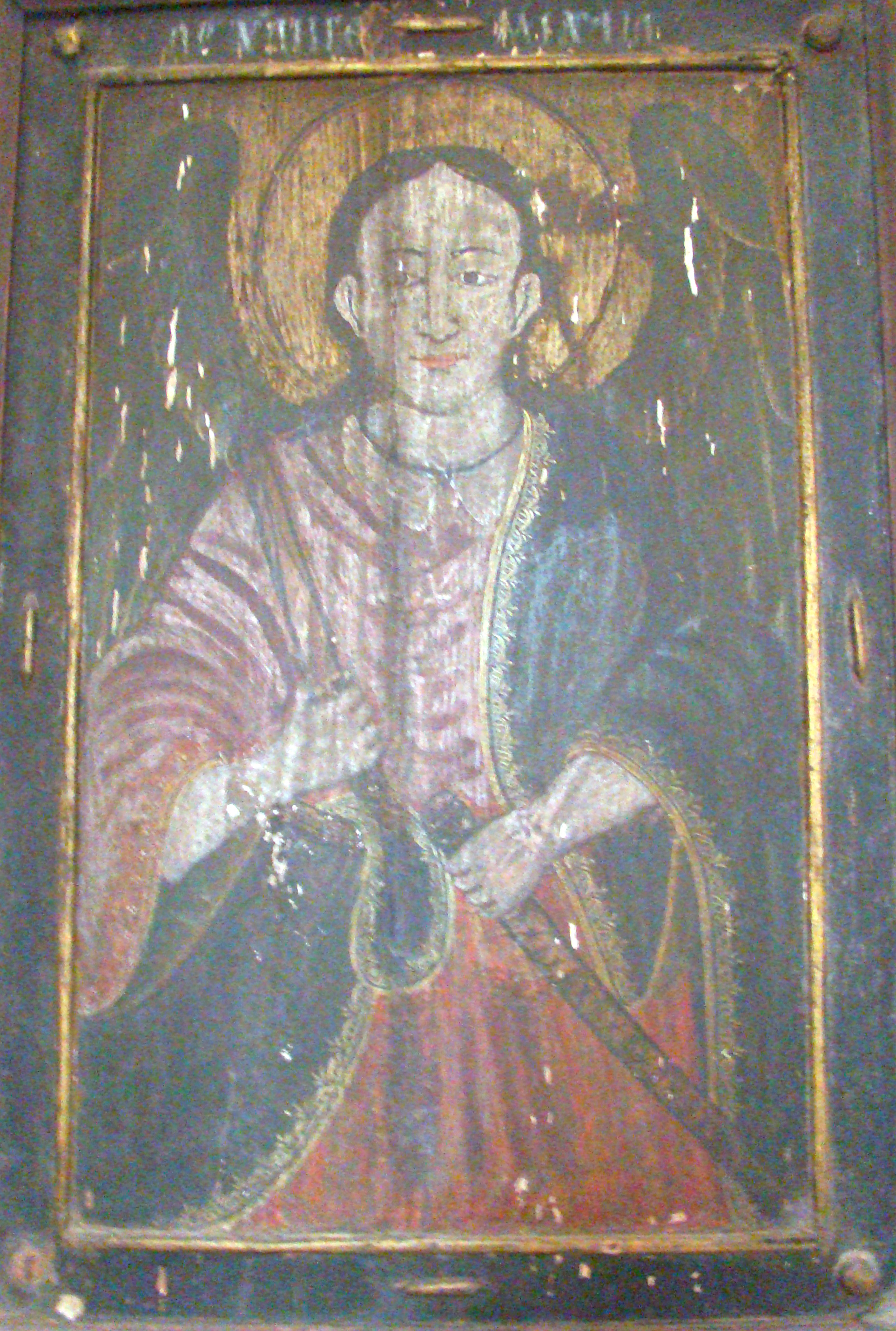
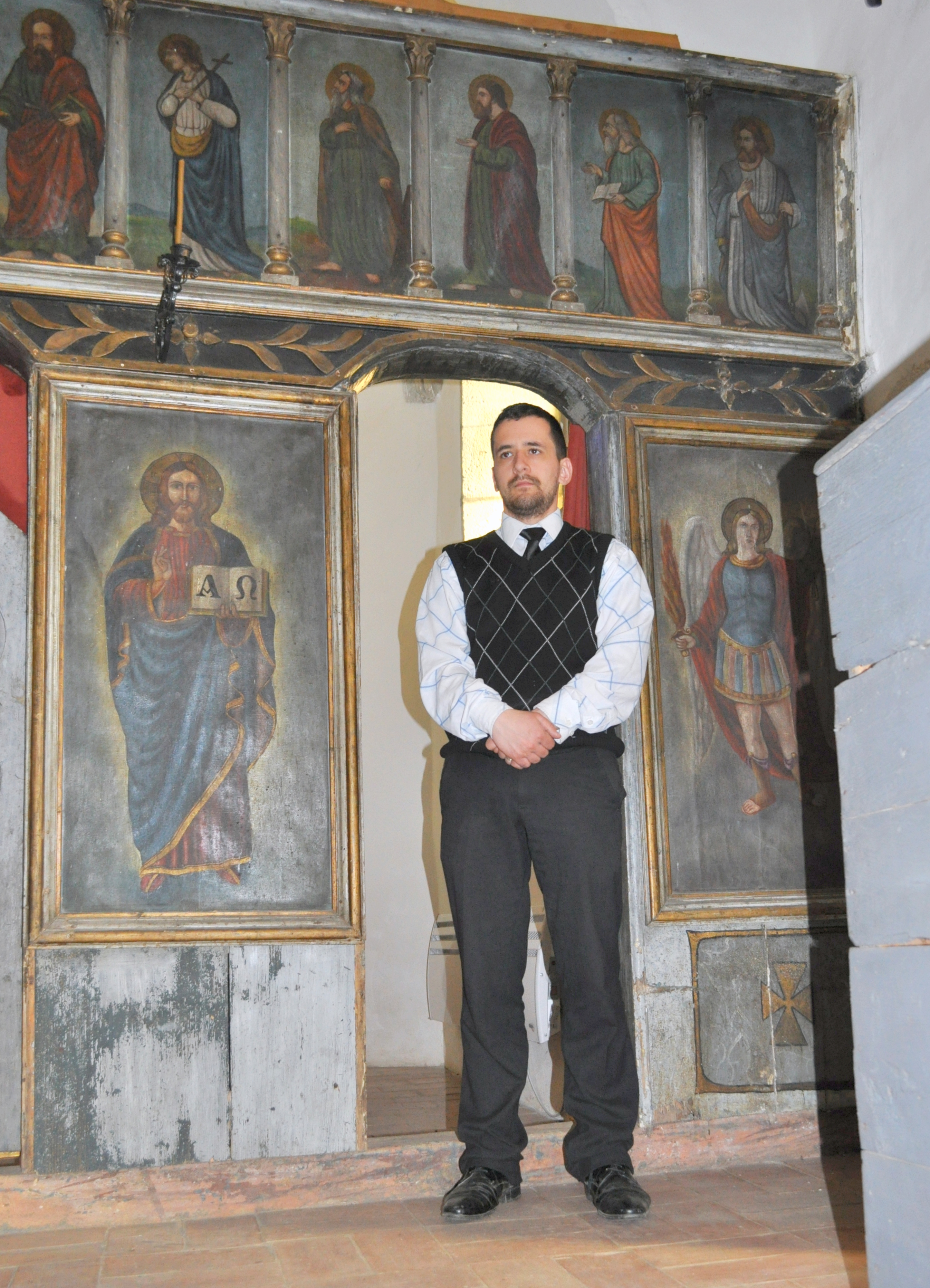
Preotul paroh Mureșan Romeo